# Época arcaica

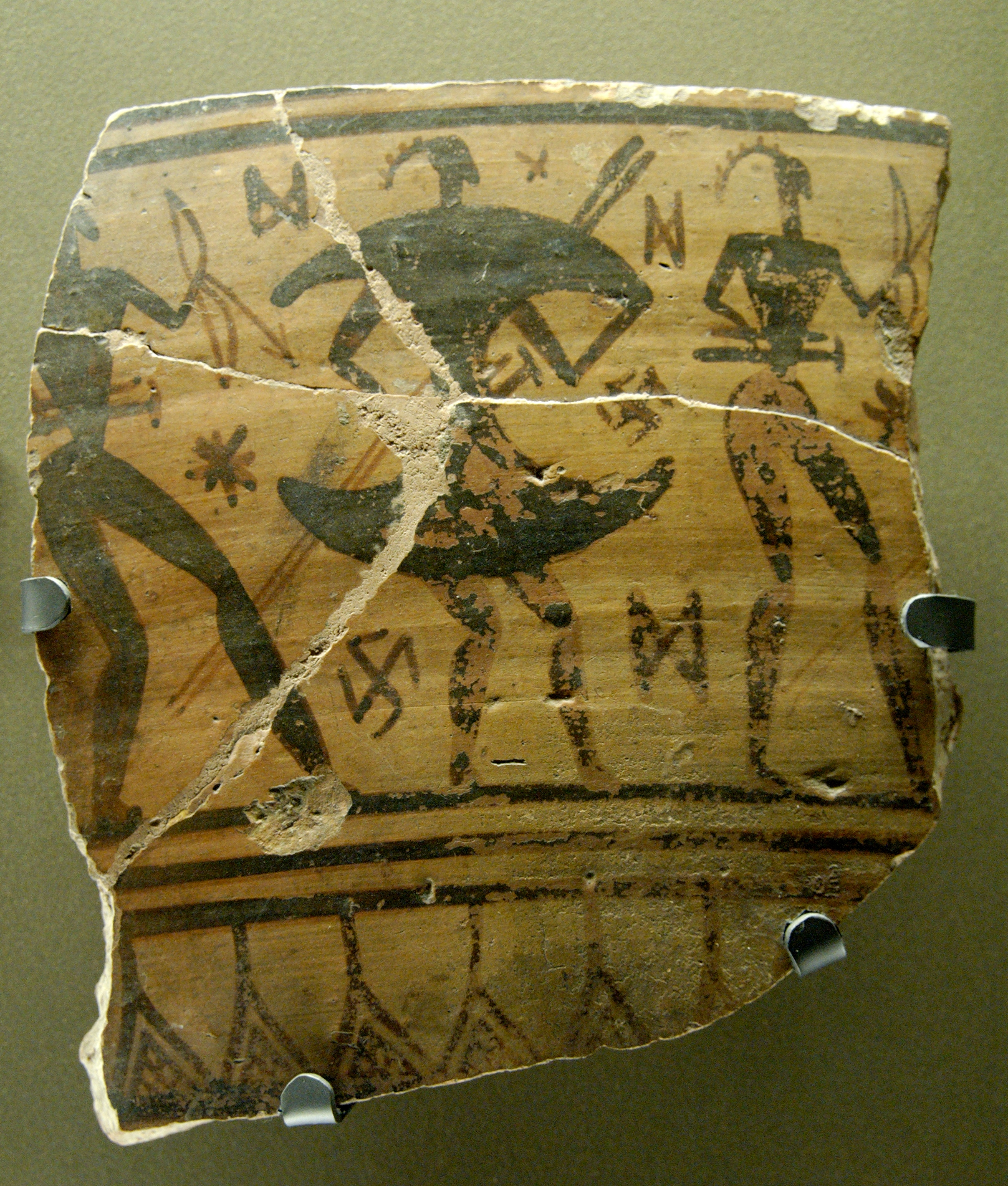
Guerreros griegos en un fragmento de cerámica de figuras negras atribuido al Maestro del Dípilon. Hacia el 760 a. C.

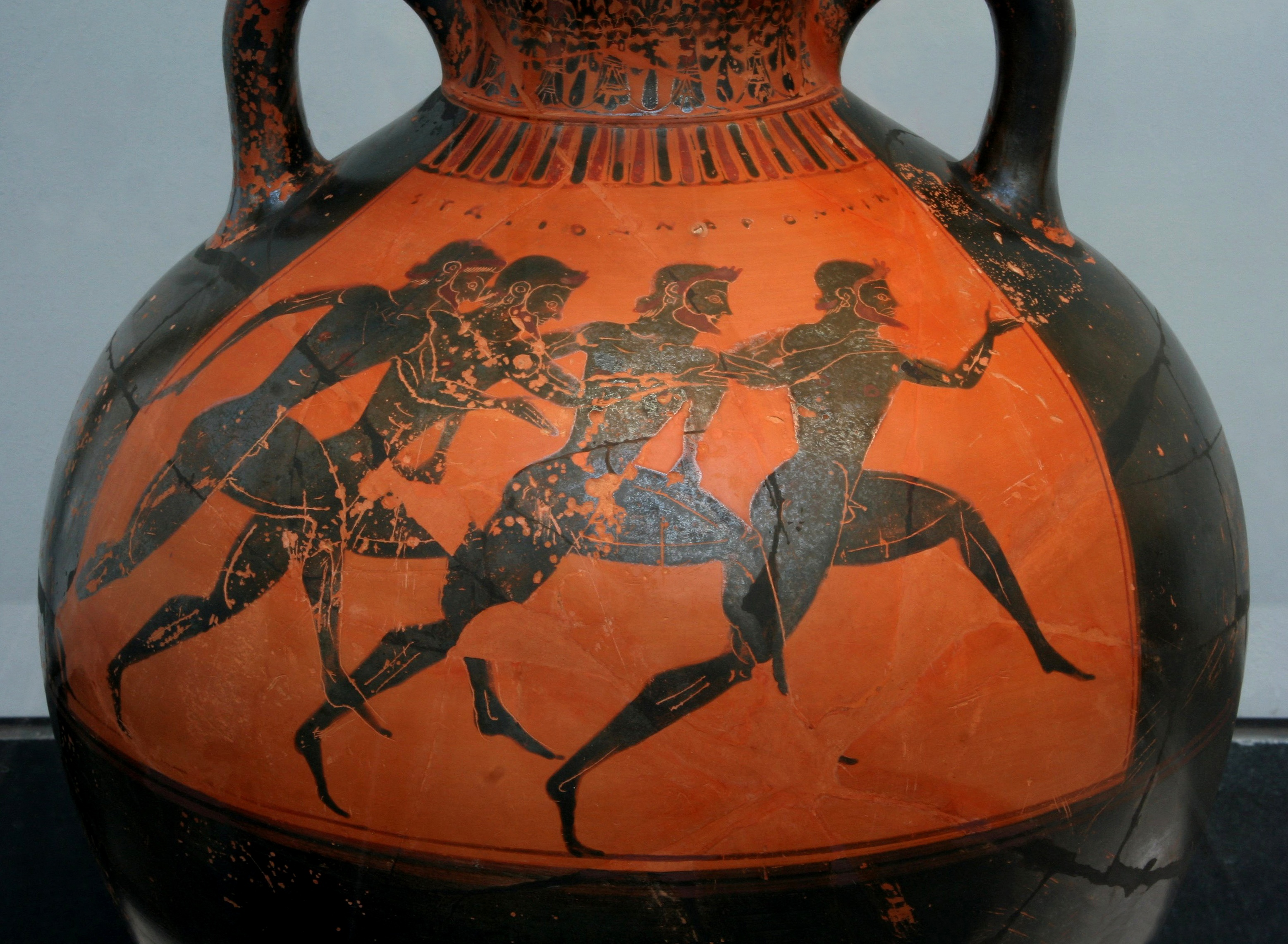
Amphoreús (αμφορεύς —'portada en ambos lados' haciendo referencia a las dos asas—, de donde proviene la palabra española «ánfora») de cerámica de figuras negras que representa una carrera de los Juegos Panatenaicos. Hacia el 530 a. C.

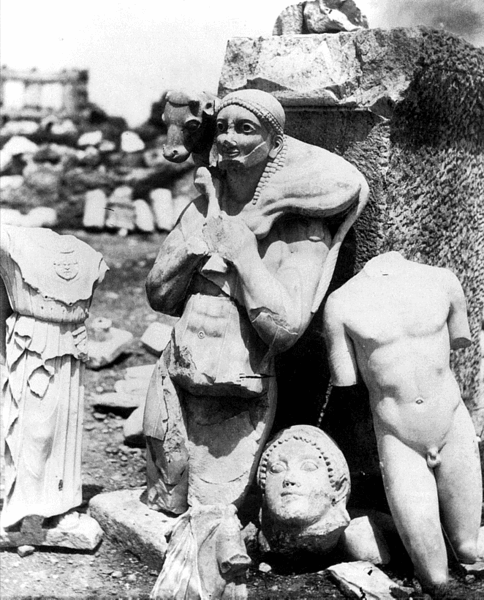
Esculturas del periodo arcaico (entre ellas el Moscóforo) halladas durante las excavaciones de la Acrópolis de Atenas (fotografía de 1882).

Época arcaica es una periodización de la historia de la antigua Grecia con la que la historiografía distingue la etapa en la que la Hélade (Ἑλλάδα) salió del periodo anterior, la Edad Oscura, caracterizada por la distribución del espacio helénico entre tribus indoeuropeas que hablaban distintas variantes de la futura lengua griega –aqueos, jonios, dorios, eolios, arcadios, superpuestos sobre los prehelénicos pelasgos–, que introdujeron la Edad del Hierro en medio de una total ausencia de fuentes escritas y una drástica ruptura cultural frente a la civilización micénica, cuyo fin sigue siendo objeto de debate, y se conformaron los rasgos de la civilización griega, que quedará plenamente cristalizada en la posterior Época Clásica. Entre los siglos VIII y VI a. C. se desarrollaron las ciudades-estado griegas o polis (plural invariable en castellano, en griego: singular polis, πόλις, y plural poleis, πόλεις), que incluso se expandieron por todo el Mediterráneo mediante la colonización. A pesar de su gran fragmentación política, los griegos fueron construyendo una identidad común frente a otros pueblos de la Antigüedad, de la que adquirieron una conciencia vigorosa, evidenciada en sus manifestaciones culturales y artísticas y en una peculiar cosmovisión que se ha interpretado como tensión entre lo apolíneo y lo dionisíaco.
Convencionalmente el inicio de la época arcaica se establece en la primera Olimpiada (Ὀλυμπιάς, cómputo del tiempo en periodos de cuatro años que comienza con la celebración los primeros Juegos Olímpicos, 776 a. C.); mientras que el final lo marca la Revuelta de Jonia (499 a. C.), cuando los griegos de la costa de Asia Menor pidieron la ayuda de las ciudades de Grecia continental para frenar la expansión del Imperio aqueménida, lo que desembocó en las guerras médicas (492-490 y 480-479 a. C.).
Antes de la Época Arcaica los griegos habitaban en pequeñas comunidades agropecuarias aisladas por lo accidentado de su medio físico: cuajado de valles en el interior, y con un litoral recortado, atestado de cabos, golfos e islas. A pesar de la pobreza del suelo y de la aridez, se dieron crecimientos demográficos y progresos socioeconómicos que impulsaron a las pequeñas aldeas originarias a unirse en entidades de mayor tamaño. Este proceso, llamado synoikismos (συνοικισμóς —'cohabitación', 'compartir el oikos ', la «casa»—), dio lugar al nacimiento de las polis. Al mismo tiempo, se establecían lugares de culto religioso, compartidos por comunidades mucho más alejadas entre sí, mediante anfictionía (αμφικτιονία —'construir juntos'—); lo que fue conformando prácticas políticas para todo tipo de relaciones, pacíficas y hostiles, como la simmachia (συμμαχια —'luchar juntos'—), la koinón (κοινόν —'común'—, traducido habitualmente como «liga»), la hegemonía (ἡγεμονία), el equilibrio de potencias, la política de bloques, etc.
Paralelamente, la presión demográfica y la prosperidad económica mal repartida provocaron una conflictividad social que tuvo, básicamente, dos válvulas de escape: la colonización del Mediterráneo y las reformas sociopolíticas internas protagonizadas por legisladores y tiranos.
Tras siglos de olvido de la escritura lineal micénica, los griegos volvieron a ser un pueblo histórico al adoptar el alfabeto fenicio y adaptarlo a su idioma con el alfabeto griego, cuyos primeros testimonios aparecen hacia el 740 a. C. (Copa de Néstor, Inscripción del Dipylon). A partir de poesía oral que tiene sus raíces en siglos anteriores, en esta época se compusieron por escrito las principales creaciones de la literatura griega: los dos poemas homéricos, la Ilíada y la Odisea (cuya autoría y ubicación temporal fueron objeto de debate desde la Antigüedad, y aun lo siguen siendo), que fijaron los mitos ancestrales de los héroes de la Edad del Bronce, en textos que no se terminaron de canonizar hasta el siglo VI a. C. (probablemente por iniciativa de Pisístrato) y cuya difusión fue crucial para la conformación de la civilización griega en su conjunto, y para la pervivencia de esta en la civilización occidental.

## La colonización del Mediterráneo

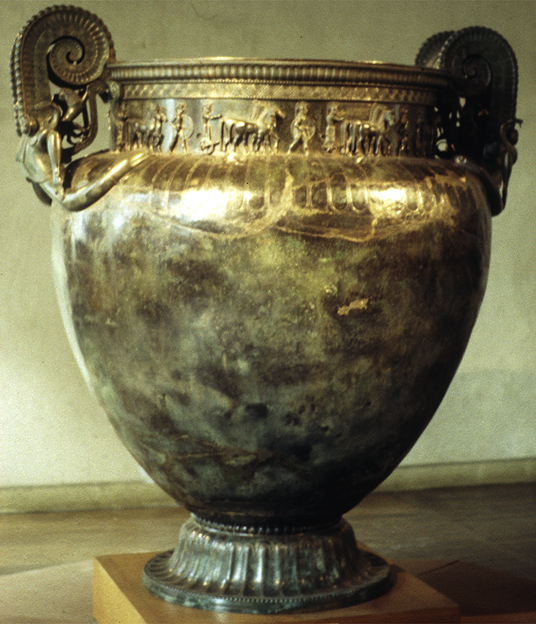
Crátera (κρατήρ -"mezclador"- palabra de la que vienen "crátera" y "cráter") de bronce realizada por un artesano laconio, hallada en Vix (noroeste de la actual Francia), una zona muy alejada del Mediterráneo, prueba de la extensa difusión de las manufacturas griegas. Hacia 530 a. C.
Las cráteras eran recipientes de gran capacidad (1100 litros en este caso) donde se mezclaba el vino con agua y especias (era considerado propio de bárbaros el beber el vino sin mezclar). Las libaciones colectivas formaban parte esencial de la vida social (simposion συμπóσιον -"beber juntos"-). Muchos otros tipos de recipientes, habitualmente de cerámica, eran necesarios para la sofisticada cultura griega del vino (οἶνος, oinos). Las ánforas servían para el transporte y la conservación del aceite de oliva, otra de las bases agrícolas de la cultura griega. La base de la alimentación en la Antigua Grecia, el pan, muy a menudo no era el artos (ἄρτος, de trigo, reservado por las leyes de Solón para las festividades), sino el maza (μᾶζα, de cebada). Con el nombre de opson (ὄψον) se referían al resto de los alimentos.

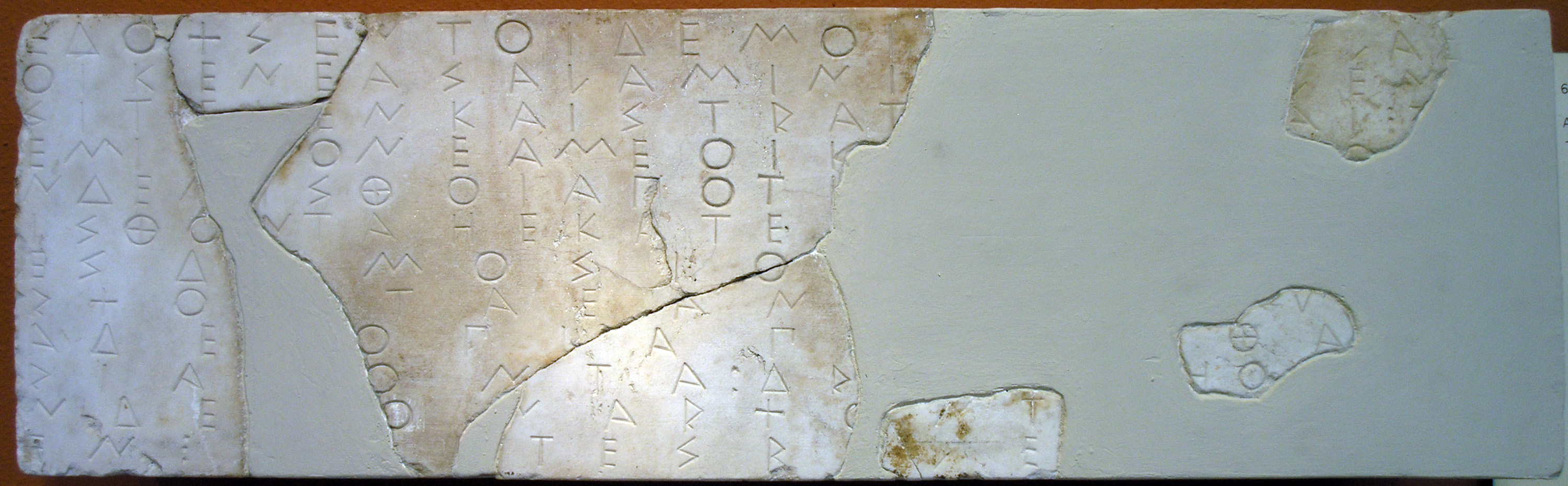
Reglamento de los klērouchos (κληροῦχος) de Salamis (Salamina). Hacia 510 a. C.

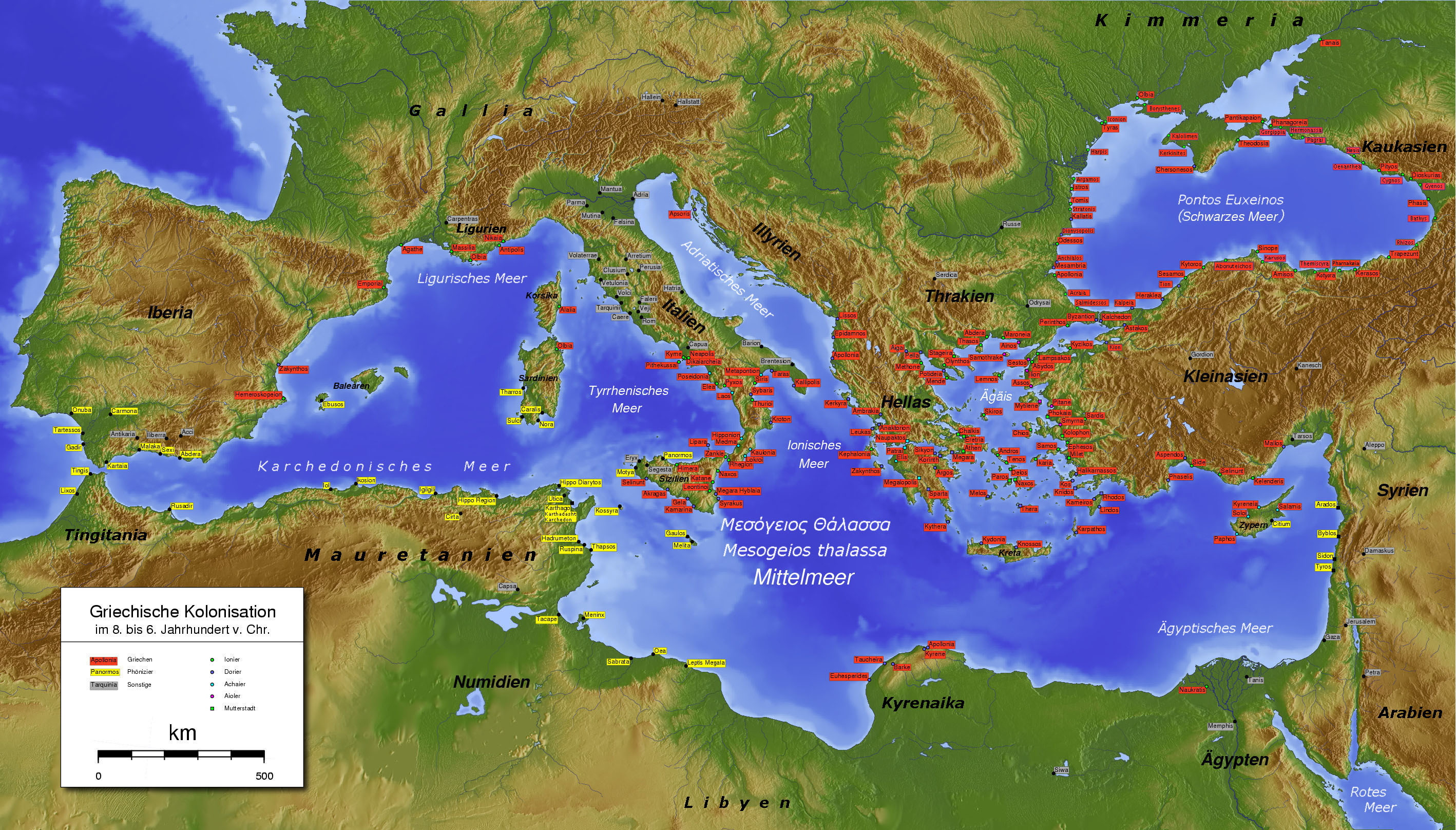
Las colonias griegas (en rojo) frente a las colonias feno-púnicas (en amarillo).

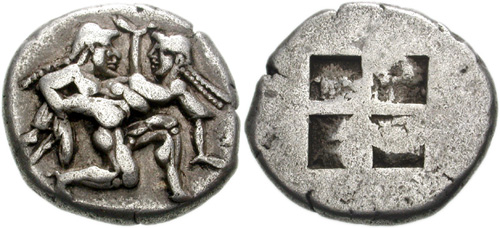
Statér (στατήρ -"peso"-, "estatero") de 9,31 g de plata de Thasos, de la primera mitad del siglo V a. C.

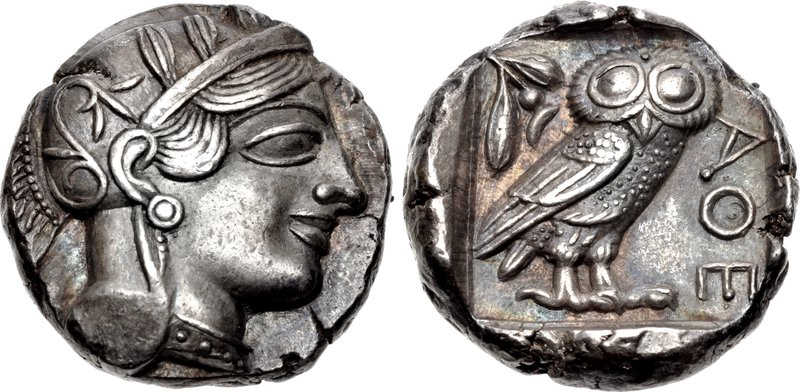
Tetrádrakmon (τετράδραχμα -"cuatro dracmas"-, "tetradracma") de 16,85 g de plata de Atenas, del (diseños similares, con la efigie de Atenea y sus símbolos iconográficos -hojas de olivo y lechuza-, se utilizaban desde el siglo anterior).

### Antecedentes
Al principio de la Época Arcaica las áreas ocupadas por griegos presentaban una serie de variantes dialectales en su lengua. La distribución de estos dialectos ha sugerido que en siglos anteriores (en la Época Oscura) y a lo largo de fechas no bien precisadas se había producido una serie de migraciones de dorios, jonios y eolios, en algunos casos a zonas ya habitadas por griegos en época micénica.
Los dorios habían ocupado parte del Peloponeso, las islas del sur de las Cícladas, Creta, el Dodecaneso y varias ciudades del sur de Asia Menor (Halicarnaso, Cnido).
Los jonios, desde el Ática (según la tradición, dirigidos por los descendientes del rey Codro de Atenas), se habían desplazado a las Cícladas (exceptuando las de más al sur) y al centro de la costa asiática del Egeo que pasó a llamarse Jonia (la dodecápolis -'doce ciudades'-: Focea, Clazomene, Teos, Lebedos, Colofón, Éfeso, Eritrea, Priene, Miunte y Miletos, junto con las islas de Quíos y Samos).
Los eolios, por su parte, se habían dirigido desde Beocia y Tesalia a la parte norte de Asia Menor (desde Esmirna hasta Tenedos -Pitane, Mirina, Larisa, Temnos, Notion-), así como a la isla de Lesbos. Se da la circunstancia de que en la mayoría de los lugares de fuera de Grecia continental ocupados por los jonios y los eolios no había asentamientos griegos preexistentes.
Por su parte, la isla de Chipre, que presentaba una variante dialectal diferente, llamada arcado-chipriota, había sido ya helenizada hacia el siglo XII a. C. si

### La colonización de Época Arcaica
A partir del siglo VIII a. C. (el de la primera Olimpiada), estaban bien establecidas las rutas comerciales entre la Hélade y el Levante mediterráneo, dominadas por los "fenicios", "púnicos" o phoínikes (Φοίνικες -"rojos" o "púrpuras"-, por el tinte que producían y que constituía buena parte de sus exportaciones-), que estaban imponiendo su impronta cultural entre los griegos (como testimonia el propio alfabeto). Desde entonces se dio un fuerte proceso colonizador, que fue protagonizado tanto por polis de Grecia continental como por las insulares y las asiáticas. En la fase que puede delimitarse entre el siglo VIII y la primera mitad del VII a. C., destacó la ausencia de protagonismo de ciudades importantes: ni áticos ni beocios fundaron colonias en esta ocasión. Los espartanos solo una. Fueron sobre todo polis dinámicas, enfrentadas físicamente al mar y sin posibilidades de expansión territorial (Corinto, Calcis, Eretria, Mileto, Focea, Rodas). Ante la presión demográfica y la difícil vida en un entorno físico limitado, la salida natural de los griegos con menos posibilidades económicas fue la emigración, en expediciones navales organizadas por un oikistés (οἰκιστής), de colectivos más o menos numerosos, a los que incluso se impedía por la fuerza volver a la polis de origen si fracasaban en su intento. Cuando los expedicionarios tenían éxito, encontrando un lugar propicio para su asentamiento, fundaban colonias de diferentes características (ἀποικία, apoikía -"habitar lejos", colonias urbanas, especialmente las más antiguas-, ἐμπόριον empórion -"mercado", pequeñas factorías y lugares de intercambio-, κληρουχία kleroukhía -"repartido en suertes", las más recientes, especialmente las creadas con propósitos militares-) que mantenían vínculos de dependencia religiosa, comercial (incluso monetaria tras la difusión de la moneda -se estima que, de los dos millares de polis, la mitad emitieron moneda en algún momento-) y muy habitualmente lazos políticos de alianza con su región de origen: la "ciudad-madre" o metrópolis (μητρόπολις).
La expansión se llevó a cabo en varias fases y distintas direcciones. Una de ellas fue hacia el noreste, por la península Calcídica (llamada así por Calcis, lugar de procedencia de sus colonos), Tasos, Tracia, el Euxeinos Pontos (Εὔξεινος Πόντος -"mar hospitalario"-, el mar Negro) y sus accesos (Bizancio, Calcedón, Sinope, Quersoneso).
La expansión hacia el Mediterráneo occidental llevó a la formación de una próspera región, llamada Megálē Hellás (Μεγάλη Ἑλλάς –"Gran Grecia" o "Magna Grecia"-), completamente helenizada, en el sur de la península itálica (Cumas, Taras -Tarento-, Reghion -Reggio-, Sibaris -Síbari-, o Parténope -Nápoles-) y Sicilia (Naxos, Siracusa, Katane -Catania- o Leontino -Lentini-).
Los griegos llegaron hasta la península ibérica donde entraron en contacto con el mítico rey Argantonio de Tartessos (quien hacia el año 600 a. C. recibió cordialmente a una expedición focea); y chocaron con los intereses de otro pueblo en plena expansión comercial: los fenicios, especialmente los de la principal colonia de estos (Cartago), llegando al enfrentamiento militar (batalla de Alalia, 537 a. C.) Importantes colonias griegas fueron fundadas en el sur de la actual Francia (Massalia -Marsella-) y en la costa mediterránea de la actual España (Emporion -Ampurias- y Hemeroscopeion -Denia-).
La navegación de época arcaica incluyó el mítico periplo (περίπλους) de un grupo de griegos de Massalia por el Ōkeanós (Ώκεανός -"Océano"), las costas atlánticas del norte de Europa que, recogido en fuentes romanas, se conoce con el nombre de periplo massaliota.
Hacia el sur, en el antiguo Egipto la presencia de griegos era inmemorial, especialmente en la zona del delta del Nilo, aunque la reivindicación de haber fundado Heliopolis o Sais es más bien legendaria, ligada al mito de la Atlántida; siendo más evidente el origen de Naucratis como una concesión a los mercenarios griegos por parte del faraón. También hubo una amplia zona de colonización griega en la costa de la actual Libia (Cirene).
El creciente comercio griego consistió en el intercambio de manufacturas de alta calidad provenientes de Grecia (cerámicas, bronces, tejidos, perfumes, joyas, aceite, vino) por materias primas de las colonias (cereales y metales).

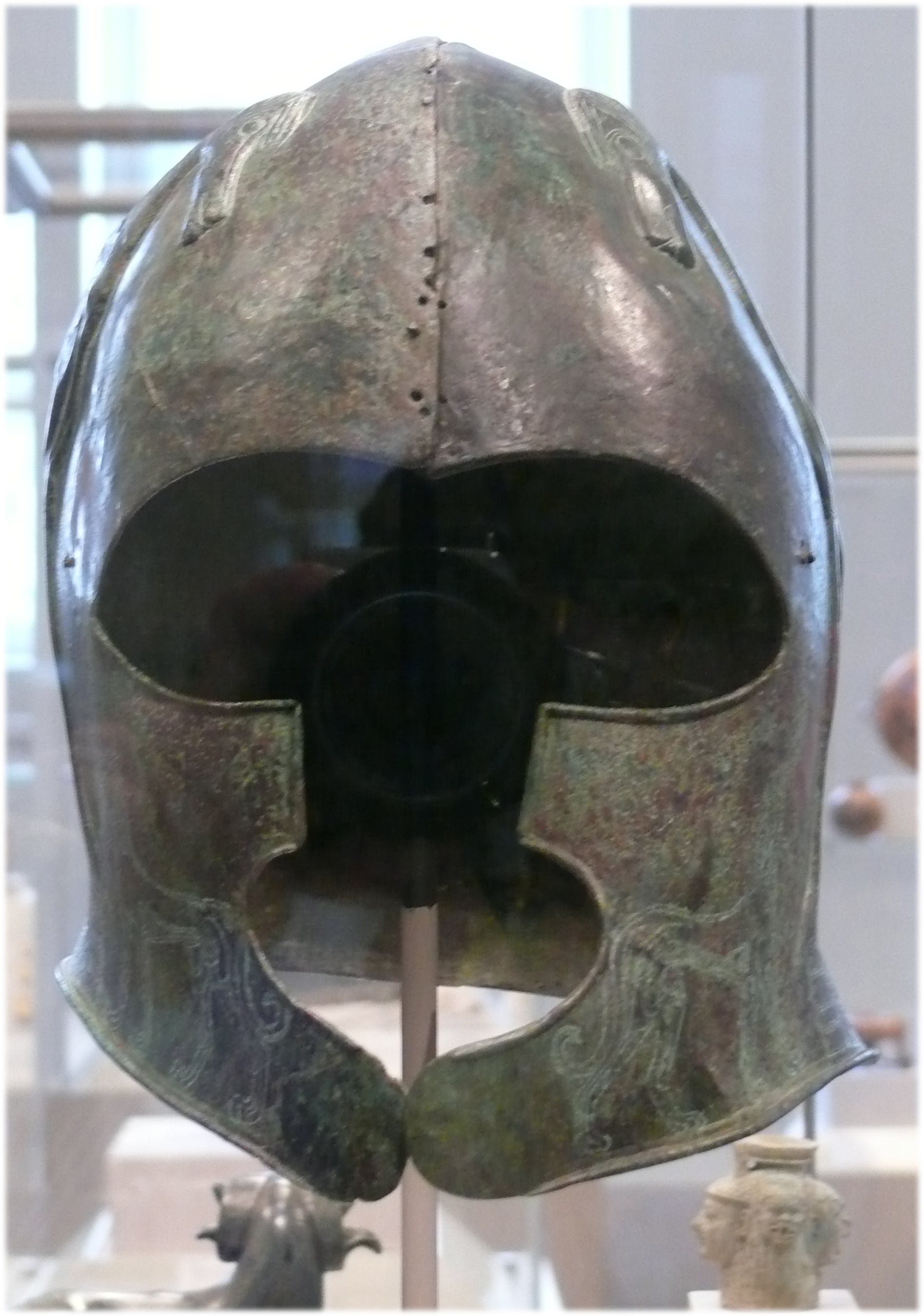
Yelmo de bronce. Creta, siglo VII a. C.

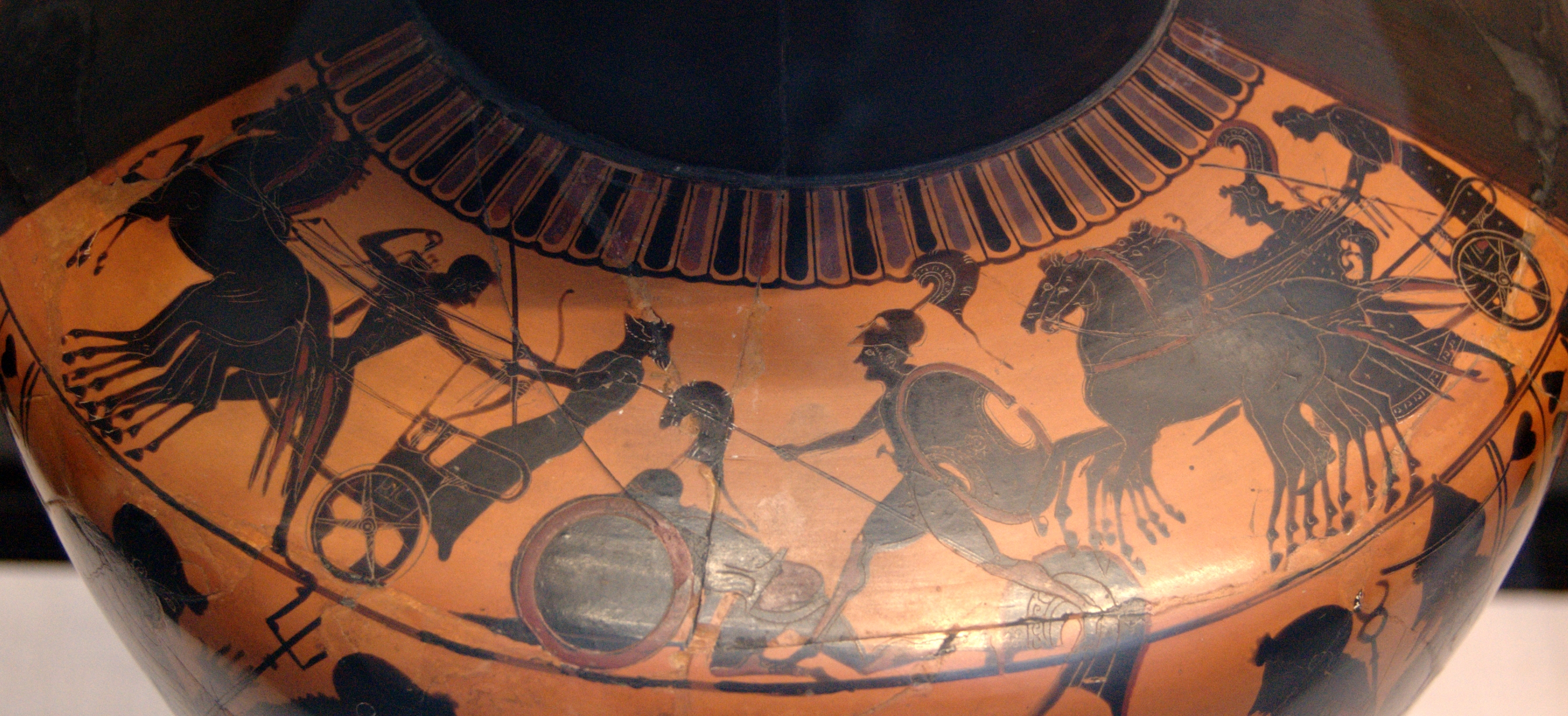
Ánfora de cerámica de figuras negras, del Pintor de Antimenes, representando una escena de la guerra de Troya. Hacia 510 a. C.

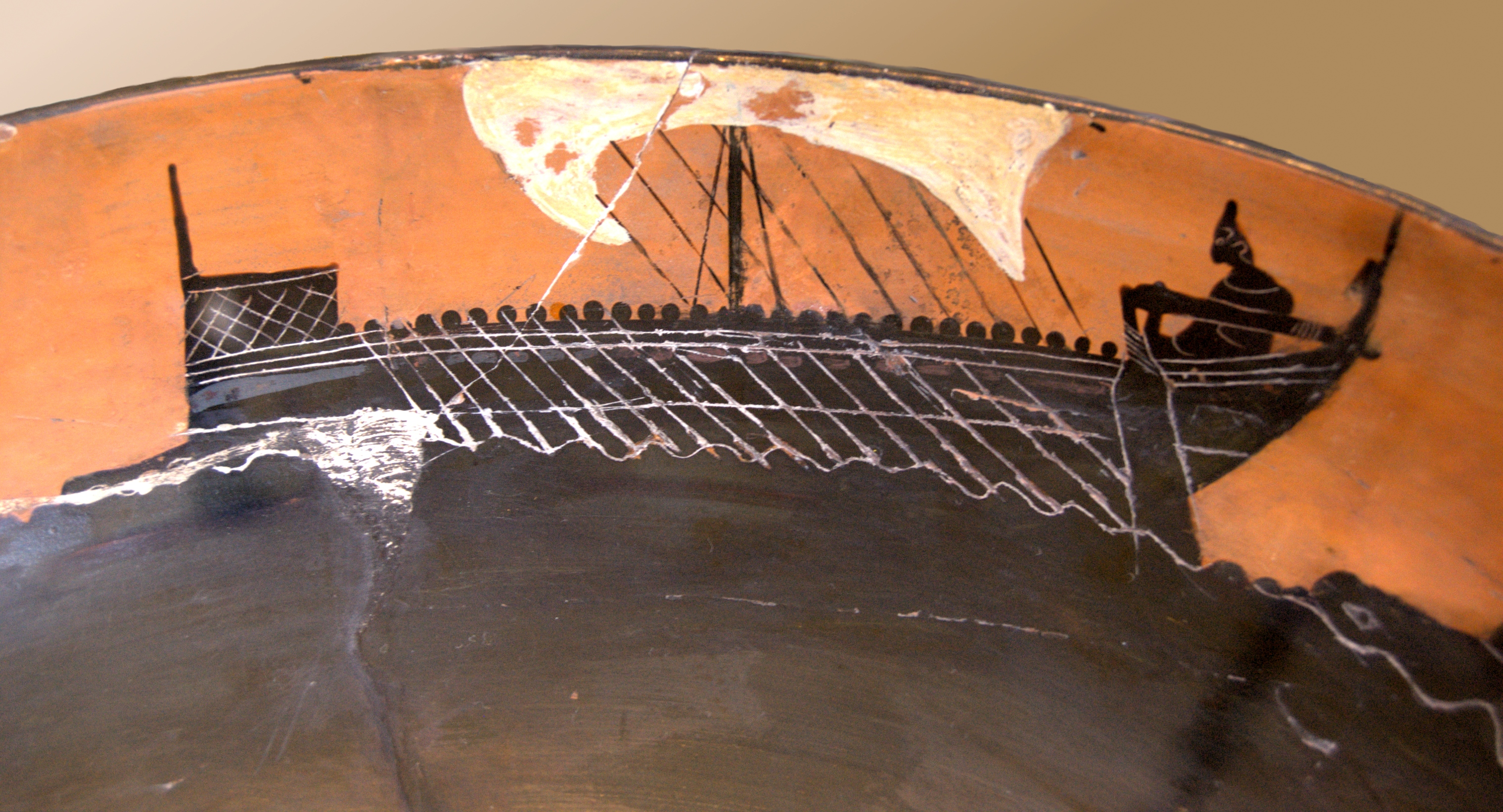
Kílix (κύλιξ -"copa", "cáliz"-) de figuras negras que representa barcos griegos. Hacia 520 a. C.

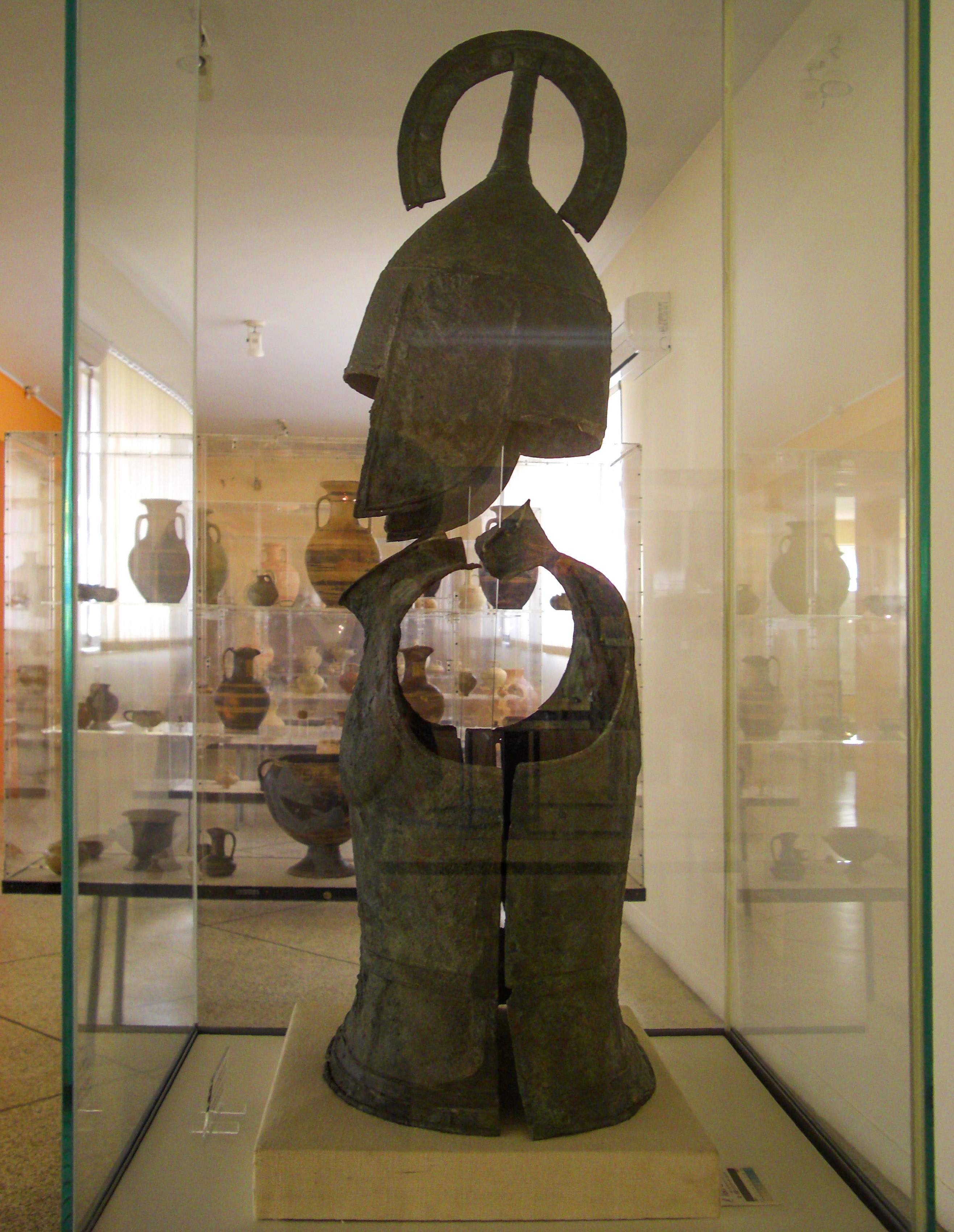
Armadura de hoplita hallada en Argos.

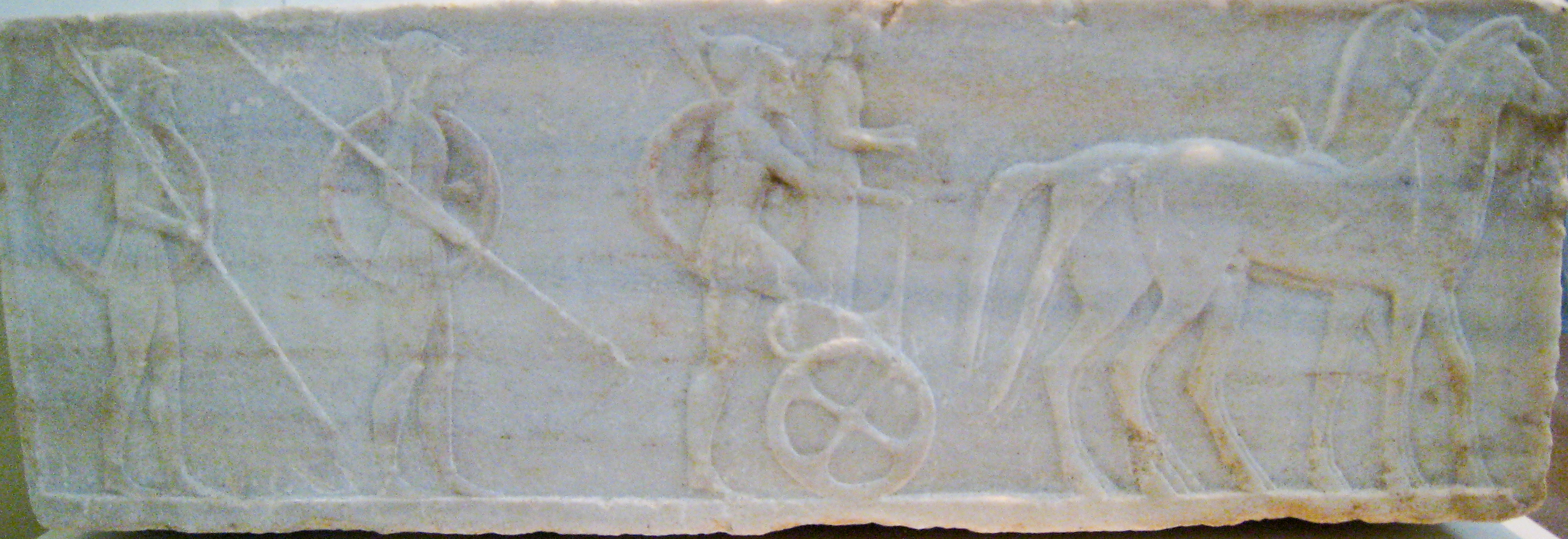
Hoplitas y carro de guerra en el friso del pedestal de un kuros. Hacia 510 a. C.

## Conflictos militares
οἱ μὲν ἰππήων στρότον οἰ δὲ πέσδων,
οἰ δὲ νάων φαῖσ΄ ἐπὶ γᾶν μέλαιναν
ἔμμεναι κάλλιστον͵ ἔγω δὲ κῆν΄ ὄτ-
τω τις ἔραται• (...)
τᾶς κε βολλοίμαν ἔρατόν τε βᾶμα
κἀμάρυχμα λάμπρον ἴδην προσώπω
ἢ τὰ Λύδων ἄρματα καὶ πανόπλοις
πεσδομάχεντας.
Dicen unos que un ecuestre tropel, la infantería
otros, y ésos, que una flota de barcos resulta
lo más bello en la oscura tierra, pero yo digo
que es lo que uno ama. (...)
Cómo preferiría yo el amable paso de ella
y el claro resplandor de su rostro ver ahora
a los carros de guerra de los lidios en armas
marchando al combate.
Safo, 27-D.

Las civilizaciones de la Edad Antigua consideraban la guerra como una actividad no solo inevitable, sino honrosa, e incluso bella; y la que estaban construyendo los griegos de la época arcaica no fue una excepción: la Iliada, su texto más prestigioso, glorificaba valores castrenses como el valor, el sacrificio o el compañerismo, sin olvidar mostrar a su lado todo tipo de miserias y crueldades. La mayor parte de los enfrentamientos bélicos fueron guerras civiles dentro de cada polis y guerras entre dos o más polis griegas, que superaban su enorme atomización política con todo tipo de alianzas (anfiktionía, simmachia, koinón). La conciencia del riesgo de aniquilación mutua llevó al establecimiento de todo tipo de limitaciones rituales de la guerra y su capacidad destructiva.
La vulnerabilidad del espacio griego frente a las invasiones produjo un generalizado amurallamiento de las ciudades (excepto Esparta, que se vanagloriaba de no necesitarlas), y la opción de Atenas por un poderío naval (thalassokratia θαλασσοκρατία -"gobierno del mar"-) que demostró ser eficaz.
La guerra terrestre comenzó siendo la descrita en la Ilíada: un enfrentamiento individual de campeones que eran transportados al campo de batalla en carros de guerra (ἅρμα, hárma), portando un carísimo equipo de armas y caballos (que no se montaban, sino que se usaban como tiro, dirigidos por un auriga), solo accesible a los más poderosos (la aristocracia). La democratización de las polis también significó la democratización de la guerra, formándose una unidad militar excepcional: la falange (φάλαγξ, phálanx), basada en un soldado de a pie con equipo más accesible, el hoplita (ὁπλίτης hoplites), que combatía en formación cerrada, junto a sus conciudadanos. La instrucción militar era una parte esencial en la educación de la juventud (ἔφηβεια ephebeia, ἀγωγή agogé).

Conquistados ya los griegos del continente del Asia y obligados a pagarle tributo, [Creso] formó de nuevo el proyecto de construir una escuadra y atacar a los isleños, sus vecinos. Tenía ya todos los materiales a punto para dar principio a la construcción, cuando llegó a Sardes Biante el de Priena, según dicen algunos, o según dicen otros, Pitaco el de Mitilene. Preguntado por Creso si en la Grecia había algo de nuevo, respondió que los isleños reclutaban hasta diez mil caballos, resueltos a emprender una expedición contra Sardes. Creyendo Creso que se le decía la verdad sin disfraz alguno: —«¡Ojalá, exclamó, que los dioses inspirasen a los isleños el pensamiento de hacer una correría contra mis lidios, superiores por su genio y destreza a cuantos manejan caballos! —Bien se echa de ver, señor, replicó el sabio, el vivo deseo que os anima de pelear a caballo contra los isleños en tierra firme, y en eso tenéis mucha razón. Pues ¿qué otra cosa pensáis vos que desean los isleños, oyendo que vais a construir esas naves, sino poder atrapar a los lidios en alta mar, y vengar así los agravios que estáis haciendo a los griegos del continente, tratándolos como vasallos y aun como esclavos?» Dicen que el apólogo de aquel sabio pareció a Creso muy ingenioso y cayéndole mucho en gracia la ficción, tomó el consejo de suspender la fábrica de sus naves y de concluir con los jonios de las islas un tratado de amistad.
Herodoto, Los nueve libros de la Historia, Libro I, XXVII.
El texto fue escrito en la segunda mitad del siglo V a. C.
El episodio narrado se localiza a mediados del siglo VI a. C.

| Caballos y caballeros |
| A pesar de que las leyes de Solón formaron la clase de los hippeis (ἱππεῖς, el plural de hippeus) compuesta por los ciudadanos que podían suministrar un caballo de guerra, la utilización de la caballería no tuvo importancia hasta la época de Alejandro Magno (finales del siglo IV a. C.) Aunque la cría de caballos (hippotrophia ἱπποτροφια) era considerada un rasgo aristocrático, el uso de los mismos para la monta era considerada en la Grecia arcaica una habilidad fuera de lo común, propia de acróbatas o de domadores, y combatir a caballo era considerado menos digno que hacerlo a pie. En cambio, los tracios, aliados de los troyanos son presentados en la Ilíada como expertos jinetes: un epíteto homérico asociado a los tracios es hippopólon (ἱπποπόλων -"pastores de caballos", traducido también como "diestros jinetes"-). A los troyanos, y especialmente a Héctor, se les caracteriza como hippodámoio (ἱπποδάμοιο -"domador de caballos"-), mientras que para algunos de los griegos se utiliza el epíteto de hippokéleuthe (ἱπποκέλευθε -"conductor de caballos", traducido también como "caballero"-). Ὣς οἵ γ' ἀμφίεπον τάφον Ἕκτορος ἱπποδάμοιο. Así celebraron las honras de Héctor, domador de caballos. Último verso de la Ilíada. |

- Wikimedia Commons alberga una categoría multimedia sobre El caballo en la cerámica griega antigua.

## Conflictos sociales y políticos

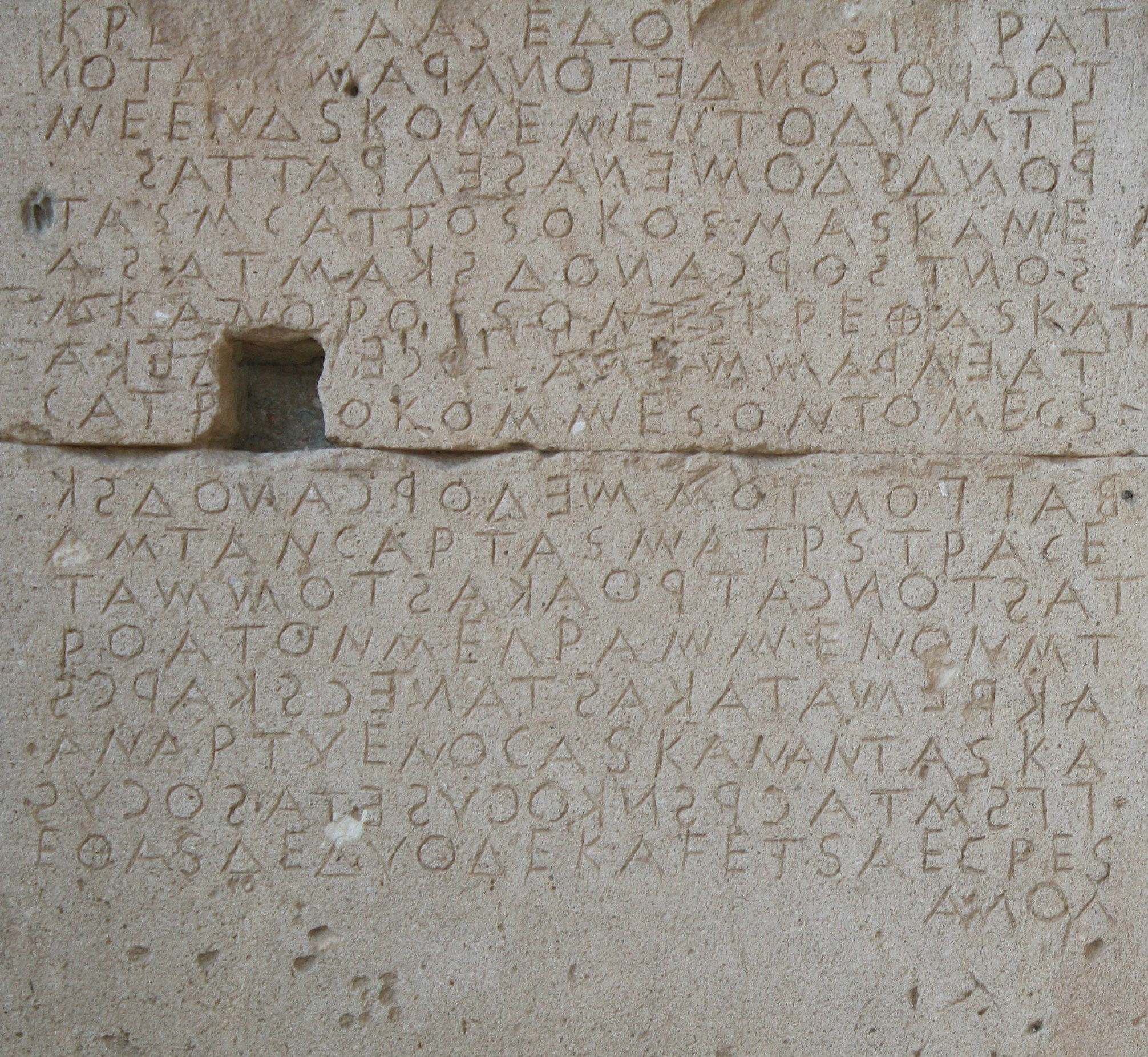
Leyes de Gortina, de época arcaica, inscritas en piedra en estilo bustrofedon a mediados del siglo V a. C.

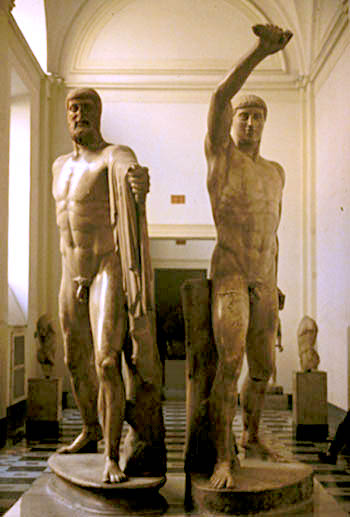
Tyrannoktónoi (Τυραννοκτόνοι -"los matadores del tirano" o "los tiranicidas"-). Harmodio y Aristogitón asesinaron al tirano Hiparco de Atenas (hijo de Pisístrato) el año 514 a. C., y fueron muertos por ello (en el acto Harmodio, y Aristogiton tras ser torturado). Las estatuas en su honor, encargadas a Antenor por Clístenes, fueron erigidas el 509 a. C., tras la deposición de Hipias (hermano de Hiparco). Destruidas en la invasión persa (480 a. C.), se realizaron de nuevo, por Critio y Nesiotes, hacia el año 477 a. C.

Originariamente, cada una de las polis era gobernada por un rey (basileos, βασιλεύς), aunque el poder efectivo estaba en una poderosa clase dirigente de familias nobles, que mantenían una altísima opinión de sí mismas (aristoi, ἄριστοι -"los mejores"-, de areté, αρετή -"excelencia", "perfección" o "virtud"-, eupatrídai, εὐπατρίδαι -"los bien nacidos"-, kaloi kagathoi, καλοι κἀγαθοι -"los bellos y los buenos"-) y ejercían una verdadera oligarquía (ὀλιγαρχία -"gobierno de unos pocos"-) o aristocracia (ἀριστοκρατία, aristokratía -"gobierno de los aristoi"-) sobre una base popular de campesinos y artesanos (demos, δeμος -"pueblo"-), a los que se consideraban destinados a dirigir. Las alteraciones de ese orden sociopolítico tradicional, especialmente las que pretendían equiparar a hoi polloi (οἱ πολλοί -"los muchos"-) frente a hoi oligoi (οἱ ὀλιγοί -"los pocos"-) eran vistas como una subversión del propio orden moral, que solo podría provenir de hoi kakoi (οἱ κακοί -"los malos"-).
Los reyes fueron desapareciendo, sustituidos por magistrados elegidos (arcontes ἄρχοντες -de ἀρχε, "gobierno"-), en todas las polis, excepto Esparta y Argos. Los aristoi mantenían sus privilegios gracias a la posesión de grandes propiedades territoriales y a su función militar (prestigiada por su identificación con los héroes míticos -ἥρως- y la posesión de un caro equipo de armas, carros y caballos, inaccesible a los demás), que les permitía enriquecerse y consolidar su poder mediante las continuas guerras entre polis y familias rivales, que les proporcionaban botín de guerra y esclavos (doulos, δοῦλος). La presión de la aristocracia sobre los campesinos era tan grande que muchos se endeudaban, perdiendo sus terruños y arruinándose hasta el punto de verse obligados a emigrar o convertirse en esclavos. Paulatinamente se fue conformando un modo de producción esclavista. La navegación no era una novedad, pero se intensificó de forma notable junto con los intercambios comerciales, que incorporaron la reciente innovación de la moneda, cada vez eran más dinámicos y se realizaban a mayor distancia. Una nueva clase media de comerciantes y navieros enriquecidos (no pocos de ellos aristócratas) cada vez tenía más peso en la vida socioeconómica de los principales centros portuarios.

ὠς γὰρ δήποτ' Ἀριστόδαμον φαῖσ' οὐκ ἀπάλαμνον ἐν Σπάρται λόγον
εἴπην, χρήματ' ἄνηρ, πένιχρος δ' οὐδ' εἲς πέλετ' ἔσλος οὐδὲ τίμιος

Aristodemo de Cumas no habló neciamente una vez en Esparta cuando dijo
"El dinero hace al hombre", y ningún pobre es noble ni tenido en honor".
Alceo de Lesbos, fragmento 360.

Los cambios sociales iban tensionando las antiguas estructuras políticas, produciéndose continuos enfrentamientos internos dentro de cada polis y entre unas polis y otras, en lo que se ha denominado stasis (στάσις). Desde mediados del siglo VII a. C. fueron apareciendo aristócratas conscientes de la necesidad de aplicar ideas diferentes a la organización sociopolítica tradicional. Los más prestigiosos han pasado a la historia como legisladores (νομοθετης -nomothetos-), muchos de ellos mitificados, como Licurgo de Esparta. Las sucesivas reformas legislativas de los atenienses Dracón, Solón y Clístenes institucionalizaron un complejo sistema político conocido como isonomía (ἰσονομία -"igualdad ante la ley"-) o democracia (δημοκρατία -el "gobierno del demos"-). Los más denostados han pasado a la historia como tiranos (τυραννος), término hoy cargado de carga peyorativa, pero que en la época designaba a los líderes populares de origen aristocrático que no alcanzaban el poder mediante la ley (nomos, νόμος), por los procedimientos tradicionales ni por derecho de nacimiento, sino mediante revueltas populares, golpes de estado, intervenciones extranjeras o intrigas palaciegas; y se mantenían en él, bien por la legitimidad de ejercicio que les daba su prestigio e influencia en las capas populares, cuyos intereses defendían (o al menos decían defender, con posturas demagógicas -δημαγωγία, demagogia: "guiar al demos"-, que se oponían a los abusos oligárquicos emprendiendo reformas de contenido igualitarista), o bien por la continuidad en la imposición por la fuerza, la represión y la intimidación.
Tiranos famosos por sus logros sociales y políticos fueron Fidón de Argos (el más antiguo de los tiranos, que introdujo en Argos, por primera vez en Grecia, la formación militar clave de la antigüedad: la falange hoplítica, que "democratizó" la defensa de la polis -hacia el 720 a. C.-), Cípselo de Corinto, Polícrates de Samos y Pisístrato de Atenas. Los tiranos favorecieron el comercio a larga distancia y eximieron a los pequeños campesinos de pesadas cargas impositivas. Al mismo tiempo reorganizaron las instituciones políticas, impulsando la participación ciudadana, sin que ello significara ningún tipo de derechos a grandes capas de la población, a los que no se concedía ningún tipo de derechos políticos: las mujeres, los metoikos (μετοίκος, metecos -"extranjeros"-, muy abundantes en muchas ciudades) y los esclavos. El sistema social espartano era muchísimo más rígido, regulado por la Megale Retra (Μεγάλη Ῥήτρα -"gran dicho" o "gran proclamación", pues se suponía pronunciado por el oráculo de Delfos a petición de Licurgo-) con los homoioi (ὅμοιοι -"iguales"- o espartiotas -ςπαρτιάται-) en la cúspide (pero sujetos a fortísimas restricciones socioeconómicas), los periokoi (περίοικοι -"alrededor de la casa"-, periecos) como clase media sin derechos y los ilotas o eilotes (εἵλωτες -"provenientes de Helos" o bien "los que han sido capturados"-) como campesinos reducidos a una fuerte servidumbre, aunque no esclavos.

## Pensamiento, cultura y arte
El desarrollo económico, social y político tuvo su reflejo en el mundo de la cultura y del arte, hasta tal punto que las manifestaciones intelectuales que caracterizan al periodo han permitido a la historiografía calificarlo con denominaciones espectaculares, como "renacimiento del siglo VIII", "renacimiento arcaico" o "revolución arcaica".

### Estilo arcaico

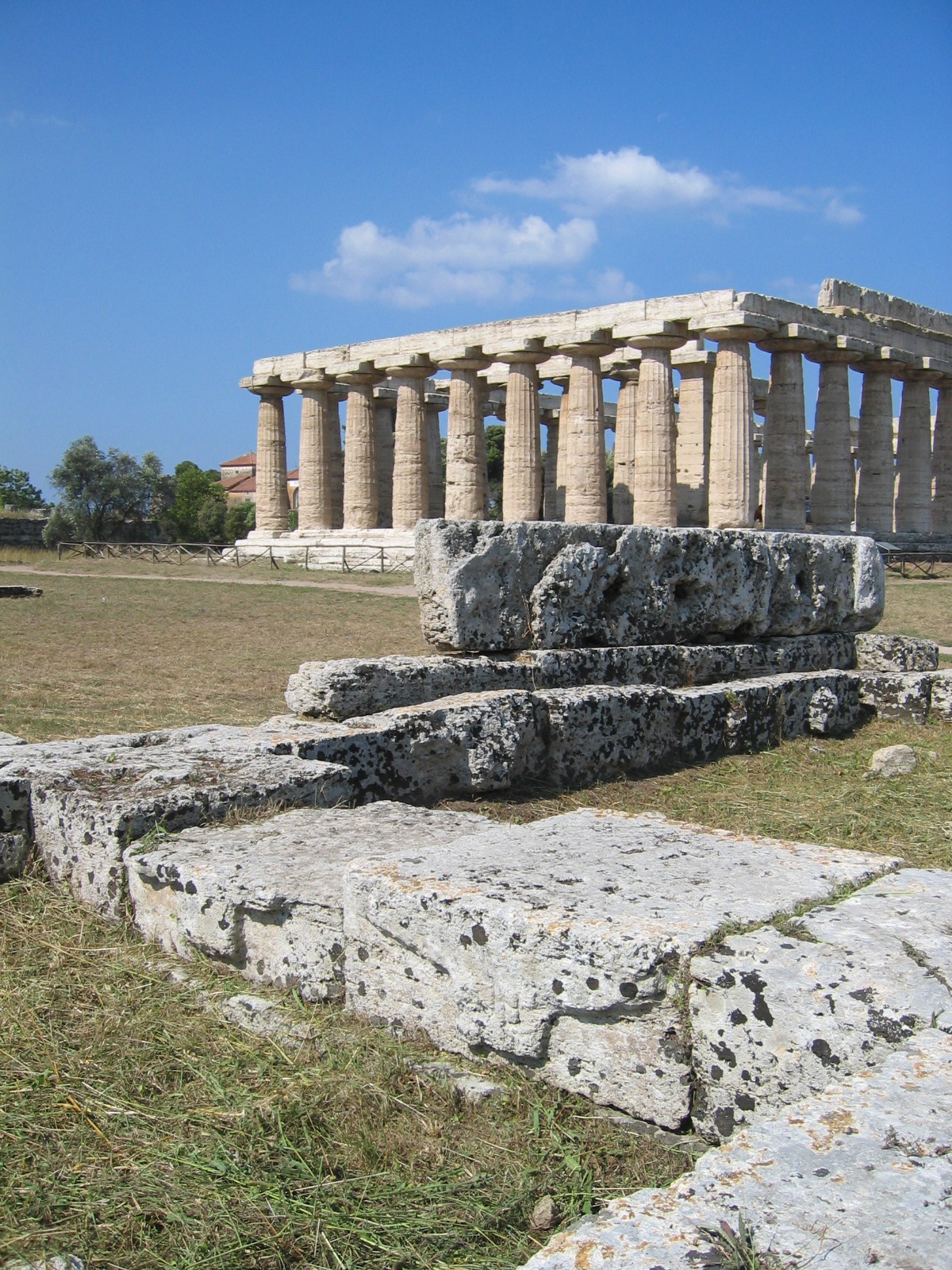
El Heraion de Posidonia, un templo griego de orden dórico, en una ciudad de la Magna Grecia conocida posteriormente por el nombre romano de Paestum. Hacia 550 a. C.

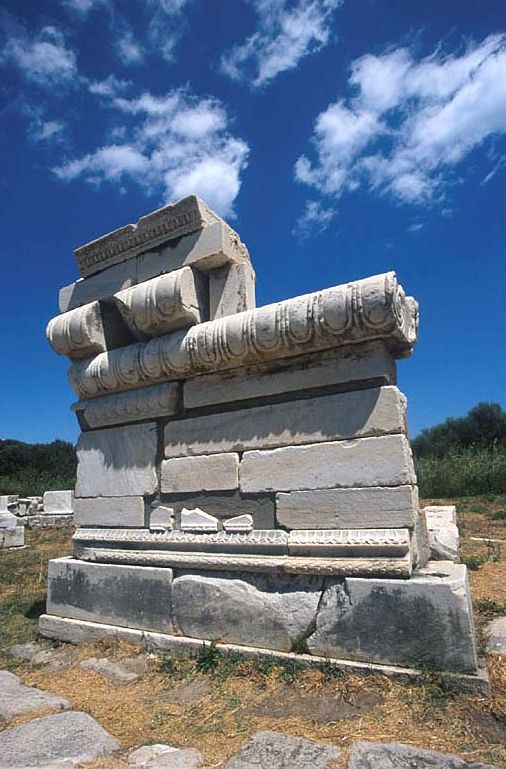
Elementos arquitectónicos del Heraion de Samos, un santuario cuyas construcciones iniciales datan del. El edificio principal, de Reco y Teodoro de Samos (mediados del VI a. C.), se considera el primer gran templo de orden jónico; fue destruido por un terremoto diez años después de su construcción.

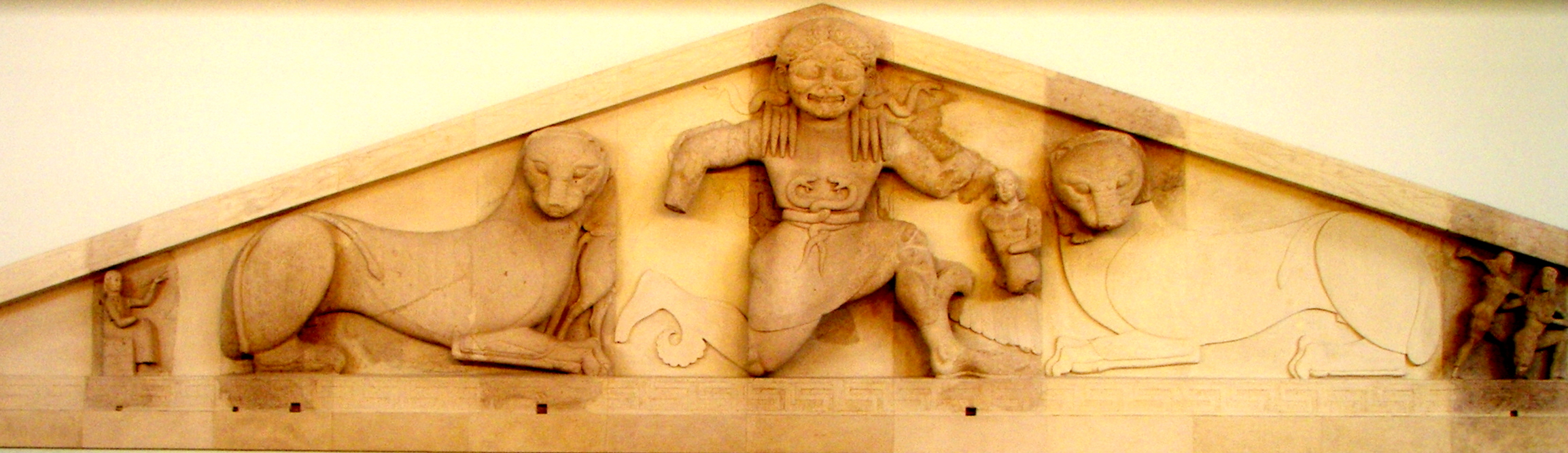
Frontón del templo de Artemisa en Córcira (Corfú), con Gorgona flanqueada por leones. Hacia 580 a. C.

#### Arquitectura
La arquitectura griega fijó las formas del templo, que se fue desarrollando en las acrópolis (ακρόπολις) o ciudadelas elevadas de cada ciudad; así como en los santuarios panhelénicos. Los propiamente panhellénikós (πανελληνικός -"de todos los griegos"-), celebraban juegos (agónes αγώνες -"contienda", "desafío", "disputa"-), donde competían atletas y aurigas en representación de sus polis, en una sublimación de la violencia en lo sagrado que convertía a los vencedores en héroes o semidioses, por lo que adquirían el derecho a ser representados en estatuas; y acumulaban riquísimas ofrendas, guardadas en lujosos edificios, levantados a costa de cada polis (los thesaurós θησαυρός). Aunque había muchos otros juegos en honor de otras divinidades o en otras polis (como los Panatenaicos de Atenas), se destacaban cuatro, no por el premio ofrecido (unas olivas, o una corona de hojas de laurel), sino por el prestigio que daba la concurrencia periódica (cada dos o cuatro años) de gentes de toda la Hélade: el de Apolo en Delfos (donde se celebraban los Juegos Píticos y se hallaba el manteio -μαντείο, el oráculo de la Pitia-, que en la época arcaica superó en prestigio al mucho más antiguo oráculo de Dodona), el de Zeus en Olimpia (del que solo quedan ruinas, donde se celebraban los Juegos Olímpicos), el de Poseidón en Istmia (del que solo quedan los cimientos, donde se celebraban los Juegos Ístmicos) y el de Zeus en Nemea (del que quedan unos restos de época helenística, donde se celebraban los Juegos Nemeos). Sin ser estrictamente panhelénicos, también alcanzaron un enorme prestigio en toda la Hélade otros santuarios: el de Hera en Samos (Ἥραιον, Heraion, el primer gran ejemplo de orden jónico -Reco y Teodoro de Samos-, donde se celebraba la enigmática hierogamia ἱερός γάμος) o el de Artemisa en Éfeso (Ἀρτεμίσιον, Artemision, el segundo gran ejemplo del orden jónico, que entró en el catálogo de las siete maravillas del mundo).

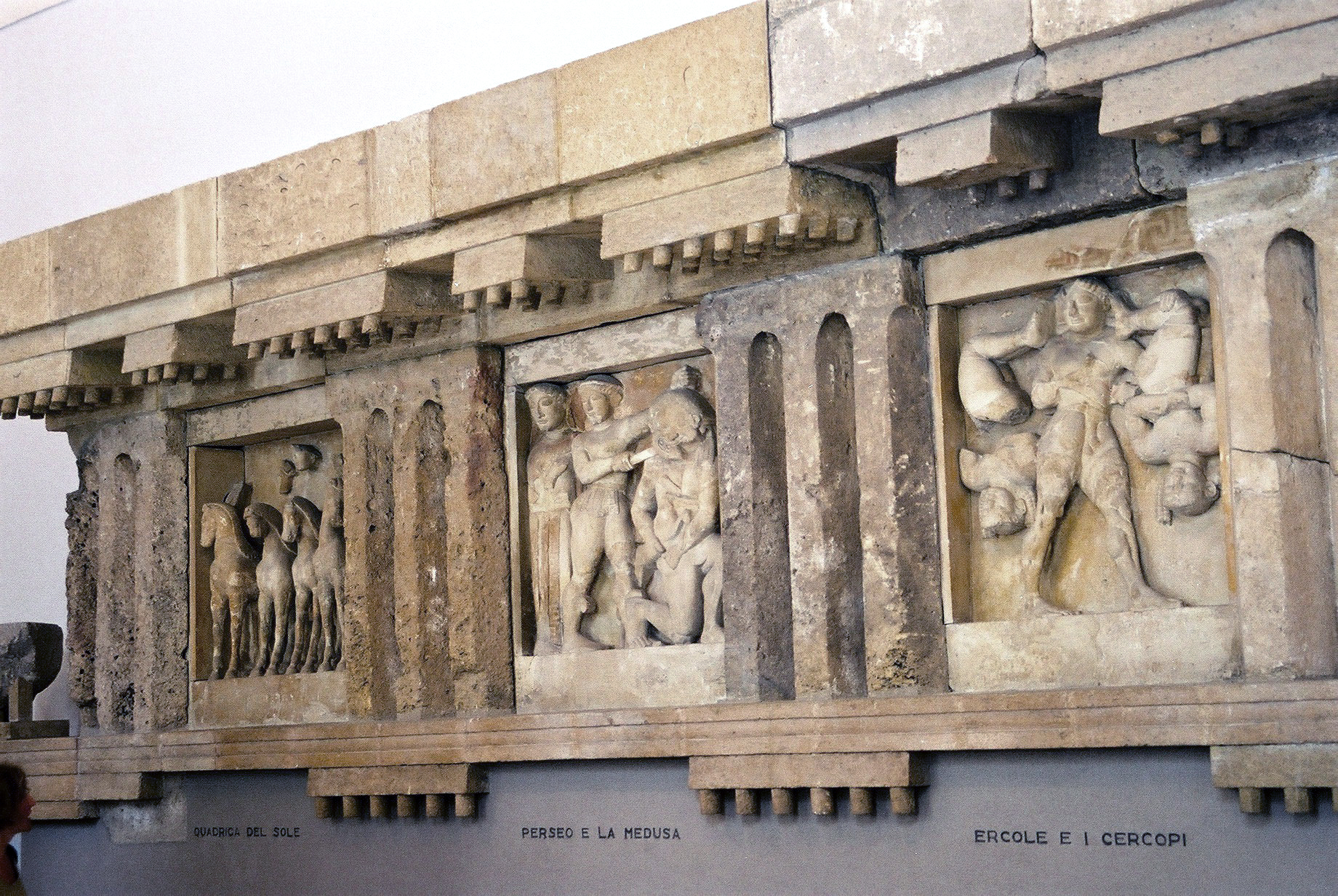
Triglifos y metopas del friso del Templo C de Selinunte, dedicado a Poseidón. Hacia 580 a. C. Las esculturas representan el carro de Helios, la decapitación de Medusa por Perseo (que lleva las sandalias aladas -talaria en latín, arbulóptera άρβυλόπτερα en griego- y el pétasos πέτασος de Hermes) y a Heracles capturando a los Cercopes.

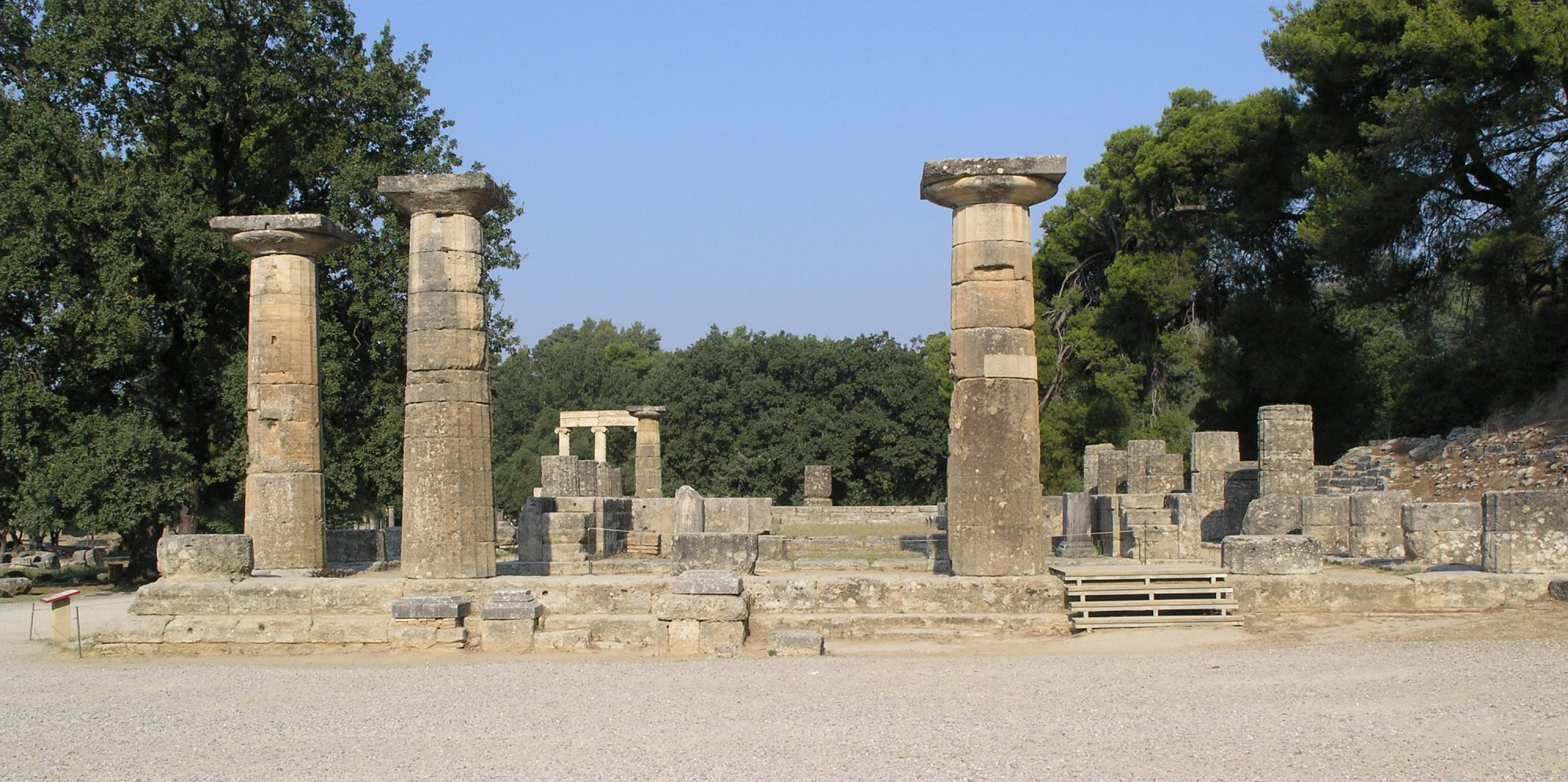
Restauración de las ruinas del templo de Hera en Olimpia. Se destruyó en un terremoto en el, y no se reconstruyó.

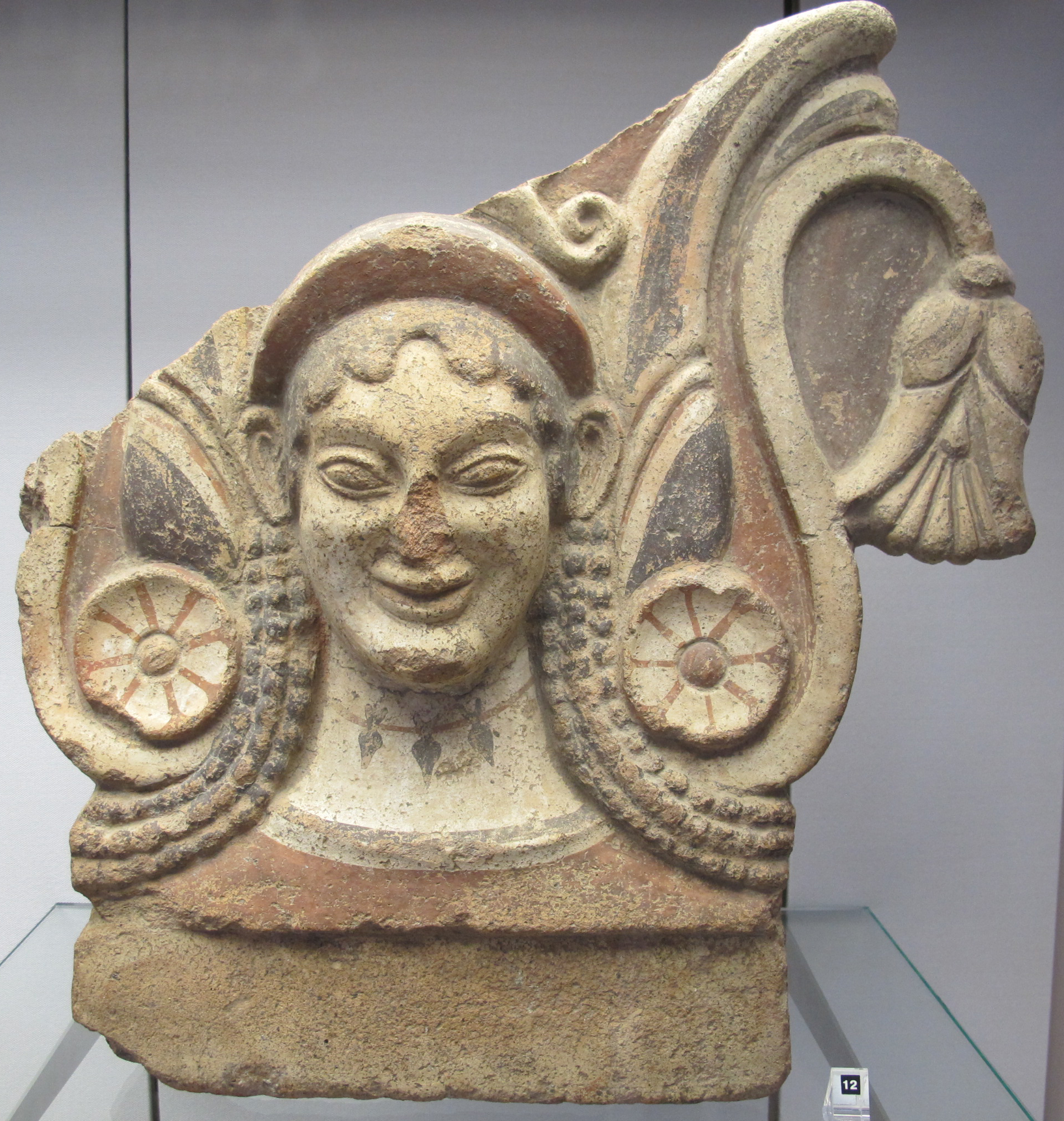
Antefija (remate del tejado) de un templo griego de Campania, con la figura de una ménade.

La lista de los templos importantes sería inacabable (templo de las Musas en Helicón -de hecho, todo el monte Helicón estaba dedicado a ellas, al igual que el monte Parnaso, pero de un modo más tangible a la forma en que el monte Olimpo lo estaba a los principales dioses-, templo de Démeter en Eleusis, templo de Apolo en Dídima, templos de Poseidón -en Halicarnaso, en Ege, en Calauria, en Atenas-, templo de Artemisa -en Carje, en Esparta-, templos de Afrodita -en Cnido, en Lindos, en Citerea-, templos de Hermes -en Imbros, en Samotracia, en Lemnos-, templos de Hera -en Micenas, en Argos, en Figalia, en Esparta-, templo de Ares en Esparta, templos de Dionisos -en Naxos, en Chios, en Atenas-, templos de Asclepio -en Cos, en Epidauro, que alcanzarían mucho mayor prestigio en épocas posteriores-), algunos de ellos formando una relación espacial definida, como el "Triángulo Sagrado" entre el Parthenón (Παρθενών -templo "de la virgen", es decir, de Atenea-, en la Acrópolis de Atenas), el Soúnion (Σούνιονy, en el promontorio desde el que Egeo se arrojó al mar) y el templo de Afaia en Egina.
La forma del templo griego derivaba del megaron (μέγαρον) micénico: esencialmente una planta rectangular cubierta con tejado a dos aguas, con los elementos estructurales de madera. Con la misma estructura se han encontrado restos de un templo de la Época Oscura en Lefkandi (Eubea), y los primeros restos encontrados del Heraion de Samos (mediados del siglo VIII a. C.) son similares. La "petrificación" de los elementos del templo se fue produciendo paulatinamente (columnas -cuyo fuste mantiene el recuerdo vegetal con las estrías o el acanalamiento-, vigas -que producen los remates exteriores de triglifos y metopas-, arquitrabes, cornisas, etc.), siendo el ejemplo más evidente el Heraion de Olimpia (hacia el 600 a. C.). Una de las razones que impulsaron el cambio fue la generalización de las tejas de cerámica en sustitución de la cubierta de paja y ramas, y que se produjo en Corinto en el siglo VII a. C. Uno de los primeros fue el Thermón (Θερμον, templo de Apolo en Thermos, Etolia, hacia el 630 a. C.). El peso, muy superior, obligaba a disminuir la pendiente del tejado, y terminó por definir las proporciones definitivas del frontón que resultan tan armónicas. En las distintas zonas de la Hélade se definieron los estilos dórico (más sobrio y macizo) y jónico (más esbelto y decorativo).

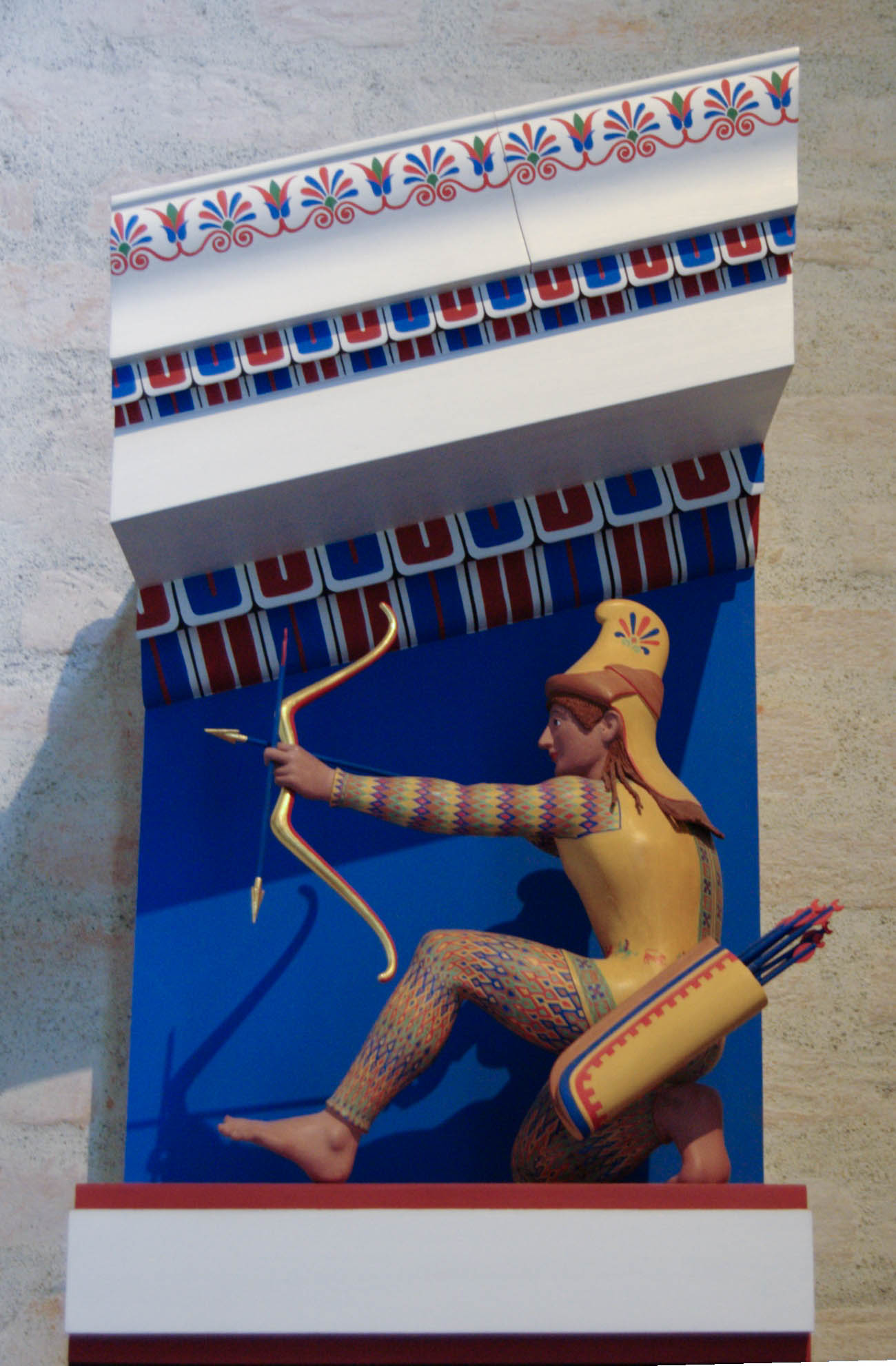
Reconstrucción de la policromía del frontón occidental del templo de Afaia en Egina. Hacia 500 a. C.
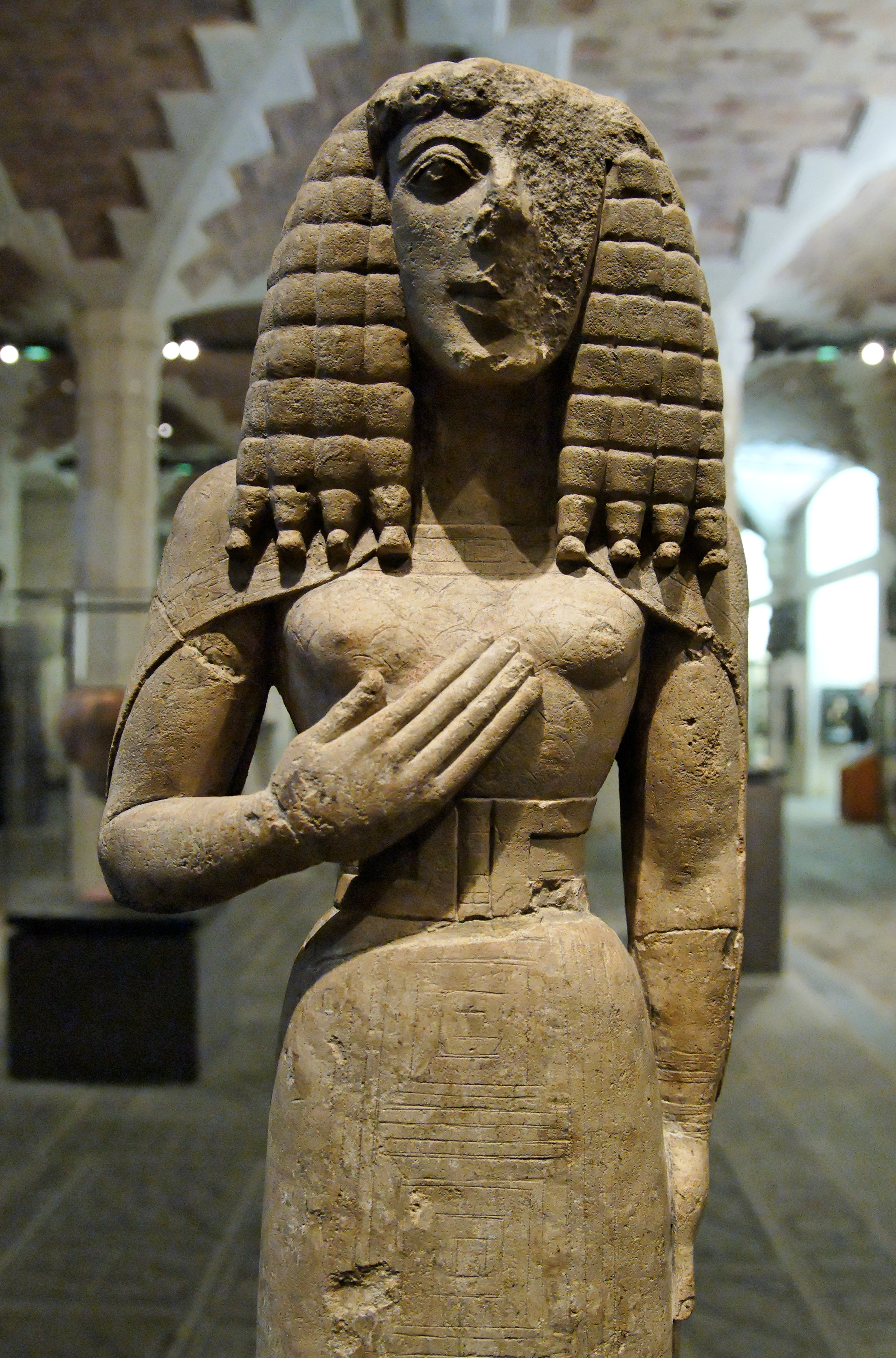
Dama de Auxerre. Hacia 640 a. C.
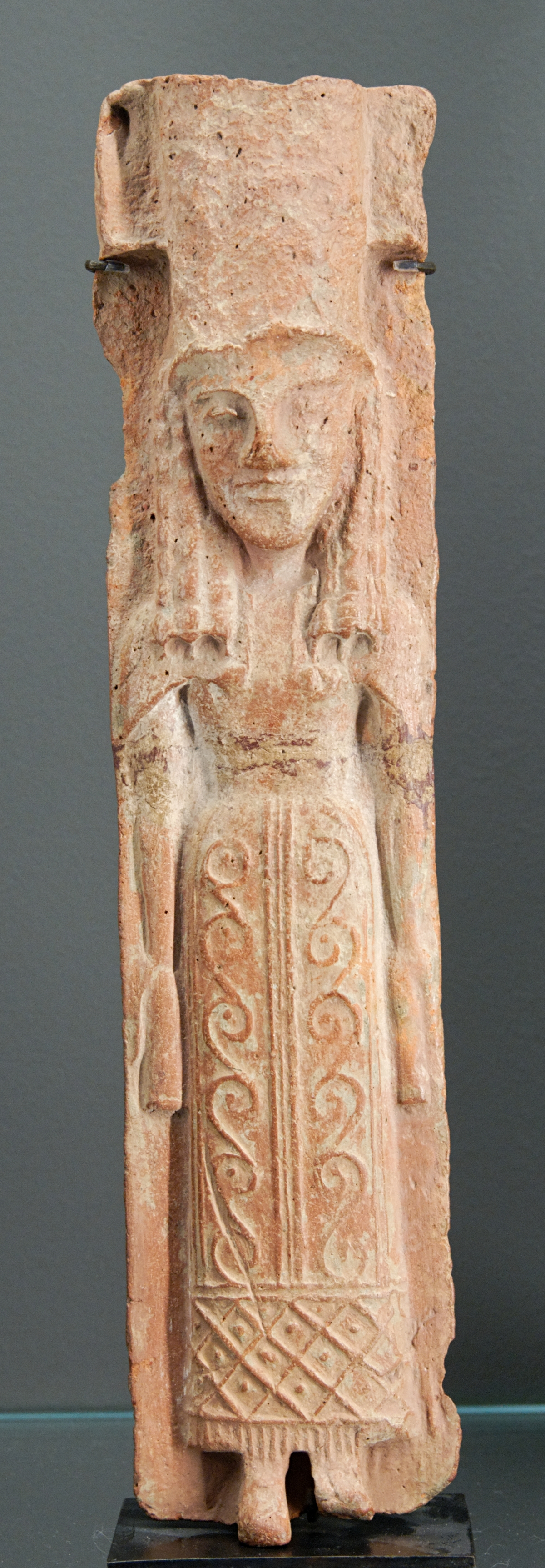
Placa votiva de terracota hecha a molde. Creta, hacia 640 a. C.
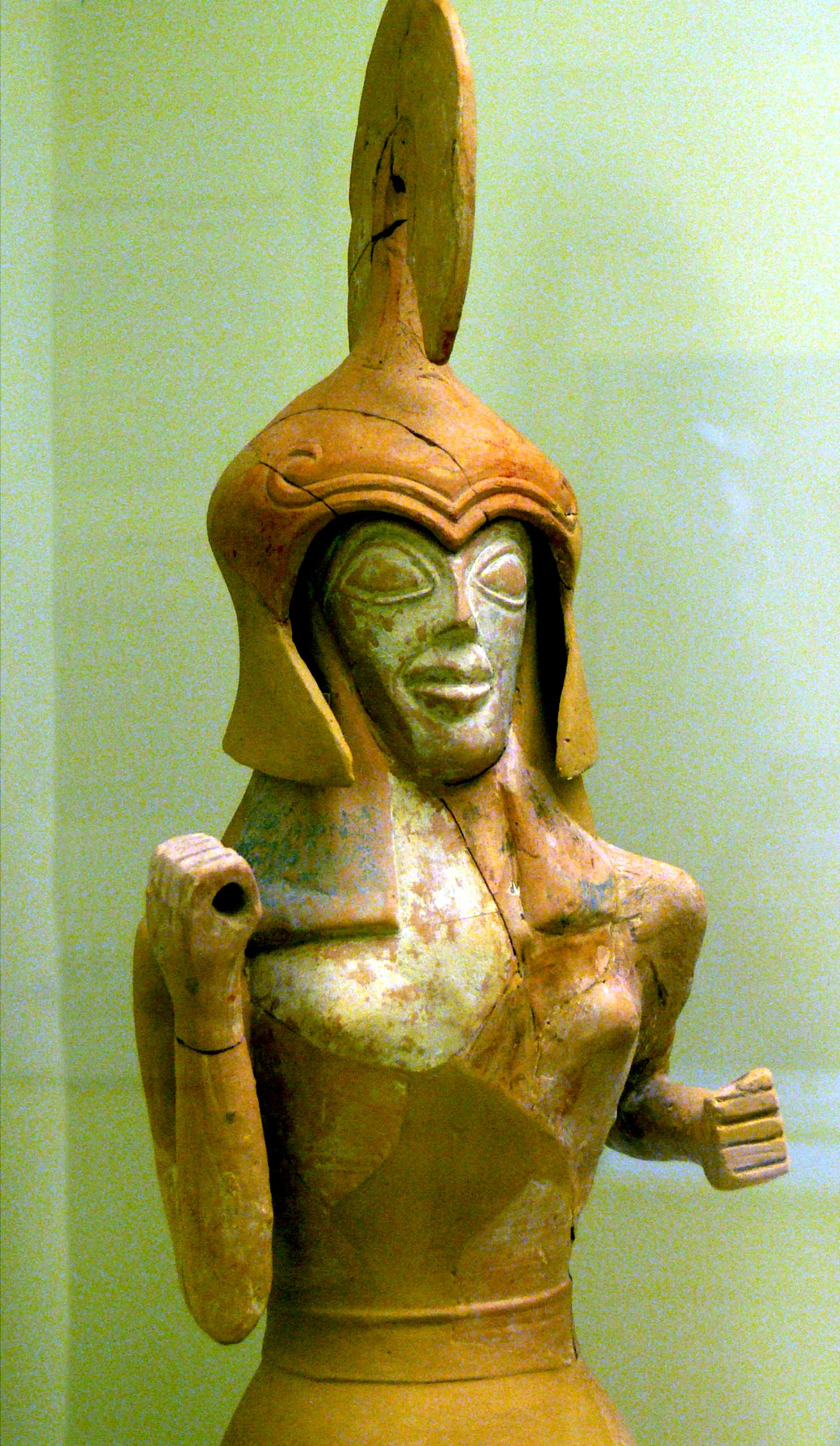
Figura de terracota de Atenea, tipo Palládion (Παλλάδιον). Gortina, siglo VII a. C.
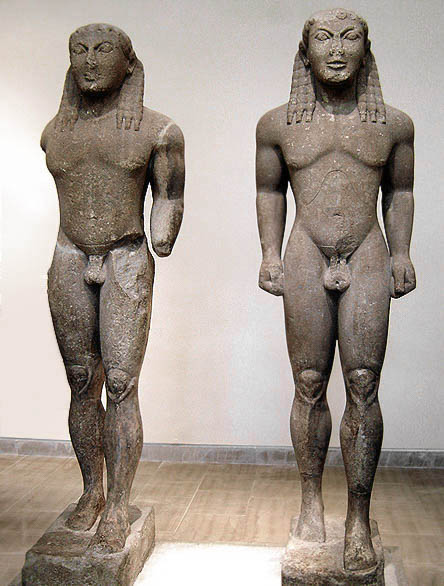
Cleobis y Bitón, del escultor Polimedes de Argos. Hacia 600 a. C.
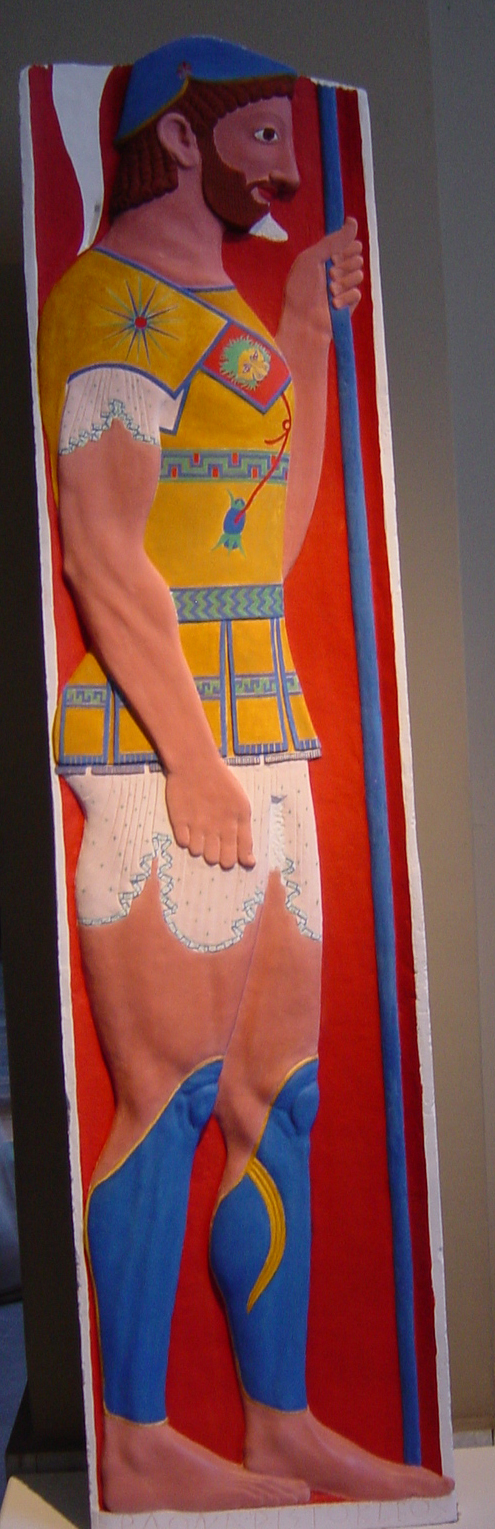
Reconstrucción de la policromía de la Estela de Aristión, del escultor Aristocles.[47] Hacia 510 a. C.<ref>Catálogo, op. cit. Robin Lane Fox
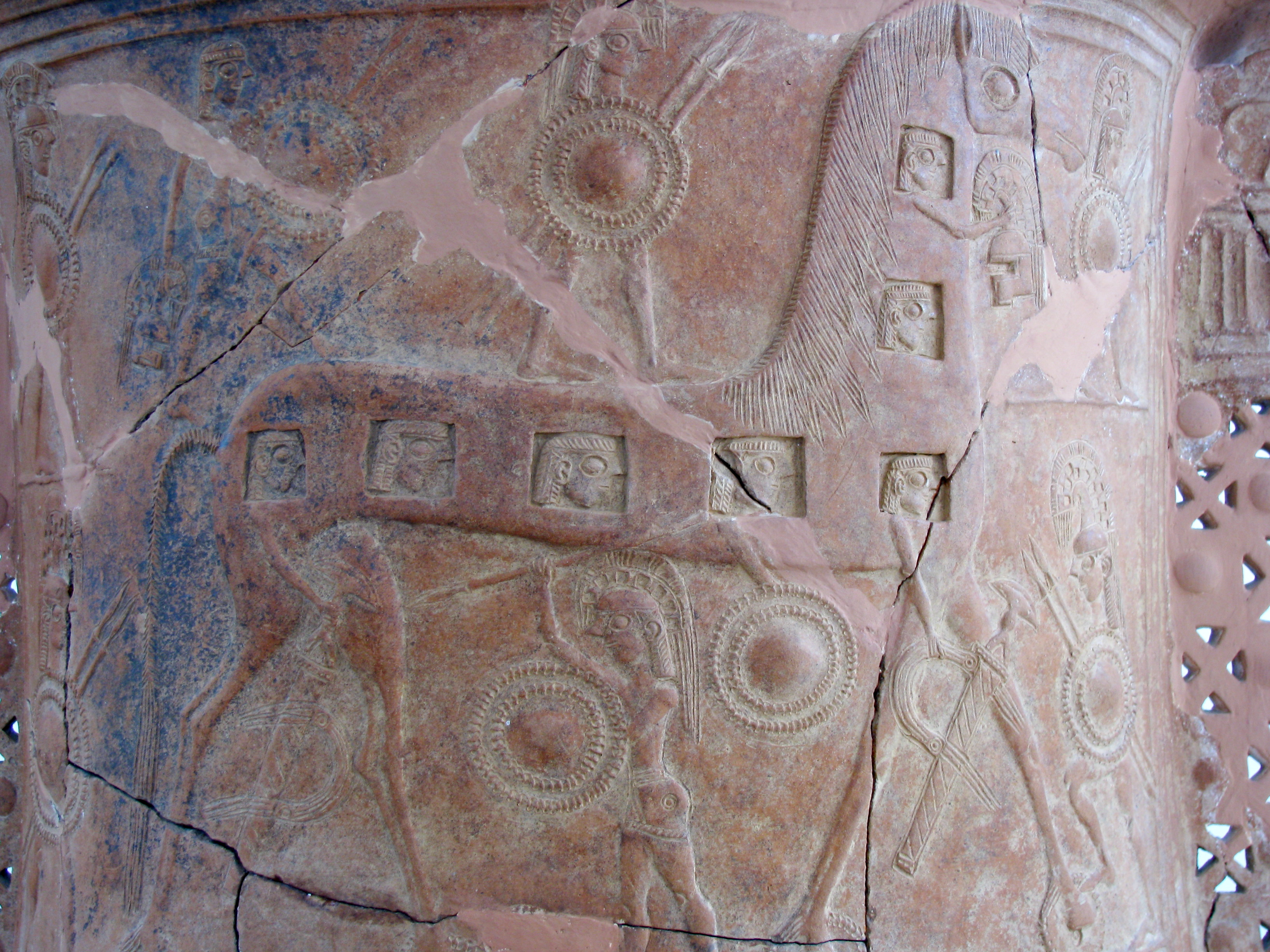
Vaso Mikonos, un pithos (πίθος -para almacenar grano y, en su caso, fermentarlo-) decorado al relieve, que presenta la primera representación conocida del caballo de Troya. Mikonos, hacia 670 a. C.
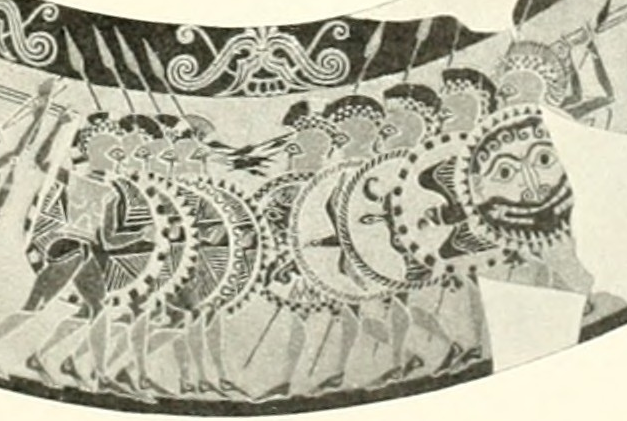
Vaso Chigi, un olpe (ολπη -jarra, más pequeña que el oinokhoe-) estilo protocorintio (hacia 650 a. C.) hallado en una tumba etrusca.
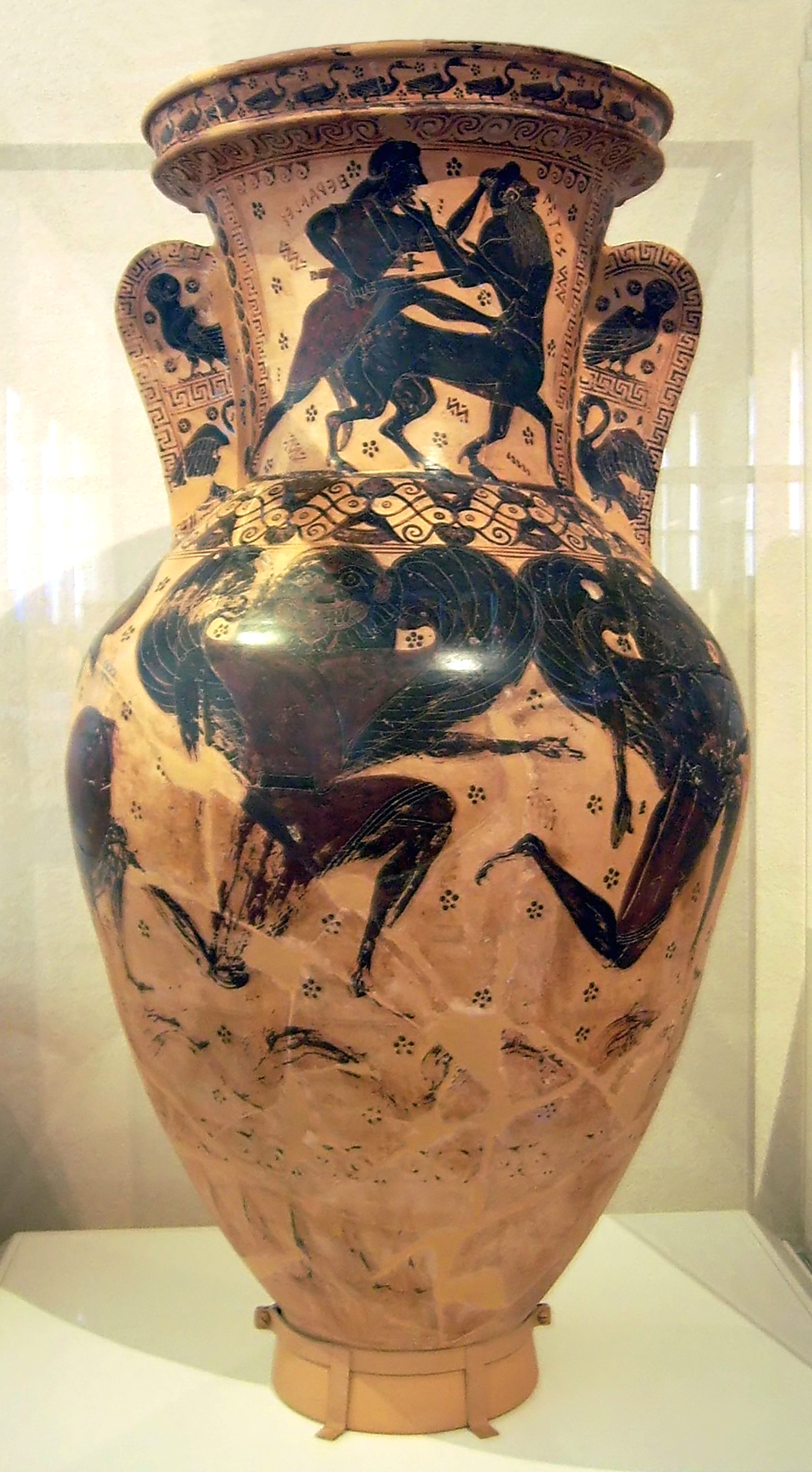
Ánfora epónima del Pintor de Neso (el primer ático en adoptar el estilo corintio, en el que introduce innovaciones). Hacia 620 a. C. En el vientre se representa a Perseo y las Gorgonas y en el cuello a Heracles con el centauro Neso.
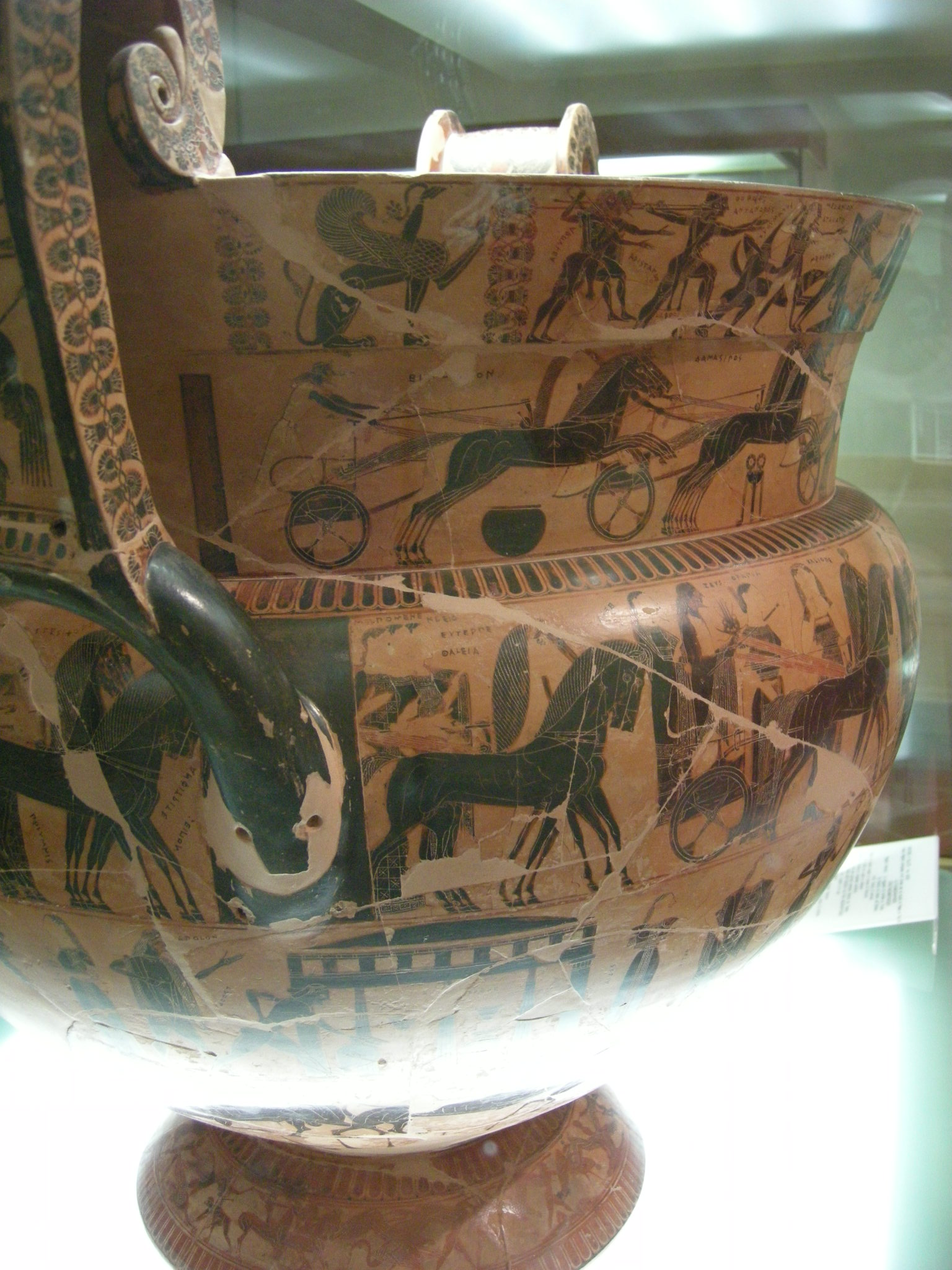
Vaso François, una crátera ática (del ceramista Ergótimos, pintada por Clitias, hacia 570 a. C.) con distintas escenas mitológicas y decoración orientalizante. Hallada en una tumba etrusca.

#### Escultura
La escultura griega de época arcaica, influenciada notablemente por la egipcia, se caracterizó por rasgos originales, como la sonrisa eginética o arcaica (llamada así por exhibirse en la figura de un famoso guerrero moribundo del Templo de Afaia en Egina); que se fueron transformando, al final del periodo (últimas décadas del siglo VI y primeras del V a. C.), en un estilo de transición al clasicismo denominado estilo severo, estimulado finalmente por la necesidad de renovar la decoración escultórica de los templos destruida durante la invasión persa.
Las figuras masculinas (kuroi, en singular kuros κοῦρος) y femeninas (korai, en singular kore κόρη) podían representar tanto a seres humanos como a dioses, muestra de la antropomorfización de estos y de la elevación al rango semidivino o heroico de aquellos (particularmente, del prestigio que alcanzaban los vencedores en los juegos panhelénicos).
Las primeras esculturas eran las xoana (ξόανα, en singular xoanon ξόανον), de madera, representaciones muy simplificadas del cuerpo humano adaptadas a la forma cilíndrica del tronco de un árbol. Fueron sustituyéndose por figuras talladas en mármol (especialmente prestigiosa fue la cantera del Pentélico) y las fundiciones de bronce. Dada la posibilidad de reutilizar este material tan caro, han sido muy pocas las que se han conservado. De mucho menor coste eran las figurillas de terracota, que se producían a escala industrial, mediante moldes.
Además de las posibilidades texturales que ofrecen los distintos materiales y técnicas de acabado, aprovechadas de forma limitada en la época arcaica, fue la policromía aplicada sobre las esculturas la que las dotó de luminosidad y sensación de vida. Los antiguos griegos no hubieran concebido que una escultura se dejase sin pintar, la considerarían imperfecta o inconclusa. Incluso la inevitable pérdida de los colores por el paso del tiempo, que el gusto romántico considera un incremento del interés estético, era considerada como un deterioro esencial.

Εἴθ' ἐξαλειφθεῖσ' ὡς ἄγαλμ' αὖθις πάλιν
αἴσχιον εἶδος ἔλαβον ἀντὶ τοῦ καλοῦ

¡Ójala pudiera, borrada como en una estatua,
desaparecer mi belleza y tener un desagradable aspecto!
Helena, de Eurípides.

| Tesoro de los Sifnios en Delfos |
|                                 |

| Frontones de transición del estilo arcaico al clásico |
|                                                       |

#### Cerámica y pintura
Tras un inicial periodo geométrico (siglos IX y VIII a. C.), al que siguió un período orientalizante (siglos VII y primera mitad del VI a. C.) en el que se detecta la influencia asiria y de otras civilizaciones del Antiguo Oriente (por la importancia y difusión que alcanzaron en esta época los talleres de Corinto se habla de estilo protocorintio); la cerámica griega fue evolucionando sus formas, que hacia el final del siglo VI a. C. alcanzaron un alto grado de refinamiento expresivo, respondiendo a un amplio conjunto de necesidades refinadas de la vida cotidiana de las clases altas, y a la demanda de productos de lujo fácilmente exportables a todo el espacio mediterráneo, e incluso a lejanos lugares en el centro de Europa.
La producción en muchas de las colonias fundadas en esos siglos fue tan importante como la de las metrópolis. Además, la influencia de la cerámica griega se dejó notar en la producción local de los pueblos indígenas, especialmente en la cerámica etrusca (que tiene tipologías verdaderamente sincréticas, como es el caso de la hidria caeretana o hidria de Caere) o en la cerámica ibérica.
Se aprovecharon extensamente las posibilidades que las distintas tipologías de vasos daban en ciertas partes de su superficie (fondos de las copas, vientres y cuellos de las ánforas, etc.) para ejercer como soporte para la pintura griega, que se expresó sucesivamente en dos estilos principales, denominados "cerámica de figuras negras" y "cerámica de figuras rojas".
Cada escuela local de ceramistas se distinguió por un estilo local característico, aunque se influyeron mutuamente.
- Vaso Mikonos, un pithos (πίθος -para almacenar grano y, en su caso, fermentarlo-) decorado al relieve, que presenta la primera representación conocida del caballo de Troya. Mikonos, hacia 670 a. C.[57]
- Vaso Chigi, un olpe (ολπη -jarra, más pequeña que el oinokhoe-) estilo protocorintio (hacia 650 a. C.) hallado en una tumba etrusca.[58]
- Ánfora epónima del Pintor de Neso (el primer ático en adoptar el estilo corintio, en el que introduce innovaciones). Hacia 620 a. C. En el vientre se representa a Perseo y las Gorgonas y en el cuello a Heracles con el centauro Neso.
- Vaso François, una crátera ática (del ceramista Ergótimos, pintada por Clitias, hacia 570 a. C.) con distintas escenas mitológicas y decoración orientalizante. Hallada en una tumba etrusca.

Comenzó a ser común que los ceramistas y, menos frecuentemente, los pintores firmaran sus obras (Clitias, Exequias, Psiax, Eufronio), lo que se interpreta como una valoración social de su trabajo, implicando un concepto muy moderno de la función del arte y del artista, en un momento en que el trabajo manual estaba degradándose en su consideración, vinculada a la de los esclavos. Es habitual que solo se conozca el nombre del ceramista, con lo que el pintor se denomina por este (Pintor de Andócides, Pintor de Amasis, Pintor de Antimenes, Pintor de Taleides). En otras ocasiones solo se ha podido establecer la identidad común de un maestro por sus obras (Pintor de Príamo, Pintor de Neso, Pintor de las cabezas de caballo, Pintor de Aqueloo) o por los lugares donde se han encontrado (Maestro del Dípylon) o los museos y colecciones particulares donde se conservan (Maestro o Pintor de Madrid, Maestro o Pintor de Princeton, Maestro o Pintor de Edimburgo, Maestro o Pintor de Rycroft, Maestro o Pintor de Castellani). A algunos se les agrupa por sus características comunes (Pequeños maestros, Grupo Leagros, Grupo Perizoma, Grupo de las tres líneas, Grupo pionero -este último ya a comienzos del siglo V a. C.-).

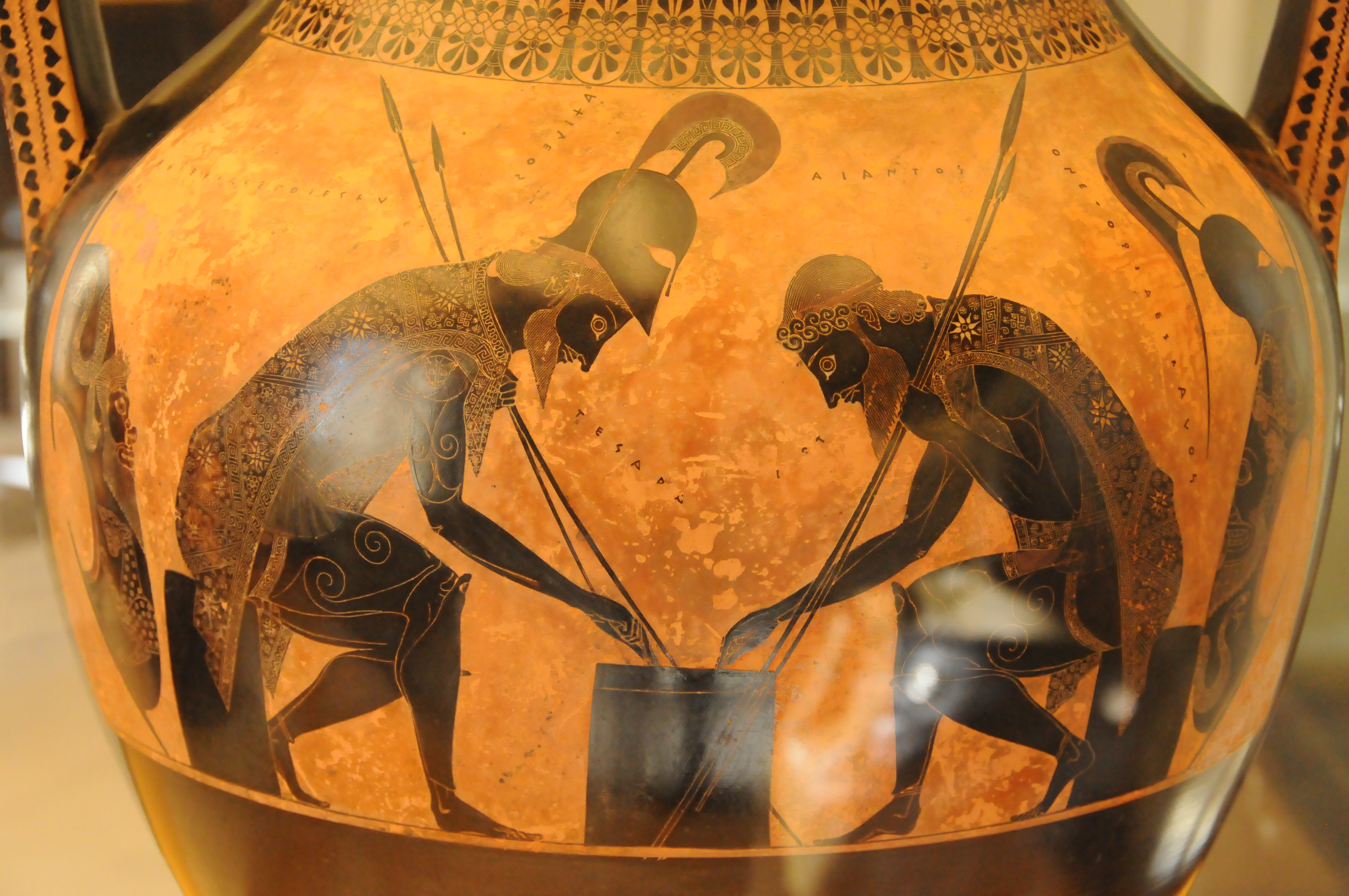
Aquiles y Áyax jugando a los dados, en un ánfora de cerámica de figuras negras de Exequias. Hacia 540 a. C.
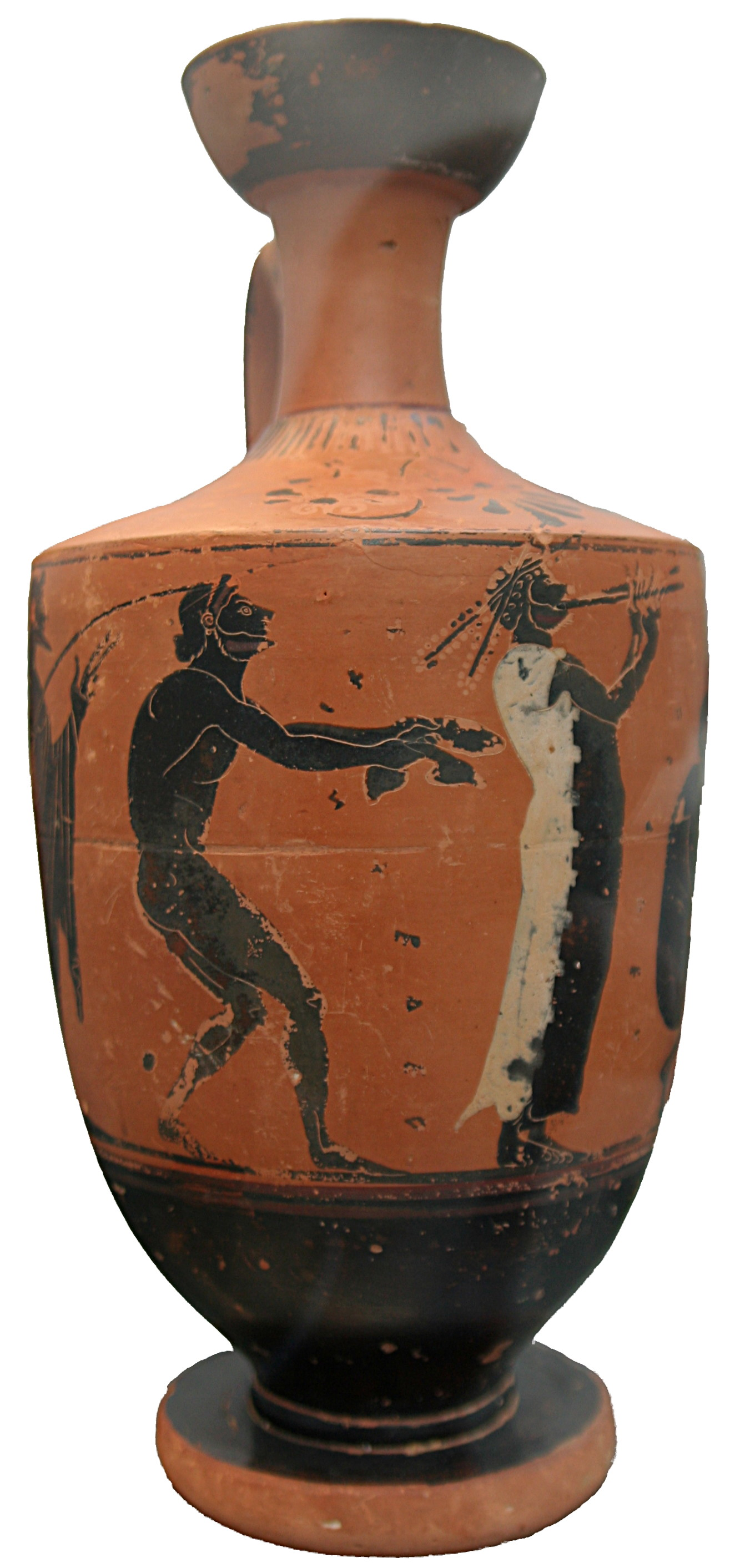
Lekythos (λήκυθος, envase para aceite perfumado usado como cosmético y en rituales funerarios) del Pintor de Aqueloo. Hacia 525 a. C. Entre las figuras representadas hay un atleta en el momento de darse impulso con los halteres (ἁλτῆρες -pesas-), y un tañedor de aulós (αὐλός -doble flauta-).
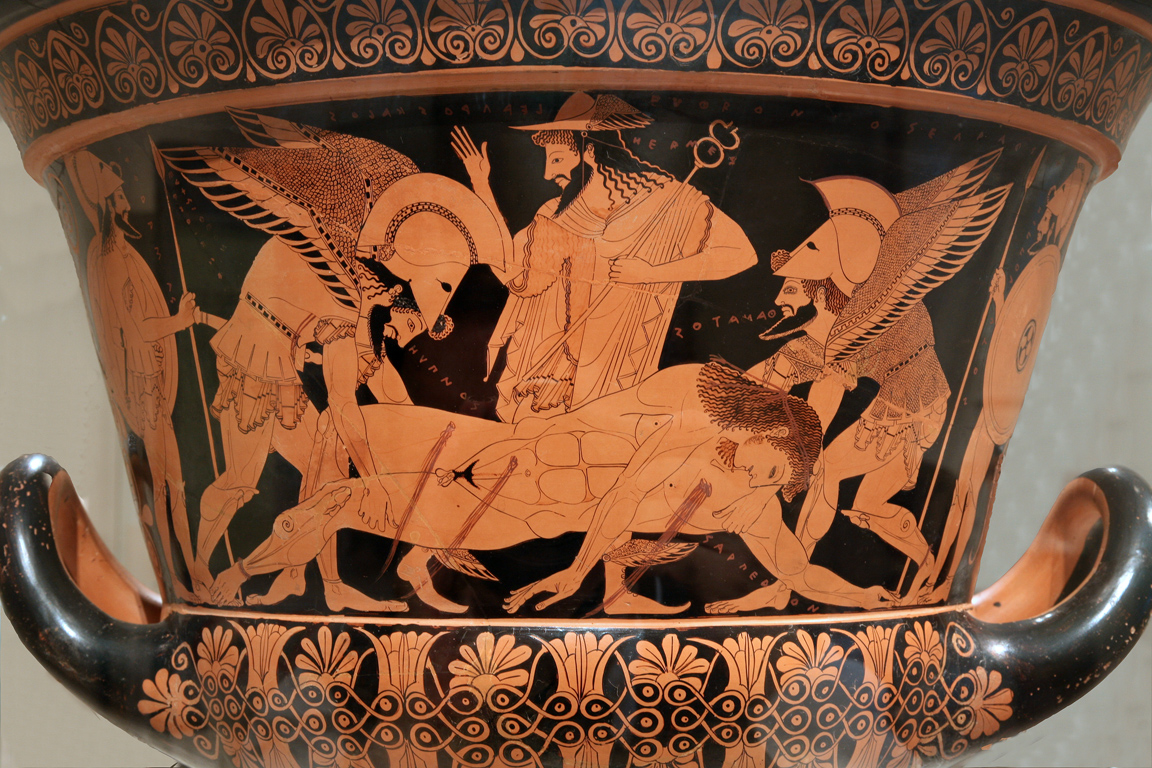
Crátera de Eufronio (cerámica de figuras rojas de Eufronio, hacia 515 a. C.). La escena representa al cuerpo de Sarpedón sostenido por Eros y Tánatos, ante Hermes.
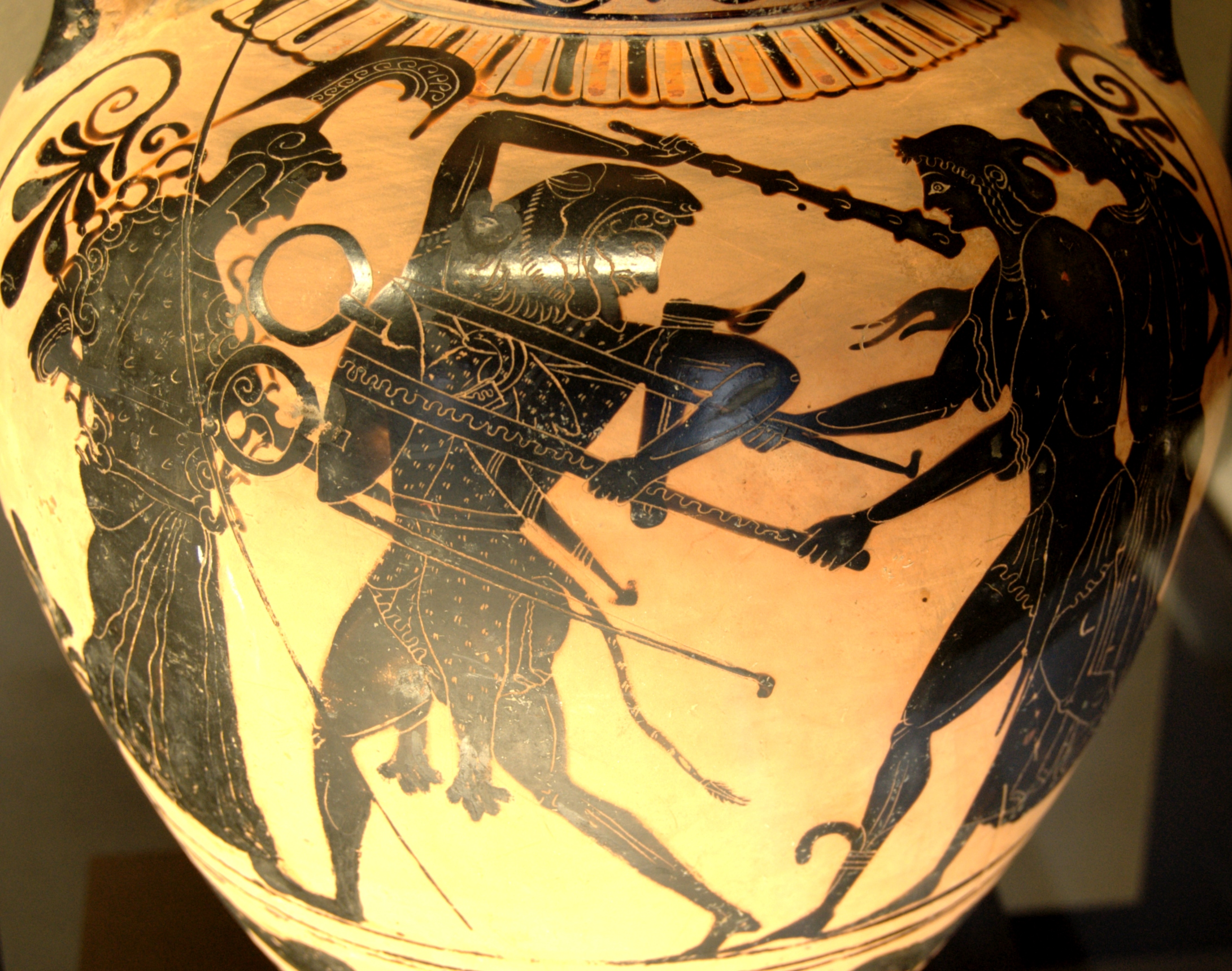
Ánfora de cerámica de figuras negras, que representa la disputa entre Apolo y Heracles por el trípode de Delfos. Relacionada con el denominado Grupo de Toronto 305. Hacia 510 a. C.

También hubo pintura sobre paneles y muros, que no se ha conservado a excepción de muy pocos restos, como los Paneles de Pitsa (descubiertos en una cueva de Sición, la localidad al norte del Peloponeso, cerca del Golfo de Corinto, donde la tradición consideraba que se había inventado la pintura sobre paneles -pinax πίναξ, plural pinakes πίνακες; de donde viene la palabra "pinacoteca"-). o los frescos de la Tumba del nadador, en Posidonia (Magna Grecia). La influencia etrusca de esta tumba es evidente; aunque a su vez la pintura etrusca había recibido una notable influencia griega durante los siglos VII y VI a. C..

Chatos, negros: así ven los etíopes a sus dioses.

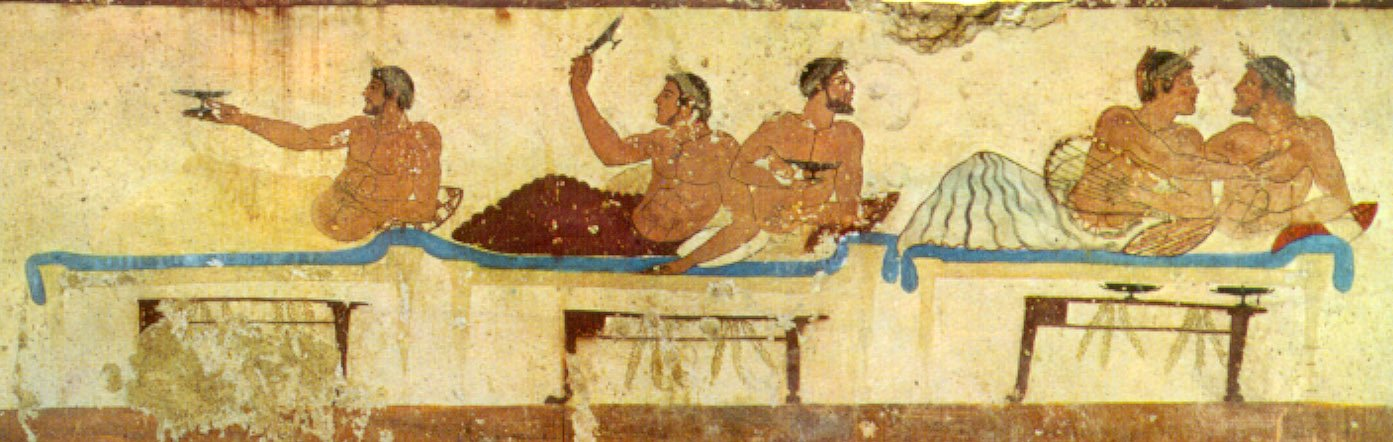
Fresco que representa un simpósion, en la Tumba del nadador. Hacia 480 a. C. Los concurrentes, sin abandonar su posición reclinada, se dedican al juego del kótabos (κότταβος, consistente en acertar a un blanco lanzando vino con el kílix) o a los placeres de la paiderastía (παιδεραστία, entre un imberbe erómenos ἐρώμενος y su erastés ἐραστής).

De ojos azules y rubios: así ven a sus dioses los tracios.
Pero si los bueyes y los caballos y leones tuvieran manos,
manos como las personas, para dibujar, para pintar, para crear una obra de arte,
entonces los caballos pintarían a los dioses semejantes a los caballos, los bueyes
semejantes a bueyes, y a partir de sus figuras crearían
las formas de los cuerpos divinos según su propia imagen: cada uno según la suya.
Jenófanes, Fragmentos 15 y 16.

### Literatura

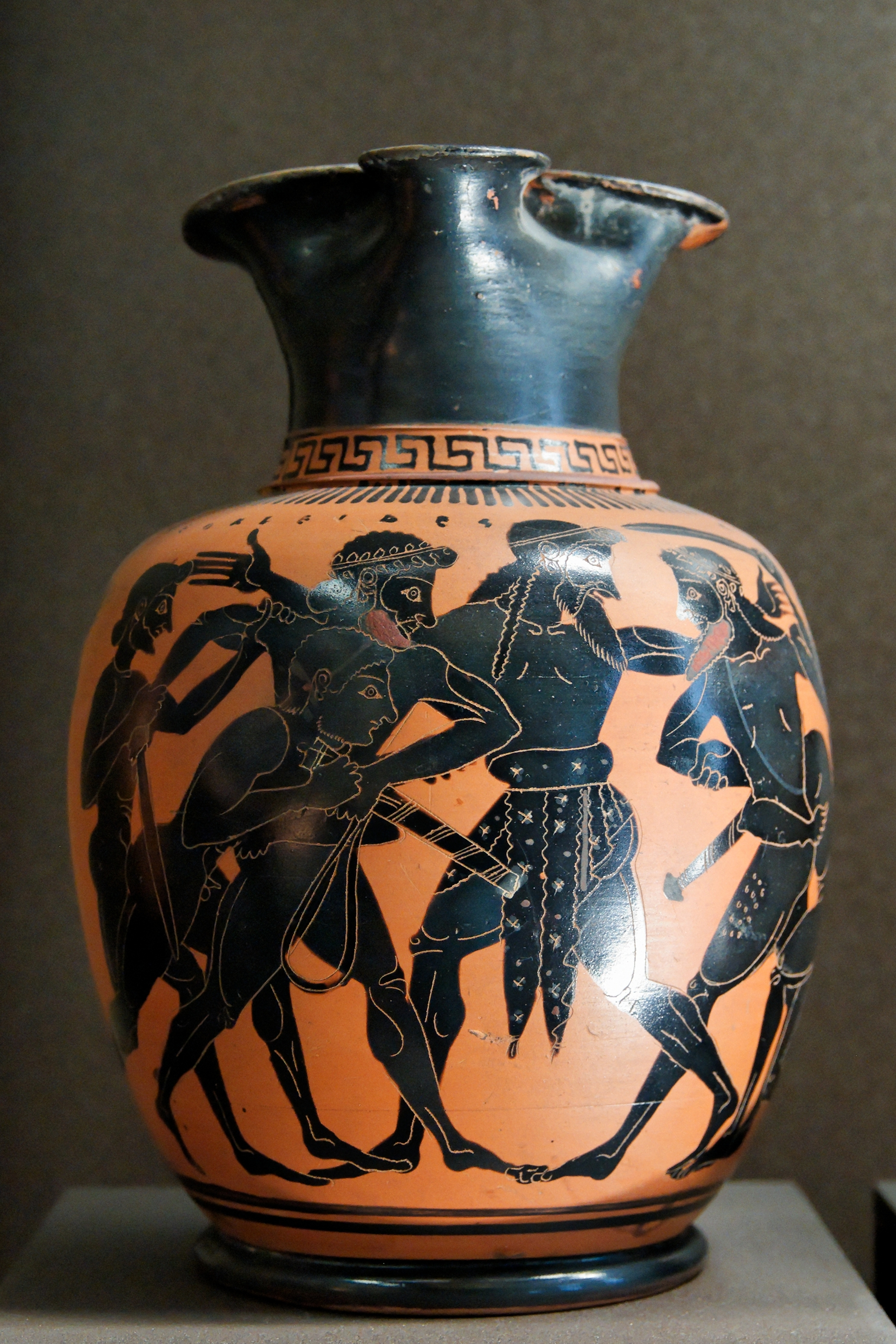
Enócoe (οἰνοχόη -"para verter el vino"-) de cerámica de figuras negras del Pintor de Taleides. Hacia 520 a. C. Representa la disputa entre Odiseo y Áyax el Grande por la armadura de Aquiles. Sometido el litigio al juicio de Agamenón y Menelao, en la argumentación venció el astuto Odiseo.

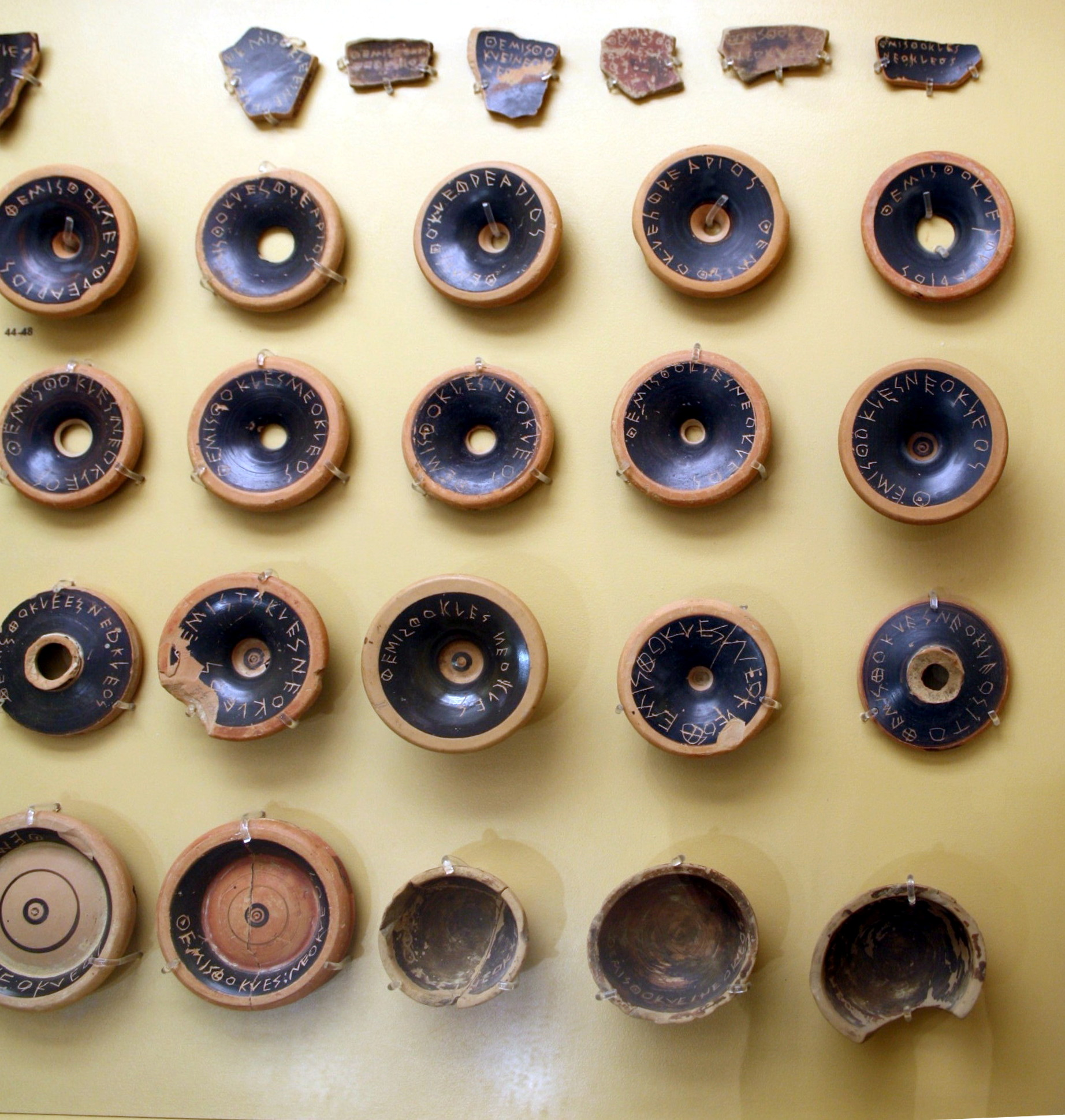
Ostraka (ὄστρακα -fragmentos de cerámica usados para escribir el voto-) utilizados en la ekklesía (ἐκκλησία -"asamblea"-) de Atenas durante la votación que debía decidir entre el ostracismo (ὀστρακισμός) de Arístides o el de Temístocles (482 a. C.) En esa ocasión, fue Arístides el que fue forzado a exiliarse, y la posición de Temístocles quedó reforzada. Diez años más tarde fue Temístocles a quien le tocó recibir ese castigo.

Sobre una potentísima literatura oral proveniente de la Época Oscura (los aedos o aoidos ἀοιδός -"cantores"-), que pasó a incluir certámenes poéticos, la utilización del alfabeto griego en la escritura de obras literarias se ha detectado al menos desde el 700 a. C., tras haberse consolidado su uso en inscripciones en cerámica, en listas de vencedores olímpicos y de magistrados atenienses y en los registros de la fundación de colonias sicilianas. La alfabetización de los ciudadanos de Atenas estaba ya muy extendida en tiempos de Solón (finales del siglo VII y comienzos del siglo VI a. C.); y lo mismo ocurría en otras polis, haciendo cada vez más común la puesta por escrito de la legislación que había comenzado con Zaleuko de Locris, hacia 675, y Dracón de Atenas, hacia 625).
| Primeras inscripciones con alfabeto griego |
|                                            |

#### Retórica
La retórica griega se fue desarrollando a partir de los discursos forenses, que el derecho griego obligaba a realizar a los pleiteantes por sí mismos, con un tiempo limitado, delante del tribunal, en el ágora (ἀγορά -"lugar de reunión"-, la plaza pública de cada polis), las distintas configuraciones de la heliaía (Ήλιαία -tribunal superior en Atenas-), o el Areópago (Ἄρειος πάγος -"la colina de Ares"-, también en Atenas); y en los debates políticos, que se realizaban ante auditorios cada vez más numerosos y participativos (boulé βουλή -"consejo"-, ekklesía ἐκκλησία -"asamblea"-). Los recursos y capacidad de convicción de los oradores eran cada vez más importantes, a medida que las polis democratizaban sus sistemas políticos. El rhetor (ῥητορ -"orador"-) era el ciudadano que regularmente se dirigía a jurados y asambleas políticas; y que ante tales auditorios había ganado prestigio por su facilidad con el lenguaje y su habilidad argumentativa (logôn techne -"destreza verbal"-).
Aunque en toda la Época Arcaica se habían desarrollado extensamente tales prácticas, y que incluso en la Ilíada hay ejemplos del uso de la oratoria (arengas militares e intervenciones ante distintos foros de Aquiles, Héctor u Odiseo), la tratadística romana, que deriva de la aristotélica Téchnē rhētorikḗ (Τέχνη ῥητορική -traducido como "La Retórica"-), atribuye la invención de la retórica al siracusano Córax y su discípulo Tisias (comienzos del siglo V a. C.), en el contexto de los pleitos por propiedades tras la expulsión del tirano Trasíbulo de Siracusa, en los que desarrollaron la técnica de argumentación judicial que no buscaba la verdad, sino la verosimilitud y la persuasión del jurado, apoyando la elocuencia natural del orador en ciertas técnicas, como la teoría del doble discurso (Δισσοὶ λόγοι dissoi logoi) en la defensa judicial. Simultáneamente, también en Sicilia, los pitagóricos y Empédocles desarrollaron una retórica "psicagógica" ("conductora de almas") basada en "la magia matemática del ritmo del decurso fónico", que permite manipular las emociones del auditorio, independientemente de la racionalidad. Con este fin se investiga la politropía (cada auditorio debe ser enfrentado de forma diferente) y el kairós (καιρός "lo oportuno"), definido como relación matemática entre los elementos discursivos. Posteriormente, los sofistas (como Protágoras de Abdera y Gorgias de Leontino), sincretizando esas dos escuelas sicilianas, extendieron la retórica por toda Grecia, instrumentalizándola como un recurso político que permitía a cualquiera (con suficiente capacidad o con suficiente dinero para pagar a quien la tuviera) vencer en cualquier disputa, independientemente de la razón de su posición. Tomaron conciencia del valor simbólico del lenguaje y de la arbitrariedad de la adjudicación de significantes, es decir: la no identidad entre el signo lingüístico y el objeto al que designa.

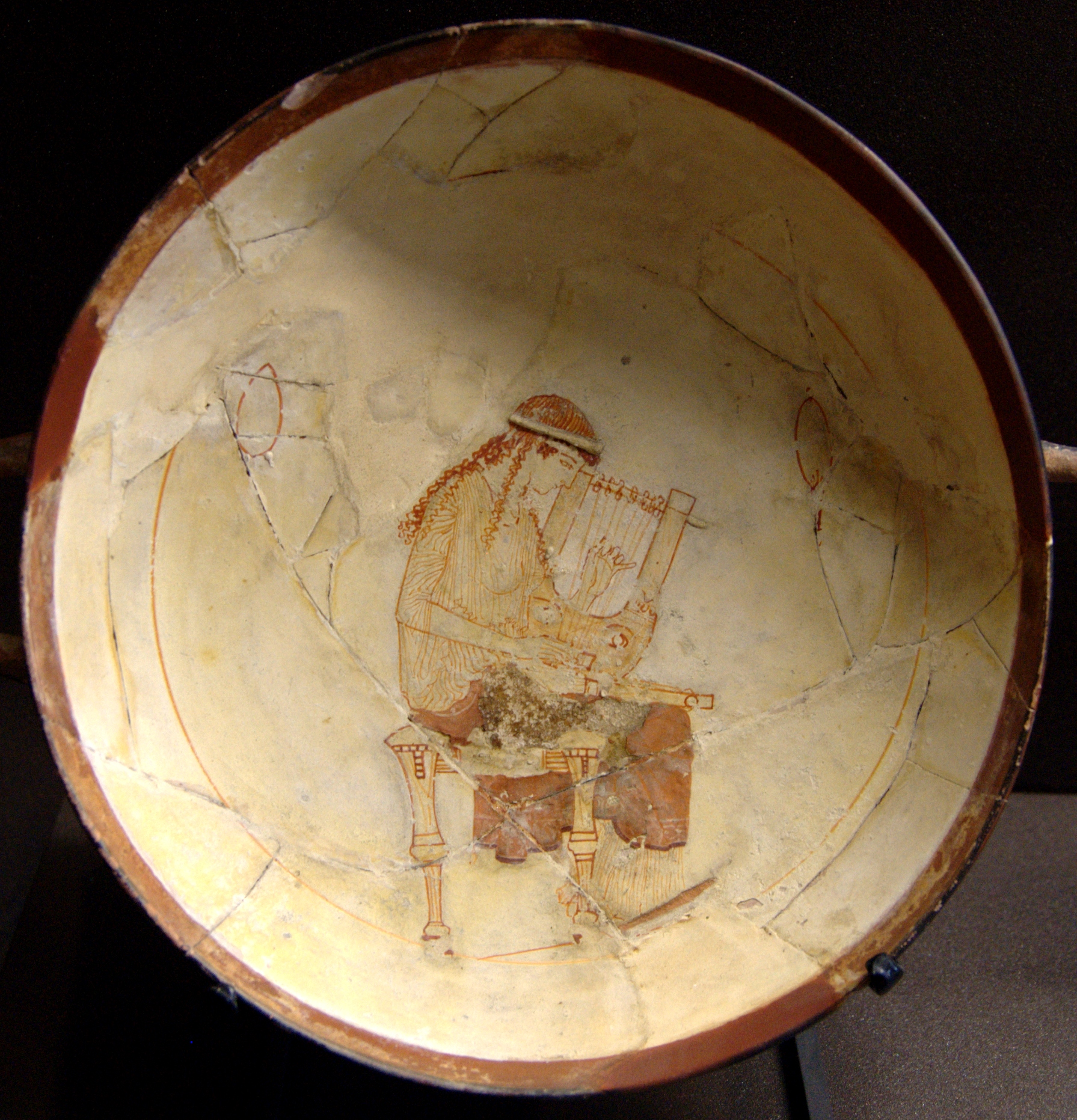
Musa tocando dos cítaras en una copa ática de fondo blanco. Hacia 470 a. C.

#### Poesía
El término poiesis (ποιεσισ -"creación" o "producción"- de poiéo ποιέω -"hacer"-) se aplicaba a cualquier producción artística o trabajo artesanal, y su sistematización como preceptiva literaria no se produjo hasta el siglo IV a. C., con los tratados de Platón y Aristóteles; que centraron su calificación sobre la poesía como expresión literaria en su condición "no imitativa" o "imitativa" según se expresara el poietés (ποιητής -"poeta"-) por sí mismo o por sus personajes, dando origen a la denominación de los géneros literarios.
Lo que historiográficamente denominamos "poesía griega" se entendía como un acto de comunicación presencial con el público, en el que un coro o un recitador individual cantaba versos, habitualmente con acompañamiento musical (que da incluso nombre a una de los géneros: la lírica). Los recursos de la versificación (ritmo y rima) permitían la memorización (atribuida a Mnemósine -Μνημοσύνη-, madre de las musas -μοῦσαι-, o a Mneme -Μνήμη-, una de estas) y eran de conveniente aplicación no solo para lo que hoy llamaríamos literatura artística, sino para toda clase de textos, especialmente aquellos cuya conservación era más importante, como son las leyes, que inicialmente eran en verso y solo cuando pudieron confiarse a los registros escritos se redactaron en prosa.

##### Épica
Μῆνιν ἄειδε, θεά, Πηληιάδεω Ἀχιλῆος

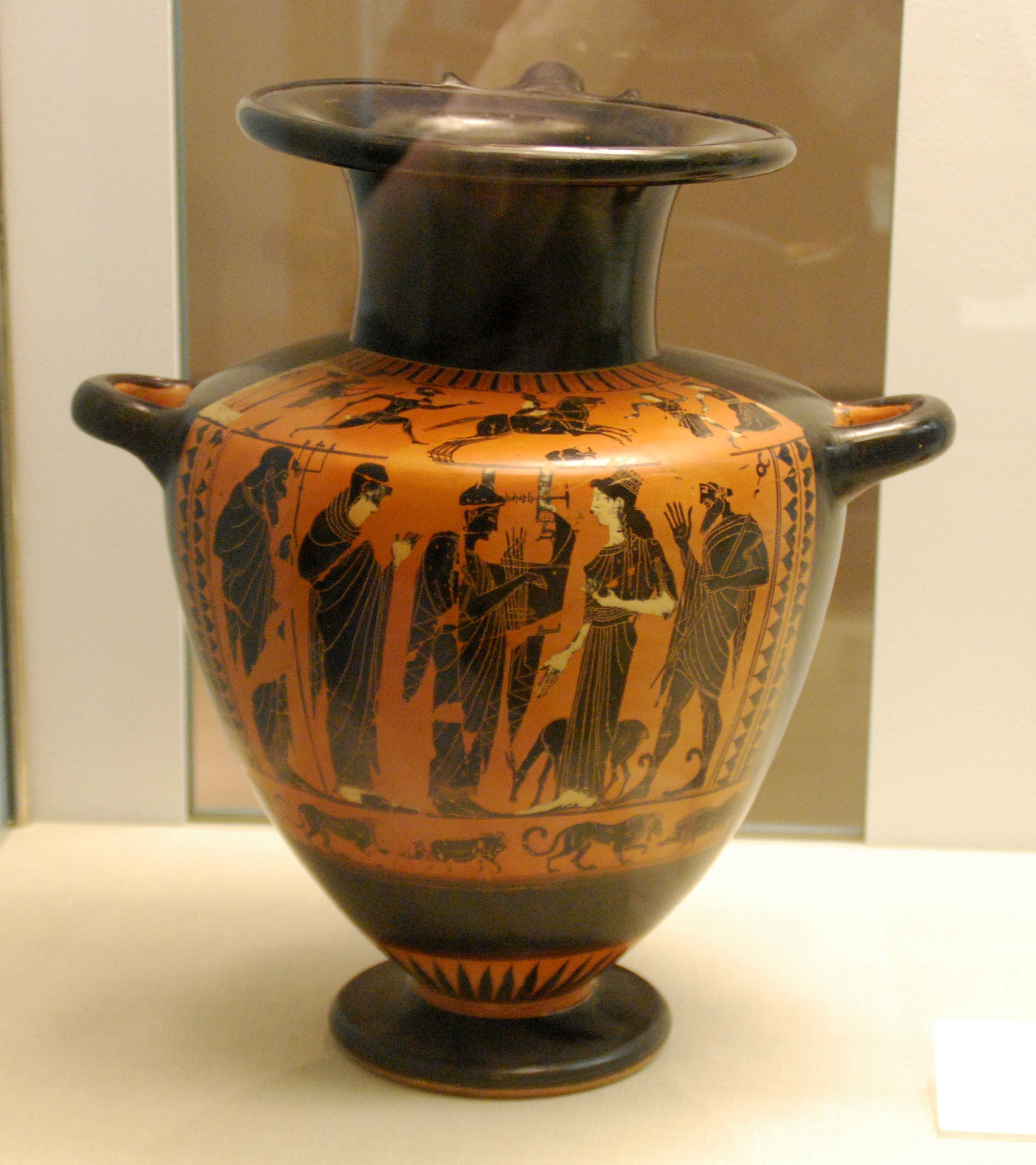
Hidria (υδρία) de cerámica de figuras negras del Pintor de Antimenes, que representa a Apolo tocando la kíthara (κíφαρα) o lira (λύρα) ante otros dioses. Hacia 520 a. C.

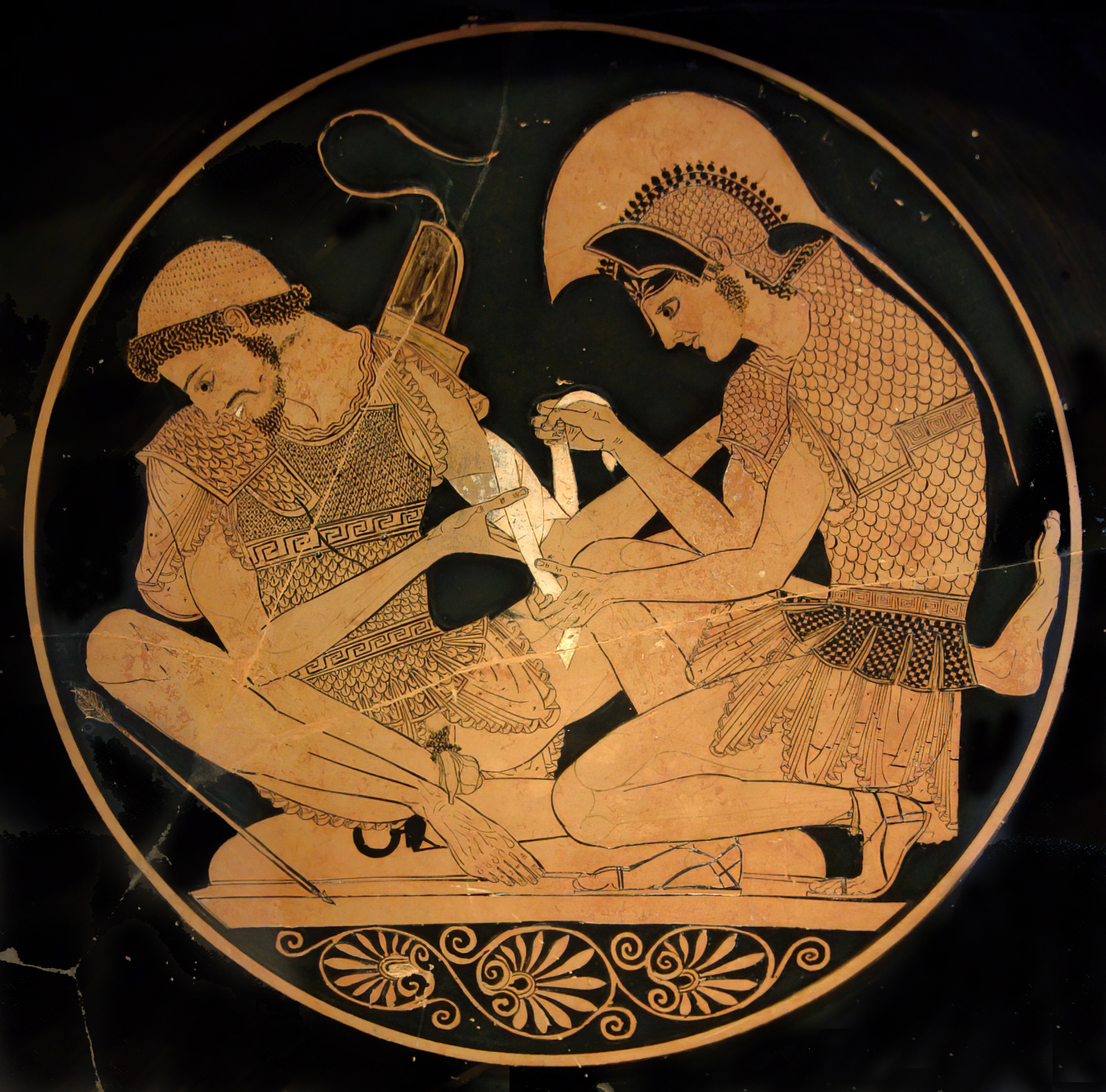
Kílix de cerámica de figuras rojas, que representa a Aquiles atendiendo a Patroclo herido. Hacia 500 a. C.

Canta, oh musa, la cólera del pelida Aquiles
Primer verso de la Ilíada, Homero.

Ἐκ γάρ τοι Μουσέων καὶ ἑκηβόλου Ἀπόλλωνος
ἄνδρες ἀοιδοὶ ἔασιν ἐπὶ χθόνα καὶ κιθαρισταί, 
ἐκ δὲ Διὸς βασιλῆες• ὃ δ᾽ ὄλβιος, ὅν τινα Μοῦσαι
φίλωνται• γλυκερή οἱ ἀπὸ στόματος ῥέει αὐδή.

De las Musas y del flechador Apolo
descienden los aedos y citaristas que hay sobre la tierra;
y de Zeus, los reyes. ¡Dichoso aquel de quién se prendan las Musas!
Dulce le brota la voz en la boca.
Hesiodo, Teogonía II, 94-97.

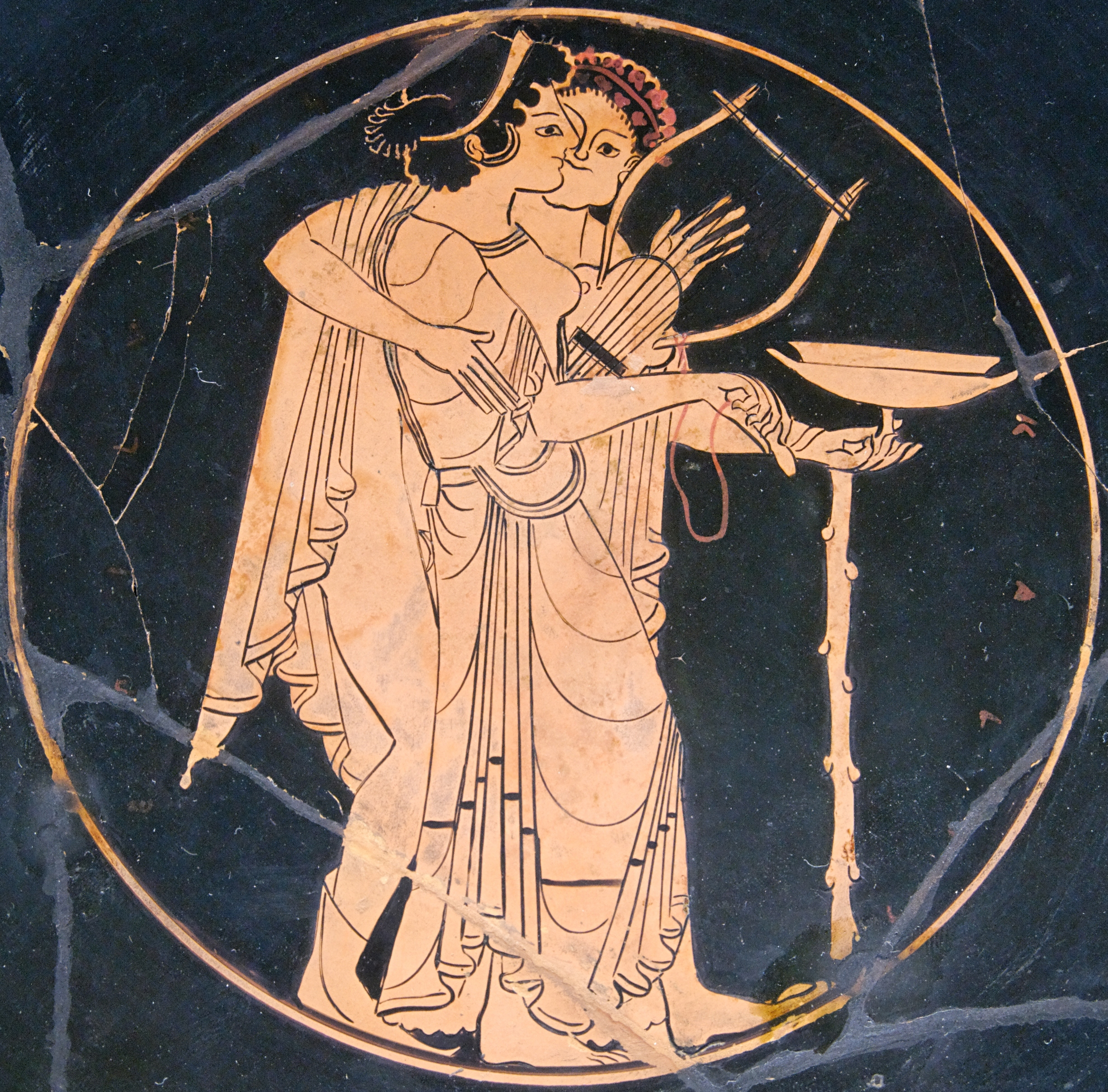
Kílix de cerámica de figuras rojas que representa una escena galante, propia de un simposion (συμπόσιον -"beber juntos"-). La lira y el vino están presentes. Hacia 510 a. C.

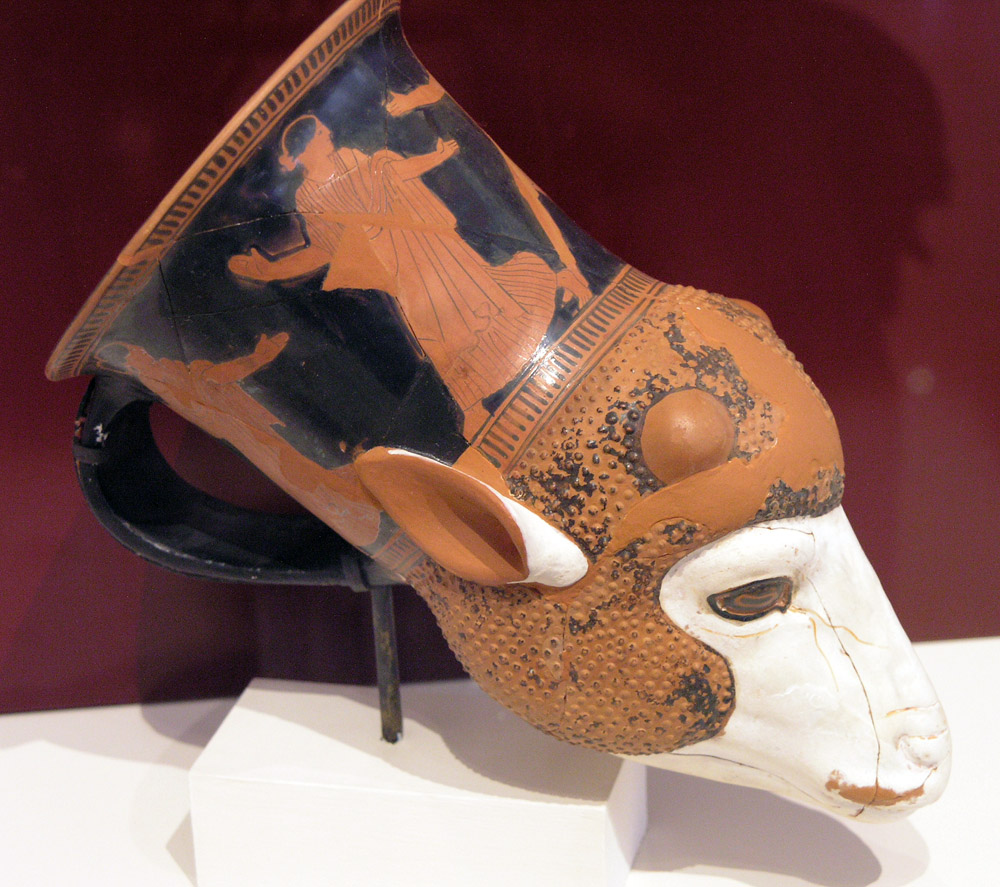
Ritón (ῥυτόν) de cerámica de figuras rojas, que representa a una mujer seguida por un hombre. Pintor de la Villa Giulia. Hacia 460 a. C.

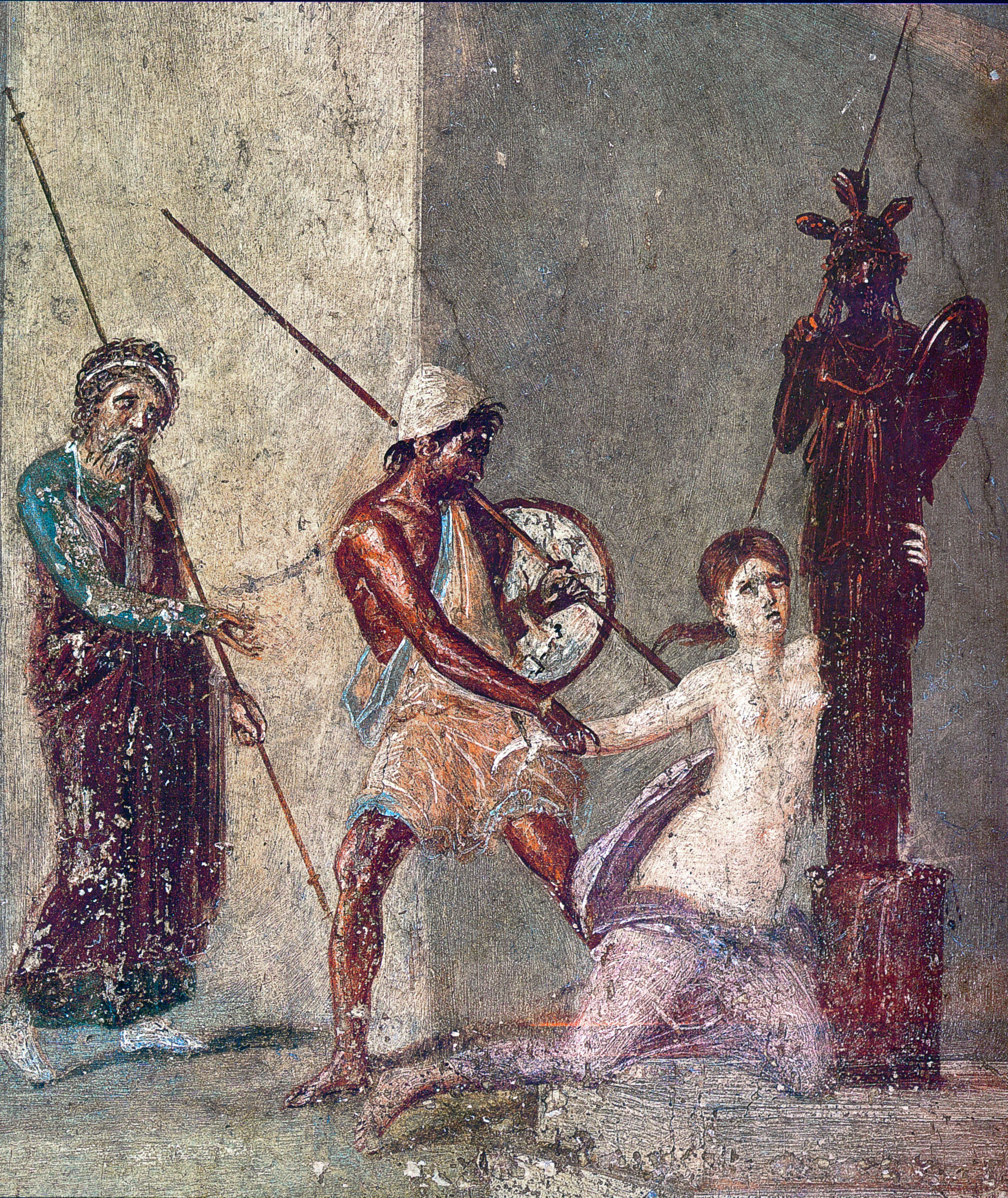
Fresco romano del atrio de la Casa del Menandro en Pompeya. Representa la escena del saqueo final de Troya por los aqueos; Casandra se agarra con fuerza a un xoanon (ξόανον -"estatua de madera"-) con la imagen de Atenea, mientras Áyax el Menor tira de ella en sentido opuesto.

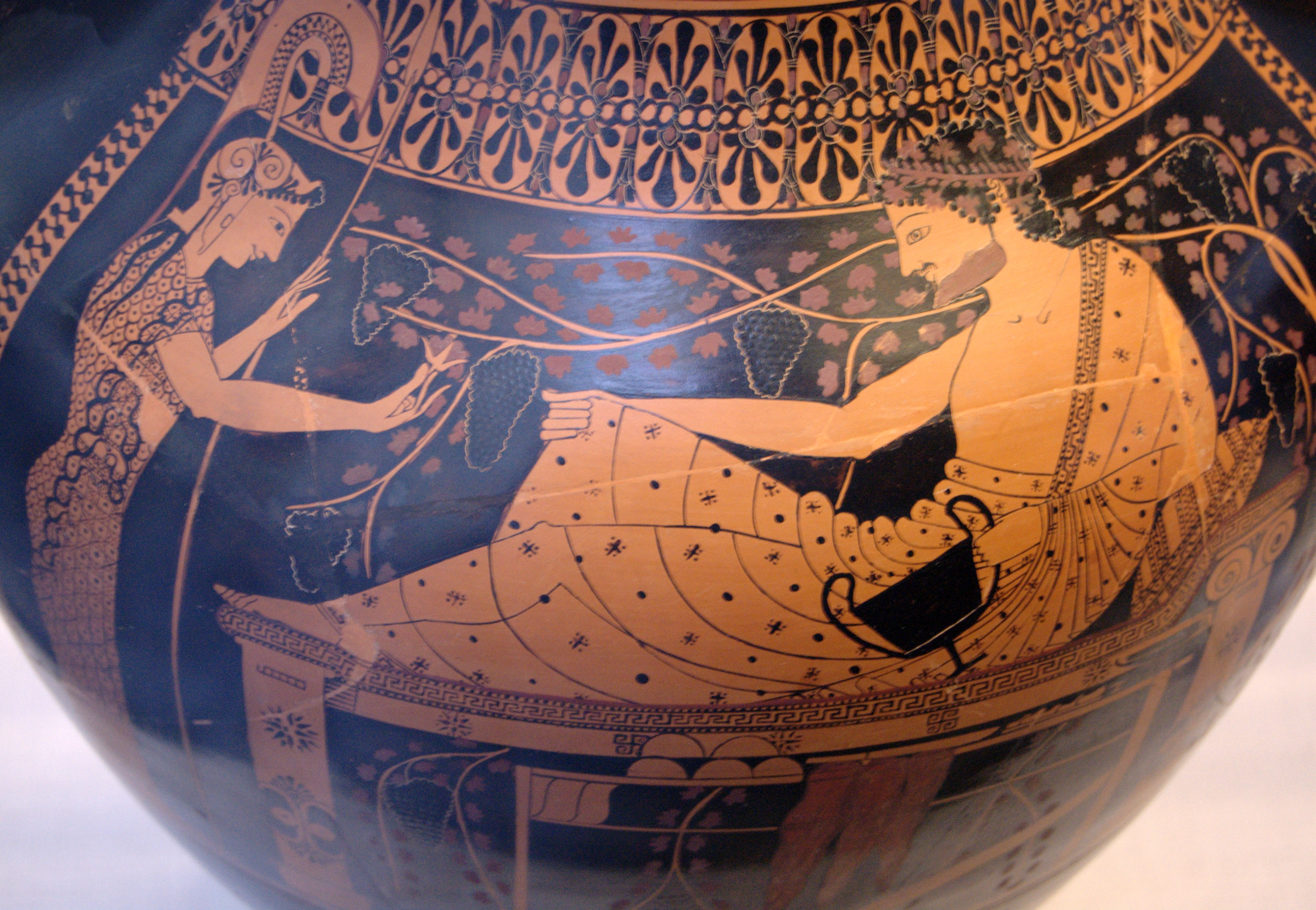
Heracles, coronado de hojas de vid, reclinado confortablemente frente a una mesa con alimentos, y con un kántharos (κάνθαρος) en la mano, mira a una sonriente Atenea, que le ofrece una flor. La escena se refiere al fallido intento de Heracles de beberse todo el vino que llena perpetuamente el kántharos de Dioniso, inventor de ese modelo de copa para vino, y que nunca podía vaciarse. Una sola gota de ese vino emborrachaba a cualquier hombre. Esta ánfora (Pintor de Andókides, hacia 520 a. C.) es una pieza particularmente importante, de las denominadas "bilingües", que representa la misma escena, con alguna variación, pero con el cromatismo invertido (en técnica de figuras negras y en técnica de figuras rojas).

##### Lírica
Creada legendariamente por los míticos Orfeo, Anfión, Lino o Museo, la poesía lírica debe su nombre a la lira (λύρα), el instrumento de cuerda con el que Apolo venció a Marsias. Las composiciones líricas se convirtieron en un género literario dotado de convenciones propias durante la época arcaica. Destacaron "nueve poetas líricos": Alcmán de Esparta, Safo de Lesbos, Alceo de Mitilene, Anacreonte, Estesícoro, Íbico, Simónides de Ceos, Píndaro y Baquílides. La expresión de los sentimientos más íntimos se realizó principalmente a través de temas eróticos (hetero y homosexuales de ambos sexos -el peculiar "eros" griego-) ambientados en entornos naturales que han pasado a convertirse en tópicos (idílicos o pastoriles), o junto a otros placeres como el del vino y los usos sociales en su torno, tan propios de la cultura griega.

ηριστησα μέν ιτριου-Αεπτοΰ μικρόν αποκΧάς
οίνου δ' εξεπιον χάδδον • νυν δ' άβρώς ε'ρόεαααν
ψάλλω πηκτιδα τήι φίληι κωμάζων παιδί αβρήι

He comido un pedazo que de una torta fina he cortado 
y un cuenco de vino he apurado. Y ahora dulcemente mi amable 
lira repico, mientras rondo a mi querida, dulce mocita
Anacreonte, PMG 373

##### Gnómica
Se prudente y no busques honores, éxitos ni riquezas mediante
acciones deshonrosas ni injustas. 
Convéncete de ello; y no trates con hombres viles, 
sino está siempre unido con los buenos;
bebe y come con aquellos, reúnete con aquellos
y sé grato a aquéllos cuyo poderío es grande.
(...).
Ninguna ciudad, oh Cirno, han arruinado aún los hombres de bien;
mientras que cuando los malvados se deciden a mostrar su insolencia, 
corrompen al pueblo y dan las sentencias a favor de los injustos
para buscar ganancias y poderío propio, no esperes que esa ciudad,
aunque ahora esté en la mayor calma, permanezca tranquila
por mucho tiempo una vez que los malvados 
se aficionen a las ganancias con público perjuicio.
De esto nacen las luchas civiles, las matanzas de ciudadanos 
y los tiranos: ¡Ojalá no dé su voto a nada de ello esta ciudad!
(...).
Un hombre leal es digno de ser pesado con oro y con plata,
oh Cirno, en las terribles luchas civiles.
Teognis, Elegías (Ἐλεγεῖα), Libro I, versos 31-78

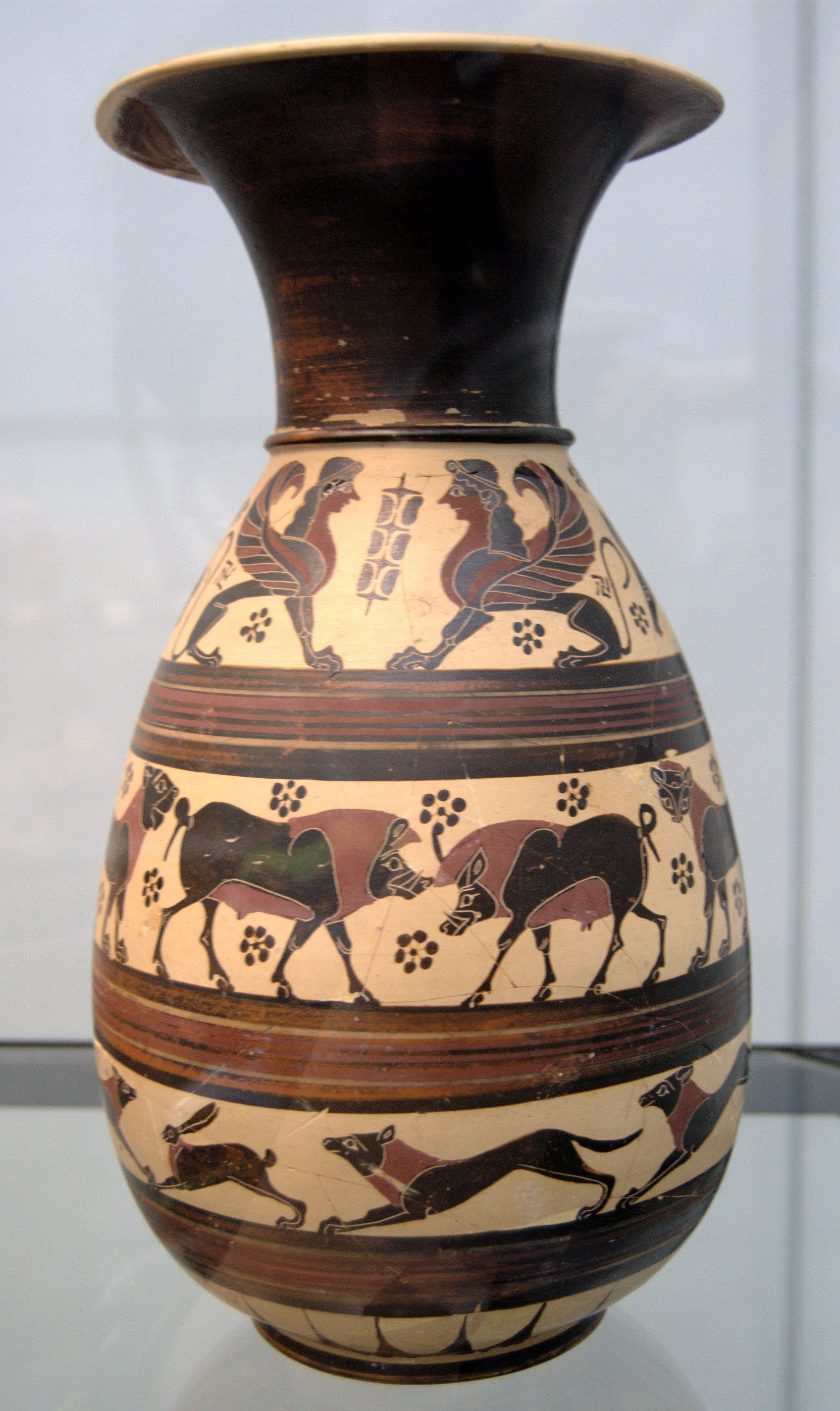
Esfinges, jabalíes, liebres, perros y otros animales, en una cerámica de estilo orientalizante. Hacia 620 a. C.

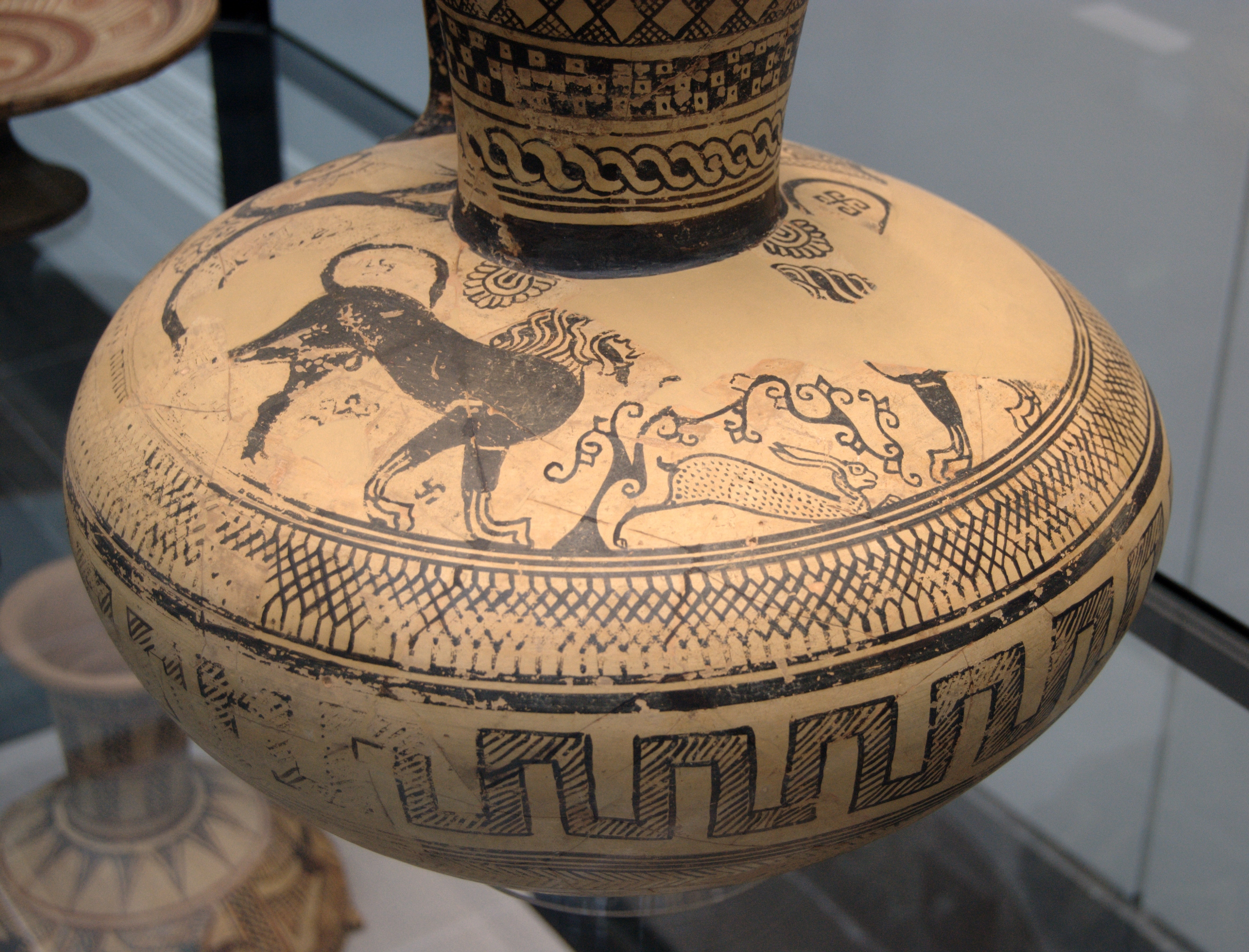
Un león y una liebre, en una cerámica de estilo orientalizante. Hacia 660 a. C.

###### Fábulas
De historicidad discutida, aunque localizable entre finales del siglo VII y comienzos del VI a. C., Esopo sería el autor de un gran número de fábulas, breves relatos, bien en prosa o bien versificados para facilitar su memorización, muchos de ellos protagonizados por animales antropomorfizados (hablan y se comportan como seres humanos), como recurso literario muy efectivo para la sátira de costumbres, al convertirse en un ejemplo o contraejemplo moral. Platón cita su popularidad.

ὁ δὲ μέλλων καταβιβρώσκεσθαι ἔφη• ἀλλ᾿ 
ἔγωγε δίκαια πέπονθα, ὃς θαλάττιος ὢν χερσαῖος ἐβουλήθην γενέσθαι.

El cangrejo, cuando estaba a punto de ser engullido, dijo:
"En mi caso, sufro justamente, que siendo de mar quise ser de tierra".
Esopo, El cangrejo y la zorra.

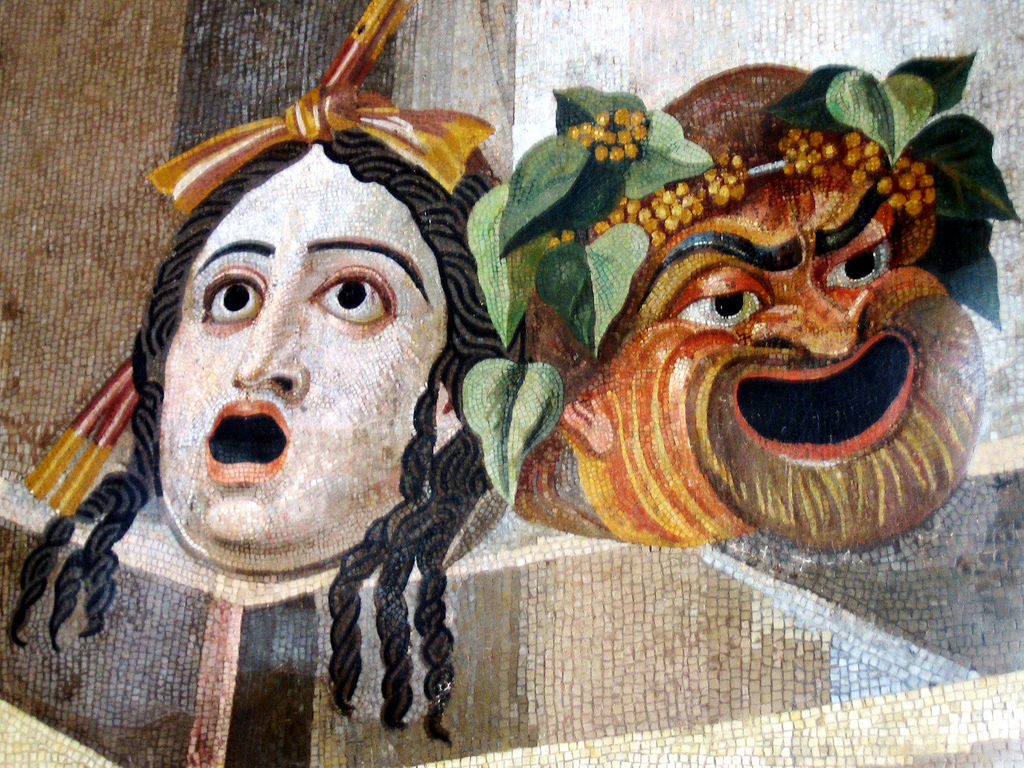
Máscaras teatrales en un mosaico romano.

##### Dramática

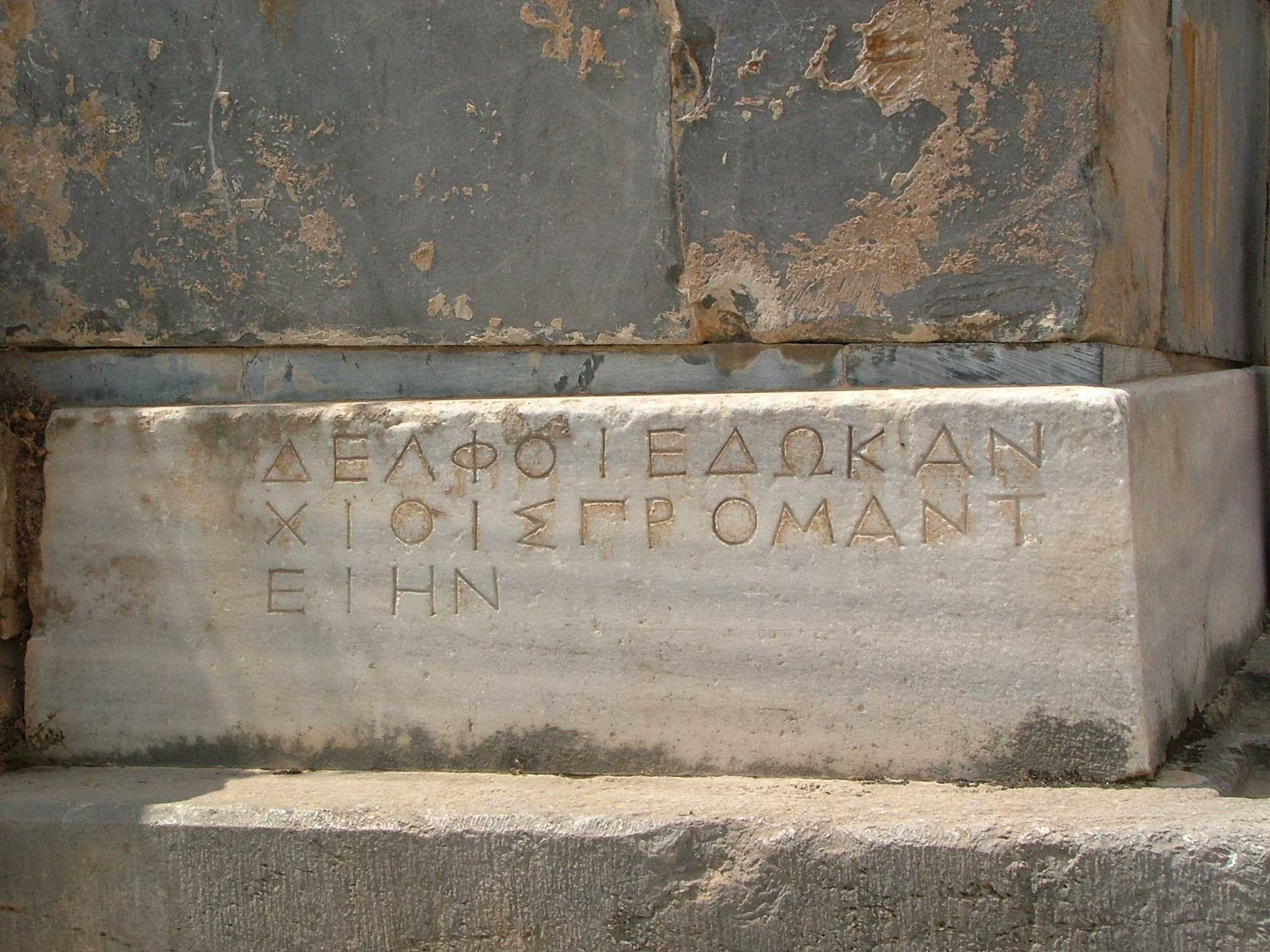
Inscripción en el Templo de Apolo (Delfos). Era costumbre inscribir las sentencias de sabiduría de esta manera. La más famosa fue gnóthi seautón (γνωθι σεαυτόν -"conócete a ti mismo"-).

La tragedia provenía de un ritual religioso, un cántico en el sacrificio del trágos (τράγος -"macho cabrío"-). En las dionisias, especialmente en Atenas, el cántico se fue sofisticando, transformado en el dithyrambos (διθύραμϐος -"ditirambo"-): un verdadero espectáculo interpretado como una recitación por un coro cuyos componentes se vestían con pieles de cabra; y se organizaron certámenes (como se hacían de música o de otras modalidades de poesía).

Antiguamente en la tragedia había sólamente el coro, después Tespis introdujo un actor, a fin de que el coro descansase; luego Esquilo le dio dos actores, Sófocles tres, y de esta forma se fue perfeccionando la tragedia
Diógenes Laercio, Βίοι καὶ γνῶμαι τῶν ἐν φιλοσοφίᾳ εὐδοκιμησάντων ("Vida y opiniones de eminentes filósofos"), III, 56.

Tespis, de quien no se conserva ningún texto, ganó el certamen de las fiestas dionisíacas de Atenas en los años 535 y 533 a. C., y por sus innovaciones, que además de la alternancia actor-coro incluyeron el uso del prosopon (προσωπον -"máscara"-, en latín persona -"lo que resuena"-), se le considera el inventor del teatro. A pesar de su popularidad, o más bien a causa de ella, obtuvo la oposición del mismísimo Solón, que le prohibió la representación y enseñanzas de tragedias, calificándolas de falsedades (και θεσπιν εκωλυσε τραγωδιας διδασκειν, ωσ ανφεληω τνη ψευδολογιαν).

#### Prosa
Mientras que las composiciones poéticas se diferenciaban del habla normal en el uso de recursos literarios como el ritmo y la rima, los logógrafos utilizaban el lenguaje en sus escritos o en sus intervenciones orales (por ejemplo, en los discursos jurídicos o en las lecturas públicas de historias, que incluían crónicas de acontecimientos y digresiones etnográficas sobre países lejanos). La efectividad o la estética del lenguaje usado no tenía por qué ser menor al de la poesía épica, lo que cambiaba era el estilo (que se define como imperiódico). Heródoto identificó a todos sus precursores en la formación de la ciencia histórica con la denominación logográphos (λογογράφος), que tanto puede querer decir "el que escribe la historia" como "el que escribe como se habla".
Tras el grupo de legisladores y sabios prestigiosos recordados por sus sentencias o aforismos de naturaleza sapiencial (los "Siete Sabios de Grecia"); los posteriormente llamados filósofos presocráticos utilizaron alternativamente para sus textos especulativos la prosa (Anaximandro -de quien se dice que fue el primero en hacerlo así-, Anaxímenes, Heráclito) o el verso (Jenófanes, Parménides, Empédocles).

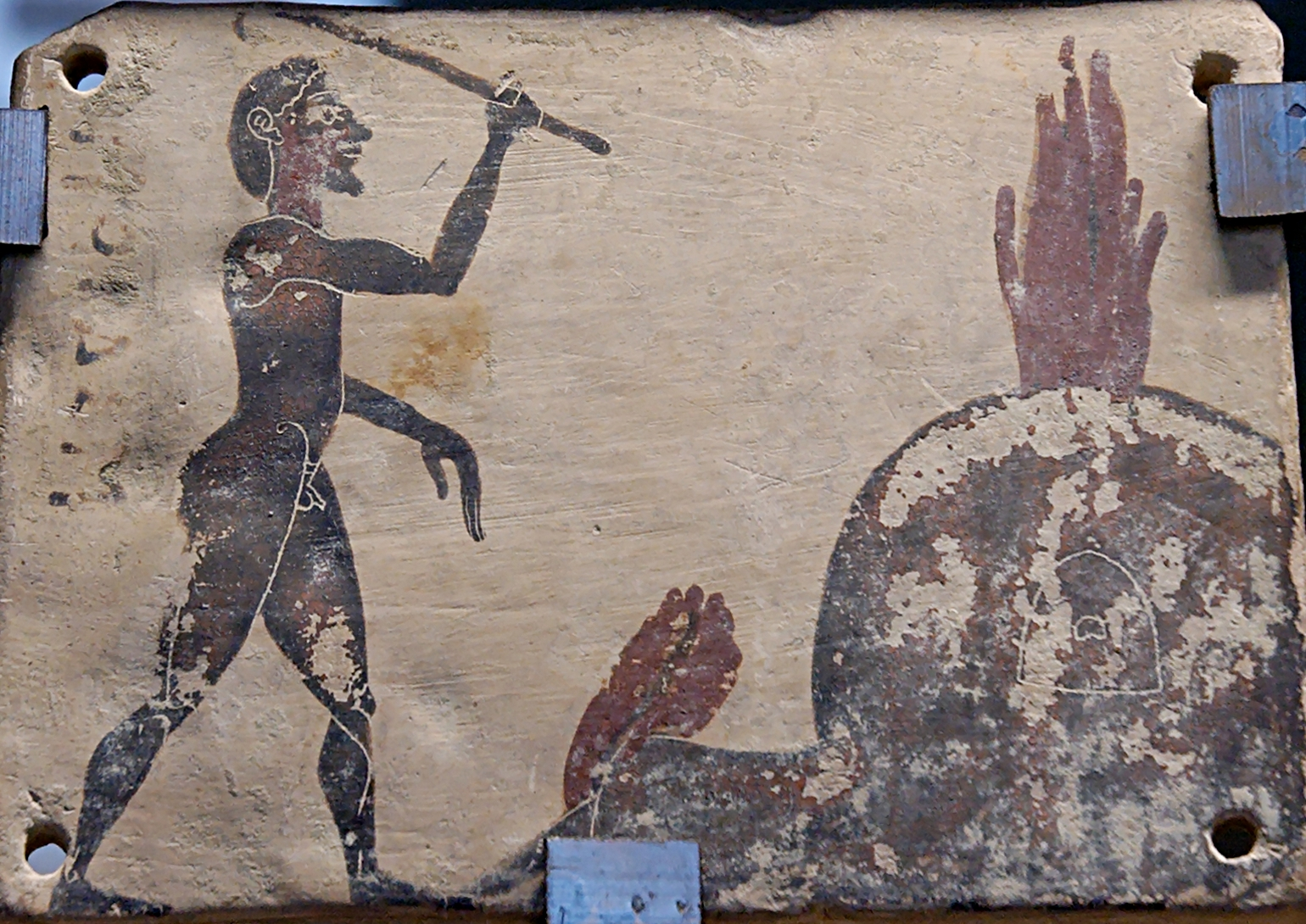
Pinax corintio, hacia 575 a. C. Representa a un ceramista frente a su horno. Principios elementales (fuego, tierra, agua, aire) y materia que cambia de forma. Los filósofos observaban los fenómenos naturales y las actividades humanas, reflexionaban a partir de todo ello para la construcción de su discurso racional, y también recurrían a alguno de sus aspectos, utilizándolos como imágenes ejemplificadoras (analogía ἀναλογία) de sus ideas.
Heráclito (...) estaba calentándose ante un horno. Viéndolos vacilar [a unos visitantes] les dio valor y los invitó a entrar con estas palabras:
"Aquí también hay dioses"
εκελεuσε γαρ αuτοuσ εισιεναι θαρροuντασ' ειναι γαρ και ενταuθα θεοuσ

Heráclito (...) estaba calentándose ante un horno. Viéndolos vacilar [a unos visitantes] les dio valor y los invitó a entrar con estas palabras:
"Aquí también hay dioses"
εκελεuσε γαρ αuτοuσ εισιεναι θαρροuντασ' ειναι γαρ και ενταuθα θεοuσ

### Filosofía: presocráticos

Posible aspecto de los mapas de Anaximandro y de Hecateo, que será la base de los modelos geográficos posteriores (Heródoto, Eratóstenes -ya con la consideración de la esfericidad de la Tierra- y Claudio Ptolomeo). Los mapas medievales "T en O" se realizaron a partir de un modelo simplificado por Isidoro de Sevilla difundido por Beato de Liébana.

La interpretación habitual del pensamiento griego de la época arcaica es el paso del mythos (μῦθος -"mito"-), al lôgos (λóγος -"palabra", "razón", "discurso"-). Tales de Mileto, el primer filósofo de la escuela jónica, inaugura una nueva forma de reflexionar sobre el mundo y el hombre, caracterizada por la secularización y el espíritu crítico, adecuada a las originales características de la formación social histórica de su entorno, que permitía la independencia personal del pensador, y le ofrecía toda clase de estímulos intelectuales, gracias a la excepcional fluidez de las relaciones con otras civilizaciones del mundo antiguo, y a la utilización de la escritura. La escuela pitagórica emprendió otra trayectoria, la que enlaza la racionalidad más abstracta con el misticismo.
Buena parte de las reflexiones filosóficas en época arcaica se centraron en la definición del arché (ἀρχή, "fuente", "principio" u "origen"), la cosmogonía (κοσμογονία -"origen del universo"-) o el elemento original de todas las cosas, su esencia o sustancia (términos que se fueron precisando con las sucesivas definiciones en épocas posteriores), el que, sin necesidad de ninguna otra cosa, existe por sí mismo. La existencia fue en sí misma un problema filosófico fundamental, que Heráclito y Parménides iniciaron con sus teorías acerca del ser o ente (ontos οντος).

Ποταμοῖς τοῖς αὐτοῖς ἐμβαίνομέν τε καὶ οὐκ ἐμβαίνομεν, εἶμέν τε καὶ οὐκ εἶμεν
En los mismos ríos entramos y no entramos, [pues] somos y no somos [los mismos]
Heráclito, fragmento 22 B12

τὸ γὰρ αὐτὸ νοεῖν ἐστίν τε καὶ εἴναι.
(...)
ἔστι γὰρ εἶναι͵
μηδὲν δ΄ οὐκ ἔστιν
La lectura de estos fragmentos cruciales del texto de Parménides (3, 1 y 6, 1-2) es discutidísima:
La primera parte puede entenderse como "lo mismo es pensar y ser" o "lo mismo es ser pensado y ser".
La segunda parte, que contiene el tradicional y rotundo "el ser es y el no ser no es", puede matizarse como "pues hay ser, nada no hay".

De la problemática condición de esa nueva forma de conocimiento que se estaba conformando (por ejemplo, si sería puramente teórica o tendría una sustancial relevancia práctica en el mundo real), es buena muestra el mapa de Anaximandro (mediados del siglo VI a. C.). Su proyecto no era el de un mapa geográfico, sino el de un modelo visual que situara cosmológicamente a la Tierra. La presentaba plana, rodeada por el Océano, con la Hélade (concretamente Delfos -el onphalos-) en el centro y con los continentes (Europa, Asia y Libia -África-) separados por mares y ríos (Mediterráneo, Negro, Nilo y Fasis), dando una característica forma de "T en O" que se repetirá hasta los mapas medievales. Aristófanes se burlará de él en la comedia Nefélai (Νεφέλαι -"las nubes"- 423 a. C.), donde tal mapa aparece junto a otros "juguetes" geométricos y geográficos, todos ellos inútiles para la polis, por su naturaleza especulativa y abstracta. La utilización política del conocimiento es asimismo ambivalente: En el 499 a. C. Hecateo de Mileto había prevenido a sus conciudadanos de la imprudencia de rebelarse contra el Imperio persa, para lo que podía apoyarse visualmente con su propia versión de ese mapa (que mostraba la descomunal superioridad geográfica de tal enemigo); pero fue el propio dirigente de Mileto, Aristágoras, el que utilizará el mismo mapa (una tablilla de bronce donde están grabados todo el contorno de la Tierra, todo el mar y todos los ríos) para buscar el apoyo de las polis griegas del continente. Un temprano caso de tecnología política que busca la justificación no en voluntades sobrehumanas, sino en la ciencia y la filosofía; y una temprana evidencia de la posibilidad de interpretar tan flexiblemente estos saberes como siempre se había hecho con textos sagrados, oráculos o augurios. La respuesta de Atenas y Esparta fue divergente: los lacedemonios, por los que decidía el rey Cleómenes, se negaron a intervenir; la mayoría de los treinta mil ciudadanos de la ekklesia ateniense se mostraron dispuestos a mandar veinte naves.

### Religión

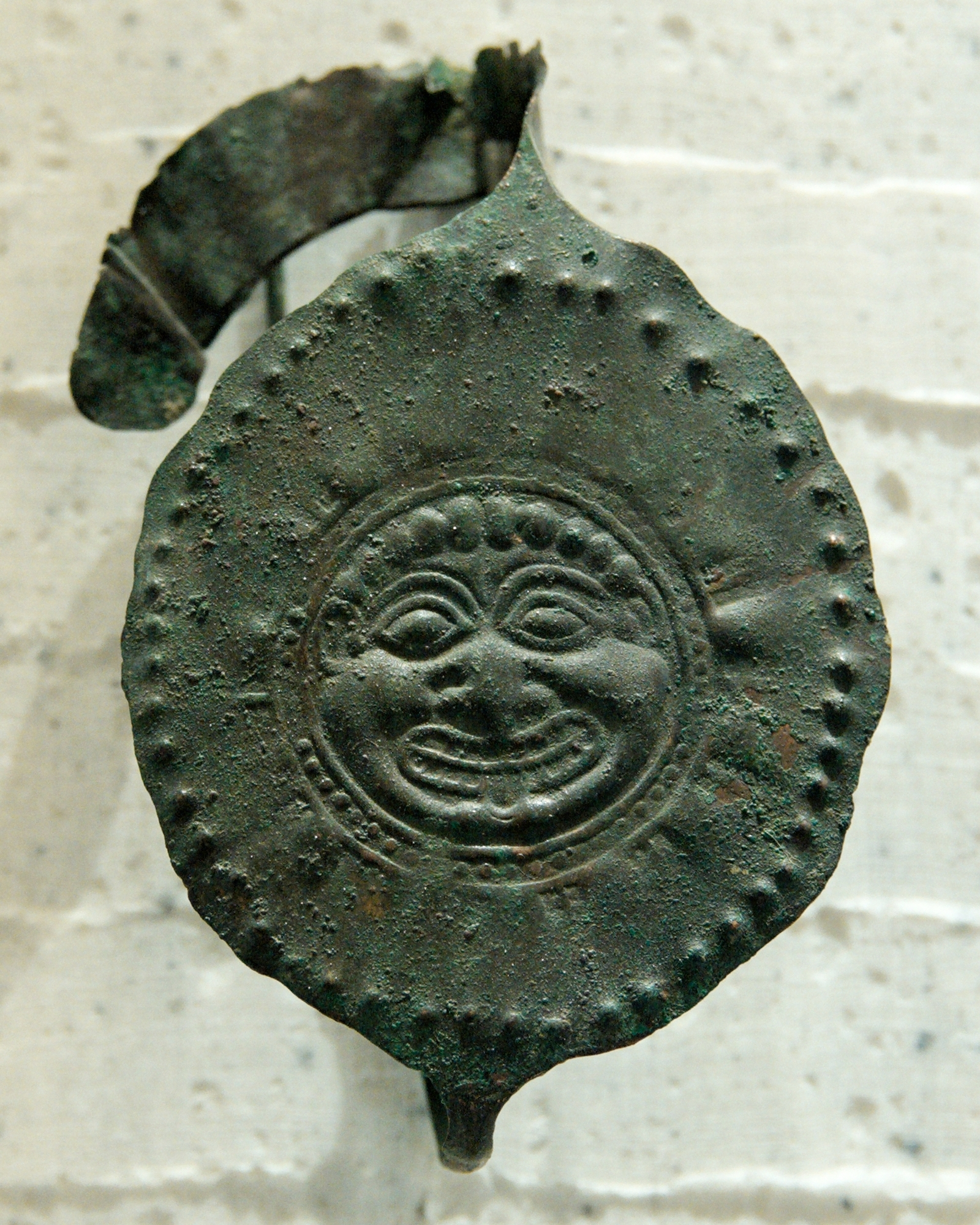
Gorgoneion (Γοργόνειον) de bronce. Segunda mitad del siglo VI a. C.

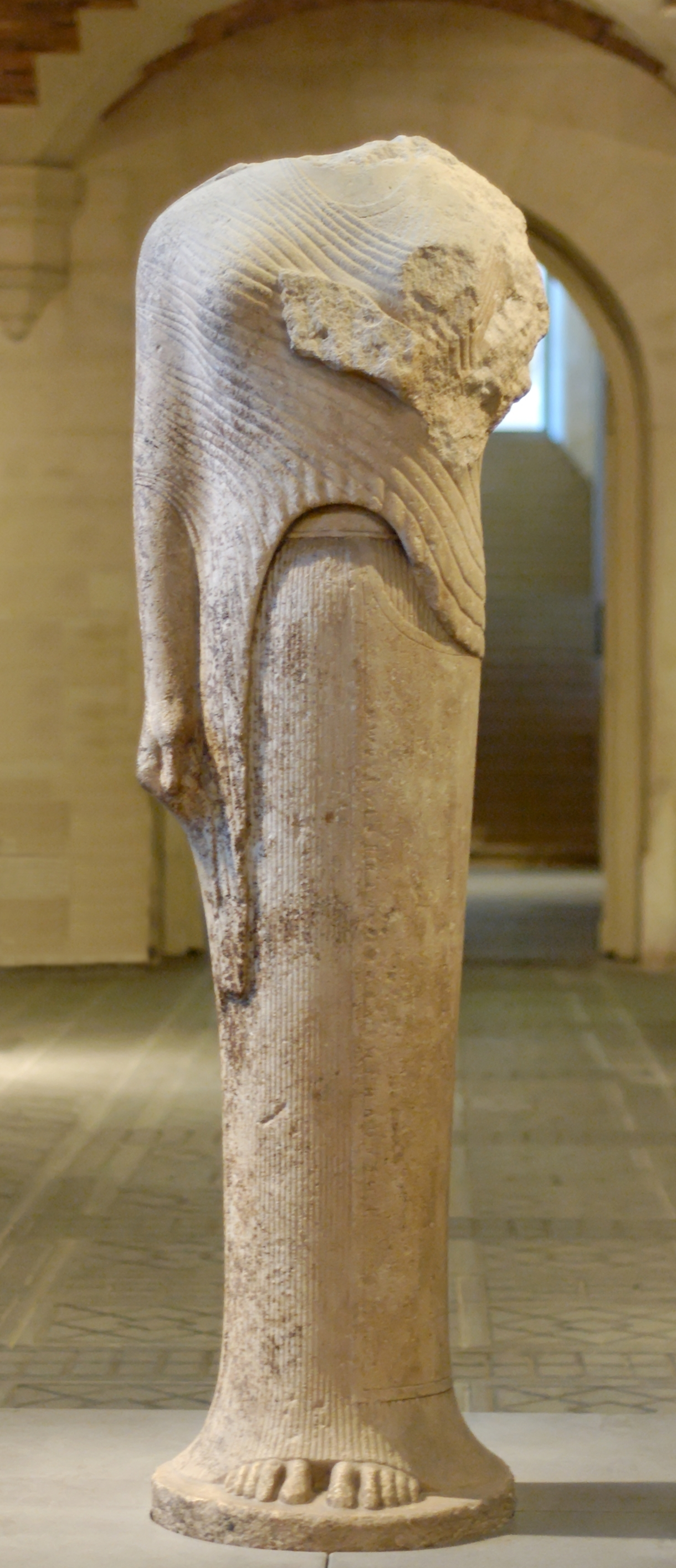
Hera de Samos, hacia 570 a. C.

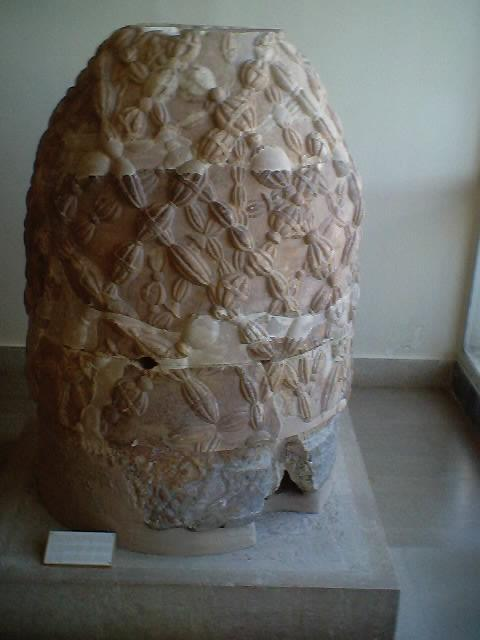
El Ónfalós (ὀμφαλός -"ombligo"-) de Delfos.

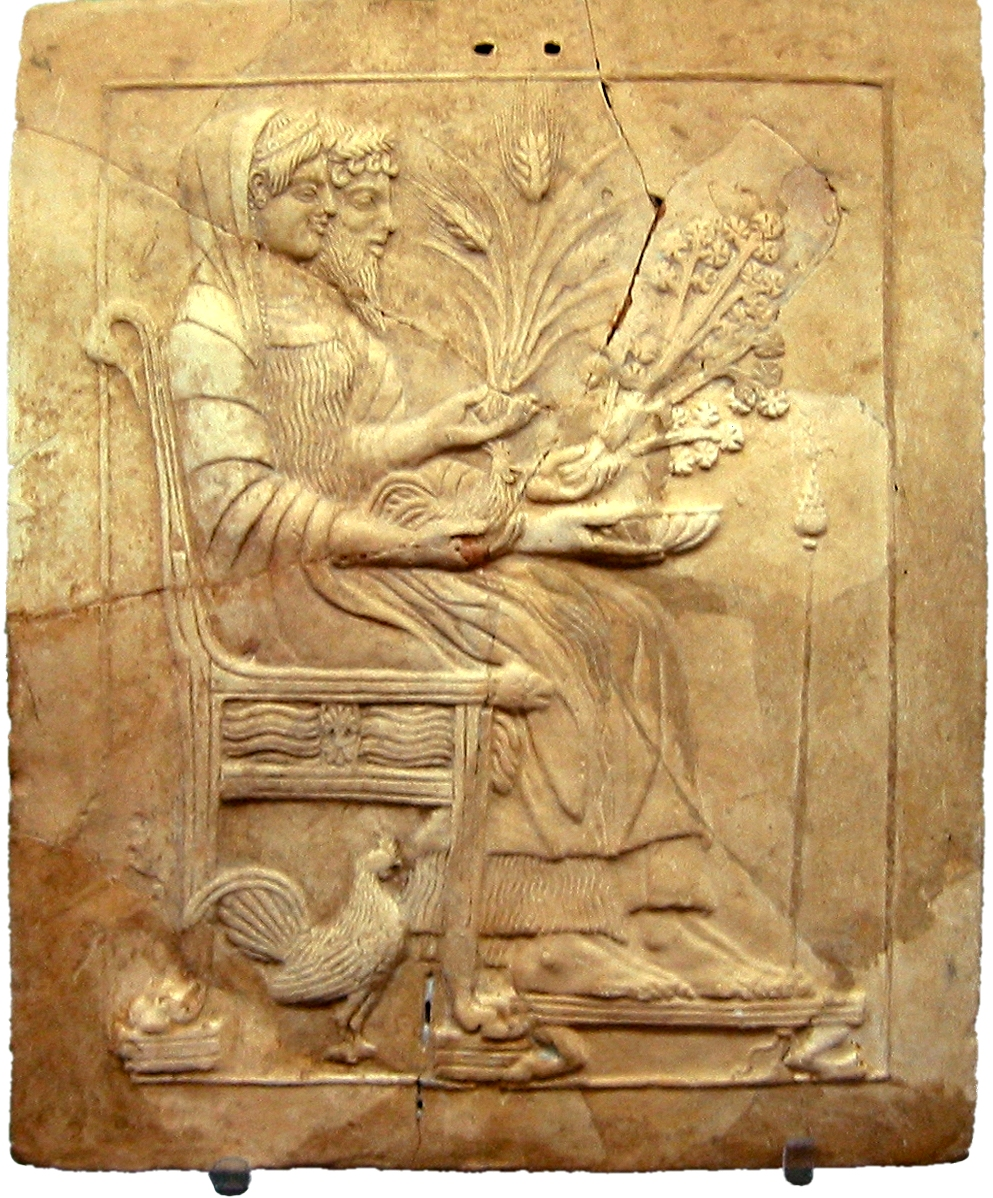
Pínax de Locri que representa a la pareja entronizada de Hades y Perséfone. Primera mitad del Ella porta su símbolo iconográfico: el trigo, mientras él sostiene un cuenco y una rama de perejil; el gallo (un ave ctónica, es decir, terrestre) es otro elemento identificativo del culto a Perséfone, vinculada a la agricultura, como su madre Démeter (misterios eleusinos).

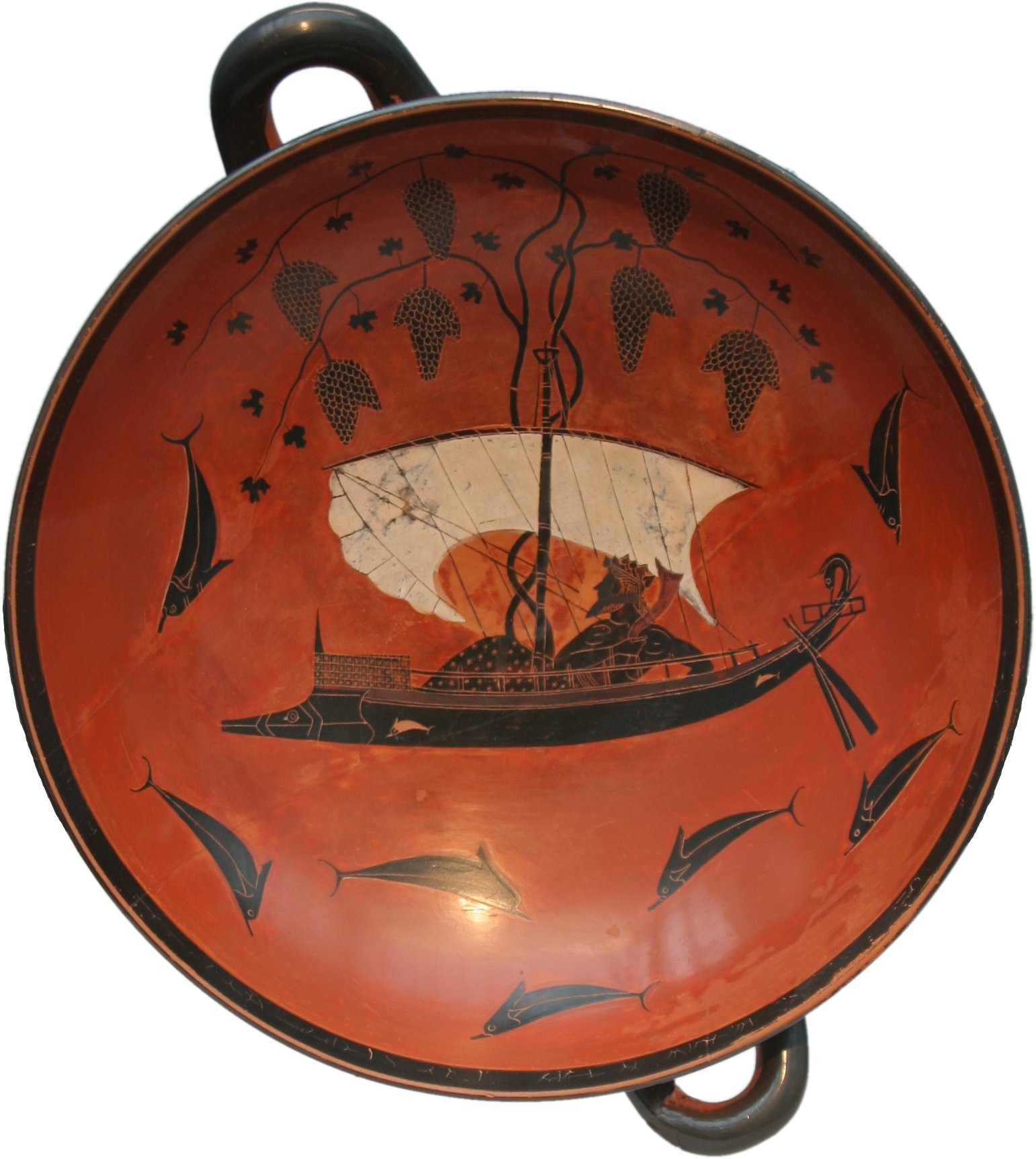
Kílix de cerámica de figuras negras firmado por Exequias, que representa a Dionisos en un barco rodeado de delfines. Hacia el 530 a. C.

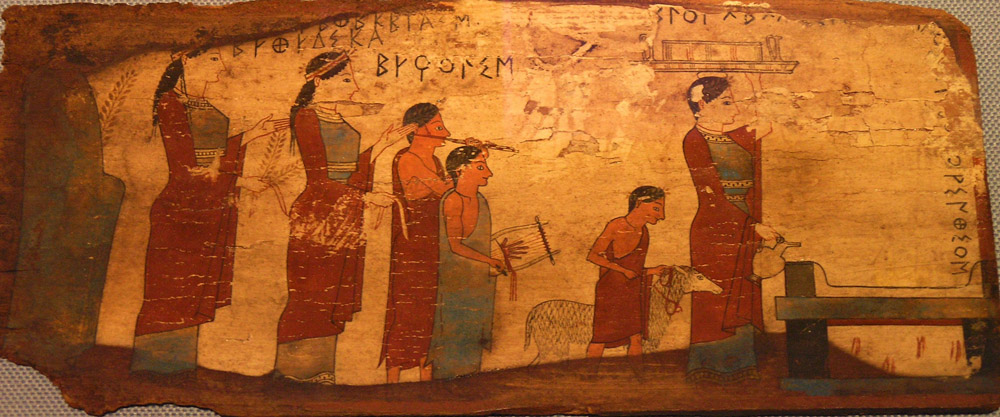
Pínax, tabla votiva de madera pintada, que representa una procesión, al son de la lira y el aulós (αὐλός -doble flauta-), previa al sacrificio de un cordero a las Cárites (Χάριτες -"Gracias"-). Hallada en una gruta de Sición, cerca de Corinto. Datada hacia el 540 a. C.

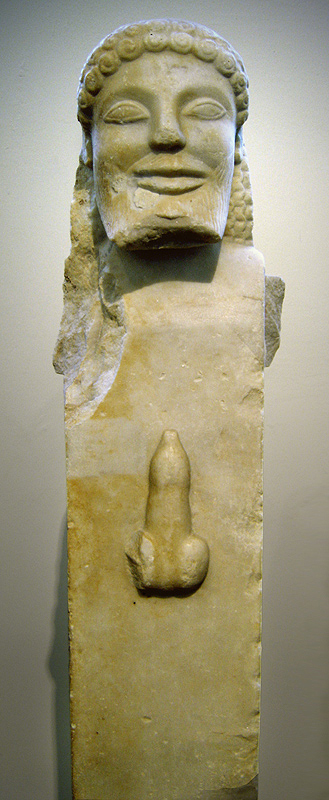
Herma (έρμα) de Sifnos. Hacia 520 a. C.

Las manifestaciones religiosas en la Grecia arcaica están íntimamente ligadas a la vida política y la conformación de la identidad griega, tanto dentro de cada polis (los cultos cívicos en torno al espacio privilegiado de las acrópolis -Panathénaia Παναθήναια en Atenas, Gumnopaidía Γυμνοπαιδία en Esparta-), como las anfictionías, que solidarizaban a amplios territorios (Micenas —dedicada a Hera—, Panionion —dedicada a Poseidón—, Dodona y Olimpia —dedicadas a Zeus—, Antela —dedicada a Deméter—, Alalcómenas —dedicada a Atenea— Delos, Delfos y Triopion —dedicadas a Apolo—); como a escala de toda la Hélade (los llamados santuarios panhelénicos y otros igualmente prestigiosos —ya citados—). Los Juegos Panhelénicos se celebraban en honor a los dioses (en Olimpia y Nemea en honor de Zeus, en Delfos los Píticos en honor de Apolo, en Istmia —junto a Corinto— los Ístmicos en honor de Poseidón), y había muchos otros de importancia local. Incluso el teatro tuvo un origen y una función religiosa, vinculada a Dionisos que, por otro lado, personificaba la ancestral cultura griega del vino (convirtiendo sus animadas festividades -Leneas, Dionisias y Antesterias- en las más populares) y trastocaba las jerarquías aristocráticas de los dioses olímpicos.
Esa hierarchía (ἱεραρχία -"gobierno sagrado"-), de origen micénico, había quedado sistematizada al comienzo de la época arcaica en los textos de Homero y Hesíodo. Zeus, Hera, Deméter, Poseidón, Hefesto, Ares, Apolo, Artemisa, Hermes, Atenea, Afrodita, Hestia, Hades y Dioniso-véase la localización ya citada de sus principales templos- son los dioses que solían formar parte de los olímpicos, cuyas listas eran formadas a menudo por un número de doce (Δωδεκάθεον -"doce dioses"-) aunque existían muchos otros dioses prestigiosos que podían incluirse o no en el cómputo (Perséfone, Heracles, Asclepio, Hebe, Eros), además de entidades primordiales (Cronos y Rea -el tiempo y la maternidad-, Uranos y Gea -el cielo y la tierra-, Helios y Selene -el sol y la luna-, los sátiros, las ninfas y toda clase de divinizaciones de las fuerzas naturales presentes en el mundo -vientos, aguas marinas y terrestres, etc.- o de los enigmas de la psique humana -los sueños, las cárites, las musas, las erinias, las gorgonas, las moiras, etc.-).

Τρὶς γὰρ χίλιαί εἰσι τανύσφυροι Ὠκεανῖναι,
αἵ ῥα πολυσπερέες γαῖαν καὶ βένθεα λίμνης
πάντη ὁμῶς ἐφέπουσι, θεάων ἀγλαὰ τέκνα.
Τόσσοι δ᾽ αὖθ᾽ ἕτεροι ποταμοὶ καναχηδὰ ῥέοντες,
υἱέες Ὠκεανοῦ, τοὺς γείνατο πότνια Τηθύς•
τῶν ὄνομ᾽ ἀργαλέον πάντων βροτὸν ἀνέρ᾽ ἐνισπεῖν,
Οἳ δὲ ἕκαστοι ἴσασιν, ὅσοι περιναιετάωσιν.

Son tres mil las Oceánides de finos tobillos que,
muy repartidas, por igual guardan por todas partes la tierra
y las profundidades de las lagunas, resplandecientes hijas de diosas.
Y otros tantos los ríos que corren estrepitosamente,
hijos del Océano, a los que alumbró la augusta Tetis.
¡Arduo intento decir un mortal el nombre de todos ellos!
Mas conocen cada uno en particular a aquellos que habitan sus riberas.
Hesiodo, Teogonía, II, 369.

No existía ni dogma ni un estamento religioso separado como tal del resto de la población. Las funciones de sacerdocio y las obligaciones rituales del culto eran desempeñadas por ciertos magistrados (como el basileus) y por otros hombres y mujeres que, solo en algunos casos, estaban consagrados a tales tareas en exclusividad o con ciertas limitaciones, como la virginidad (es el caso, por ejemplo de la pitia del Oráculo de Delfos). En otras ocasiones, la función sagrada implicaba obligaciones opuestas (prostitución ritual, hieros gamos ἱερός γάμος). Muy extendidos estaban los rituales de sacrificio animal (hecatombe ἑκατόμβη -"cien bueyes"-). Minoritarios, pero prestigiosos, eran los cultos mistéricos (mysteria μυστήρια) eleusinos y dionisíacos (que incluían el orgion ὄργιον, en plural orgía).
A pesar de la secularización del pensamiento y de la ausencia o poca importancia de la magia o de las supersticiones, tan llamativas en otras religiones, la gravitación de lo religioso era omnipresente en la vida cotidiana e incluso en la política: los enigmáticos mensajes del Oráculo de Delfos eran objeto de cuidada interpretación (y también de negociaciones previas y manipulaciones posteriores); mientras que las transgresiones de las prohibiciones religiosas eran castigadas, bajo la grave acusación de asebeia (ασεβεια -"impiedad"-). Uno de los hechos con más trascendencia ocurrió en 632 a. C., cuando Cilón y sus partidarios fueron ejecutados por orden de Megacles, a pesar de haberse acogido al sagrado de la Acrópolis de Atenas; una condena eterna cayó, no solo sobre el impío, sino sobre toda su familia y descendencia (los Alcmeónidas), lo que fue aducido en contra de varios personajes destacados de la historia griega posterior.